# Iglesia monasterio de Nuestra Señora de la Soterraña
La iglesia monasterio de Nuestra Señora de la Soterraña de Santa María la Real de Nieva, en la provincia española de Segovia, es un conjunto monumental de estilo gótico, construido a finales del siglo XIV y la primera mitad del siglo XV.
En 1920 dos de sus elementos fueron declarados monumentos nacionales, la portada de la iglesia y el claustro del monasterio. Desde que se cambió la denominación por la de bienes de interés cultural están catalogados como tales el monasterio y la portada de la iglesia.

## Historia

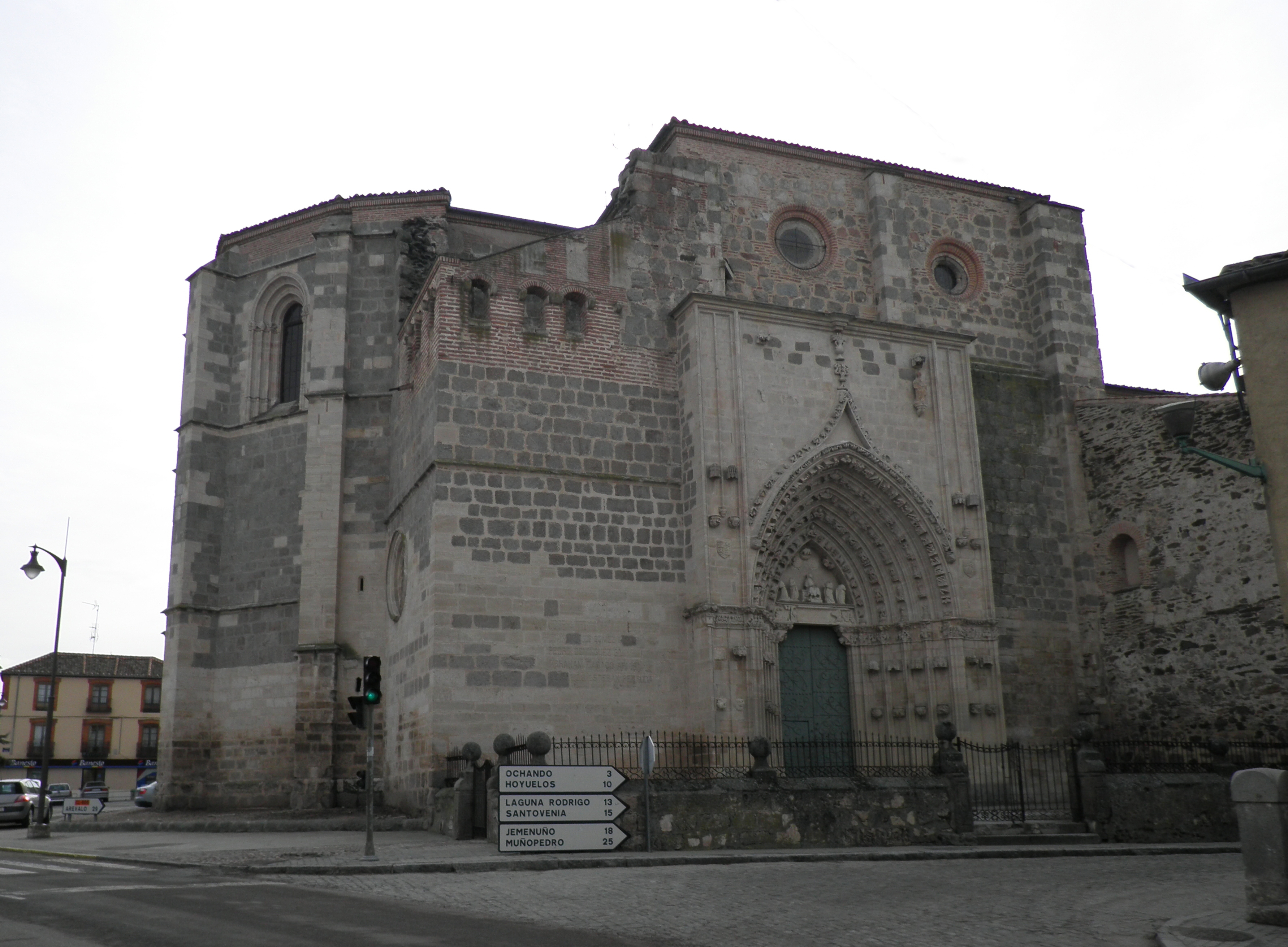
Fachada norte de la iglesia.

El monasterio de Santa María la Real de Nieva tiene su origen en la aparición de una imagen de María en un descampado del entonces municipio de Nieva, que probablemente había sido enterrada a la entrada de los árabes en Hispania, a la que se denominó Virgen de la Soterraña. Por este motivo la reina Catalina de Lancáster mandó edificar una iglesia que acogiera la imagen de la Soterraña, contra la opinión del cura de Nieva que quería llevarla a su pueblo y de la nobleza de Segovia que optaba por trasladarla a la capital. No obstante, la reina obtuvo dos bulas del papa, Clemente VII, despachadas en febrero de 1393 para que quedara libre de la jurisdicción del cura de Nieva el santuario de la aparición, concediendo el establecimiento de un prior y seis capellanes para el servicio necesario e indulgencias a los que visitaran la ermita ciertos días.

### Iglesia primitiva (1393-1399)
La reina Catalina sufragó gran parte de las obras con dinero de la corona, también muchos fieles contribuyeron con dinero y aportaciones personales para la construcción y que se vieron aumentadas por dos bulas adicionales del papa Benedicto XII, en 1395 en Aviñón, por las que se concedía indulgencia a los que dieran limosna para su construcción.
La primitiva iglesia era rectangular, dividida en tres naves, y como era costumbre por aquel entonces orientada al este. La puerta de entrada de uso cotidiano estaba al norte y al oeste tenía otra que sólo se abría para la entrada de romerías y procesiones ciertos días al año, denominada puerta del perdón.
El 2 de febrero de 1399 en Toledo la Reina otorga carta de entrega de la imagen y el convento de Santa María a la orden de Predicadores de Santo Domingo de Guzmán, que se materializó con la aceptación de dicha orden el 7 de septiembre de ese mismo año.
Para la inauguración se realizó una gran fiesta con una procesión solemne que desde la ermita de Santa Ana, lugar donde se había instalado provisionalmente la Soterraña, hasta la recién construida iglesia siendo llevada por los siete capellanes, con la presencia del obispo de Segovia, don Juan de Tordesillas, religiosos dominicos, autoridades y vecinos de los pueblos próximos. Después de la magna función religiosa el prelado en nombre de la reina fundadora hizo entrega del templo a los dominicos.

### Ampliación (1414-1432)

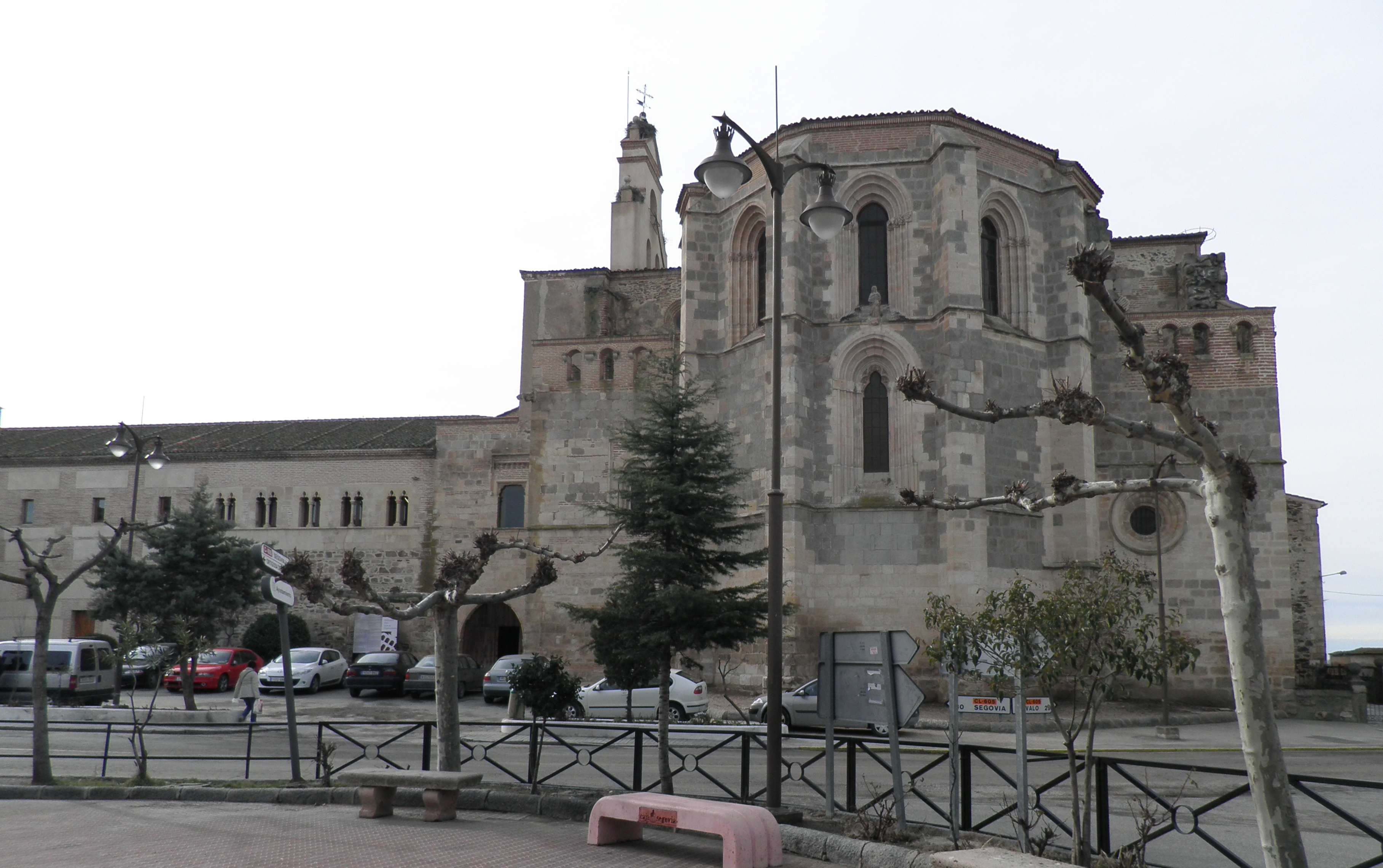
Panorámica desde la plaza.

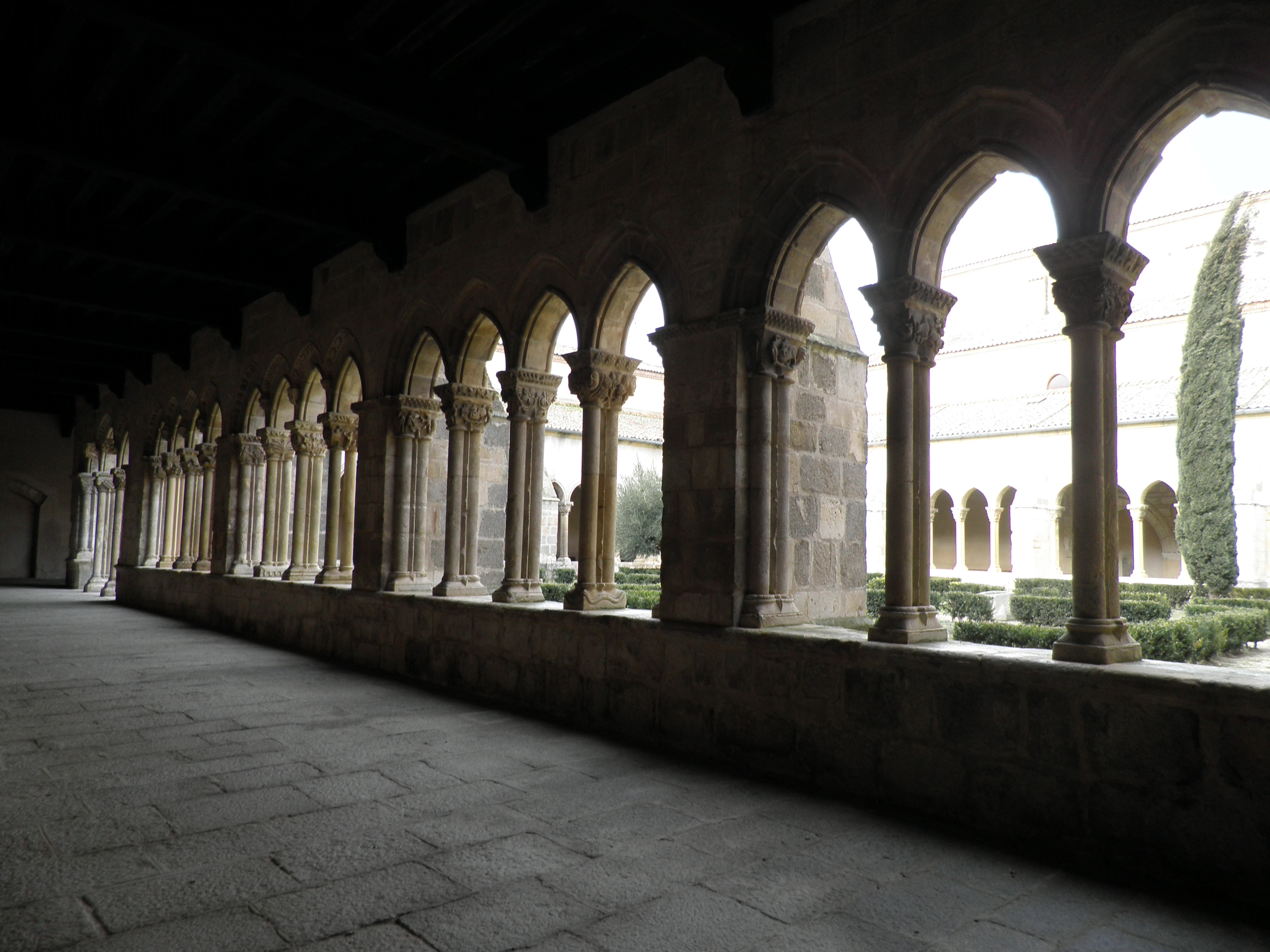
Galería sur del claustro.

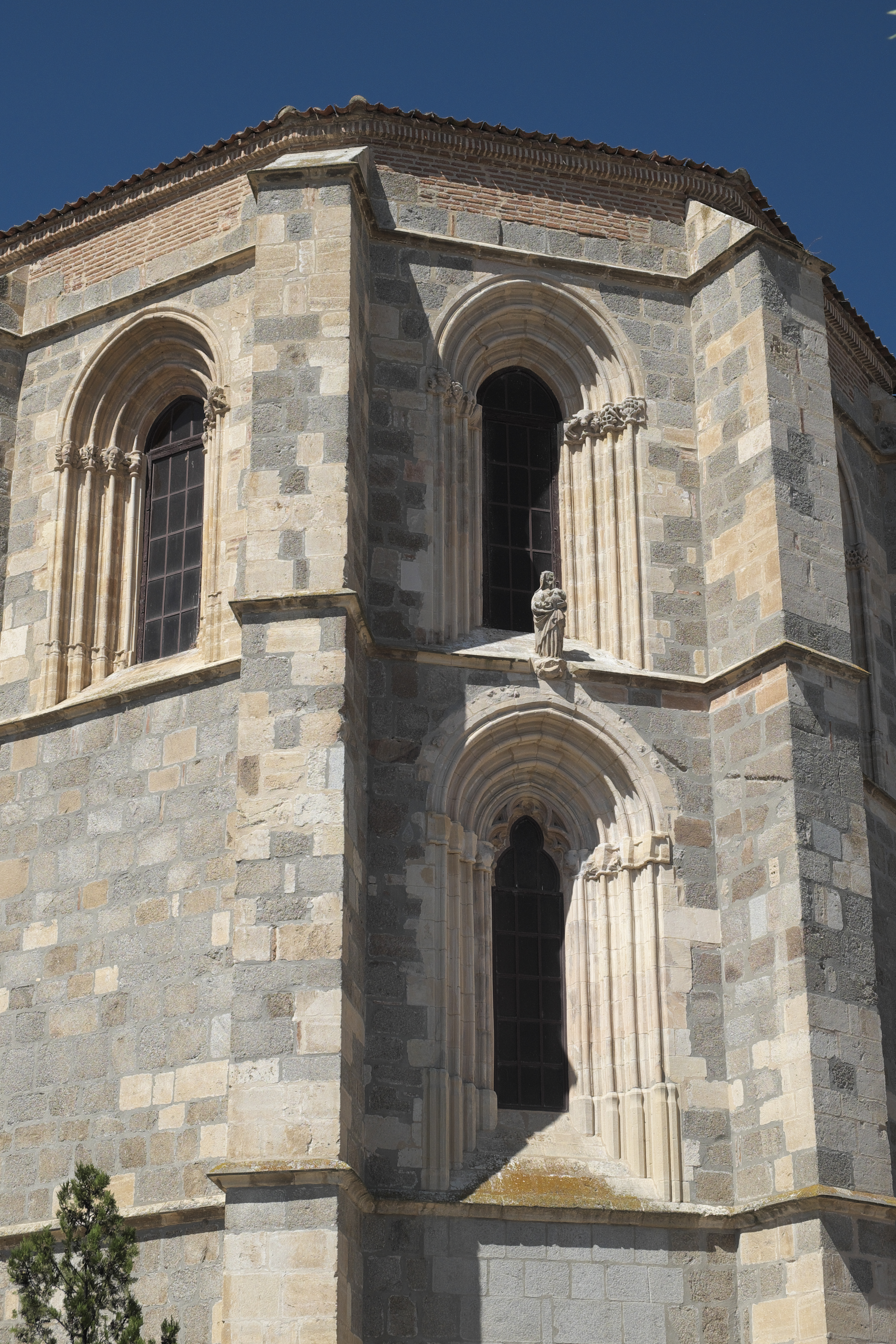
El ábside, que junto al crucero fue añadido en la ampliación.

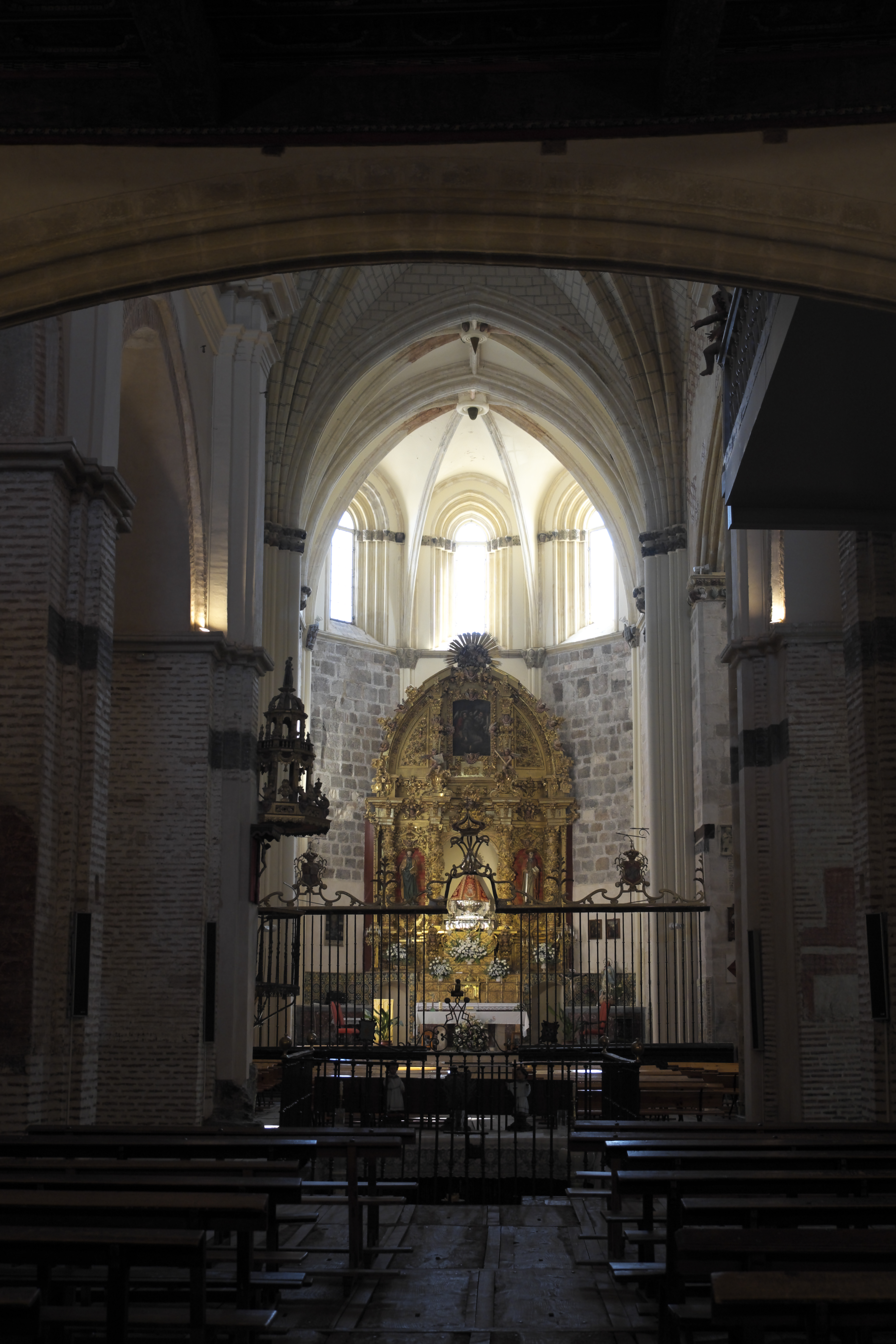
Interior de la iglesia.

En 1395 se había fundado, por orden real, la puebla de la villa de Santa María,  y en poco tiempo aumentó el censo de vecinos y también el número de romeros que deseaban visitar la imagen, por lo que el templo se quedó pequeño para acoger a tanta gente y entonces se determinó su ampliación. Se sabe con exactitud la fecha del comienzo y fin de esta ampliación por tres inscripciones que se encuentran en columnas del crucero. La primera está entre la capilla de san Pedro y el altar mayor:

Esta obra de estas capillas mandó facer la muy noble e excelentisima señora doña Catalina reina de Castilla e se començo el dia de sant Adefonso año de mill e CCCC e XIIII entonces era prior el onrado dotor don Alfonso de Amusco: e acabose era mill e CCCC e (…) [borrado])

La segunda inscripción está en la columna que separa el altar mayor y la capilla de la Consolación:

En la era del Señor de mill e CCCC e XXVIII a años se acabaron e estas capillas enl ql tpo era priorel onrado e dicreto rreligioso fray Juan de Cal de Francos dotor en la santa teología.

Y la tercera situada frente a esta segunda en columna del crucero que separa la nave central y la nave lateral derecha en la que se lee:

Estas capillas deste crucero fueron fechas e acavadas enl año del Señor de mill e CCCC e XXX e II años en el qual tpo e rasón el mucho onrado e dicreto religioso fray Ioan de Cal de Francos dotor en santa teología era prior provincial de la orden de predicadores de la pvicia de yspania: Era por frai Ju de Simancas dotor

Por lo tanto las obras de la iglesia se comenzaron el 23 de enero de 1414, en la festividad de san Ildefonso, y acabaron en 1432. En esta ampliación se le añadió a la iglesia primitiva una nave con un crucero y un ábside, a la par que se construía el monasterio adosado.
La reina Catalina de Lancaster siempre fue la promotora de la construcción con donaciones hasta su muerte. Al morir en 1418 recayó esta tarea en su hijo Juan II. También contribuyeron a sufragar los gastos de las obras las bulas otorgadas por los papas Clemente VII y Benedicto XIII, para los que diesen limosna para las obras y además el papa Martín V en 1425 donó 500 florines de oro y emitió una bula 1424 como sus antecesores.

### Sucesos

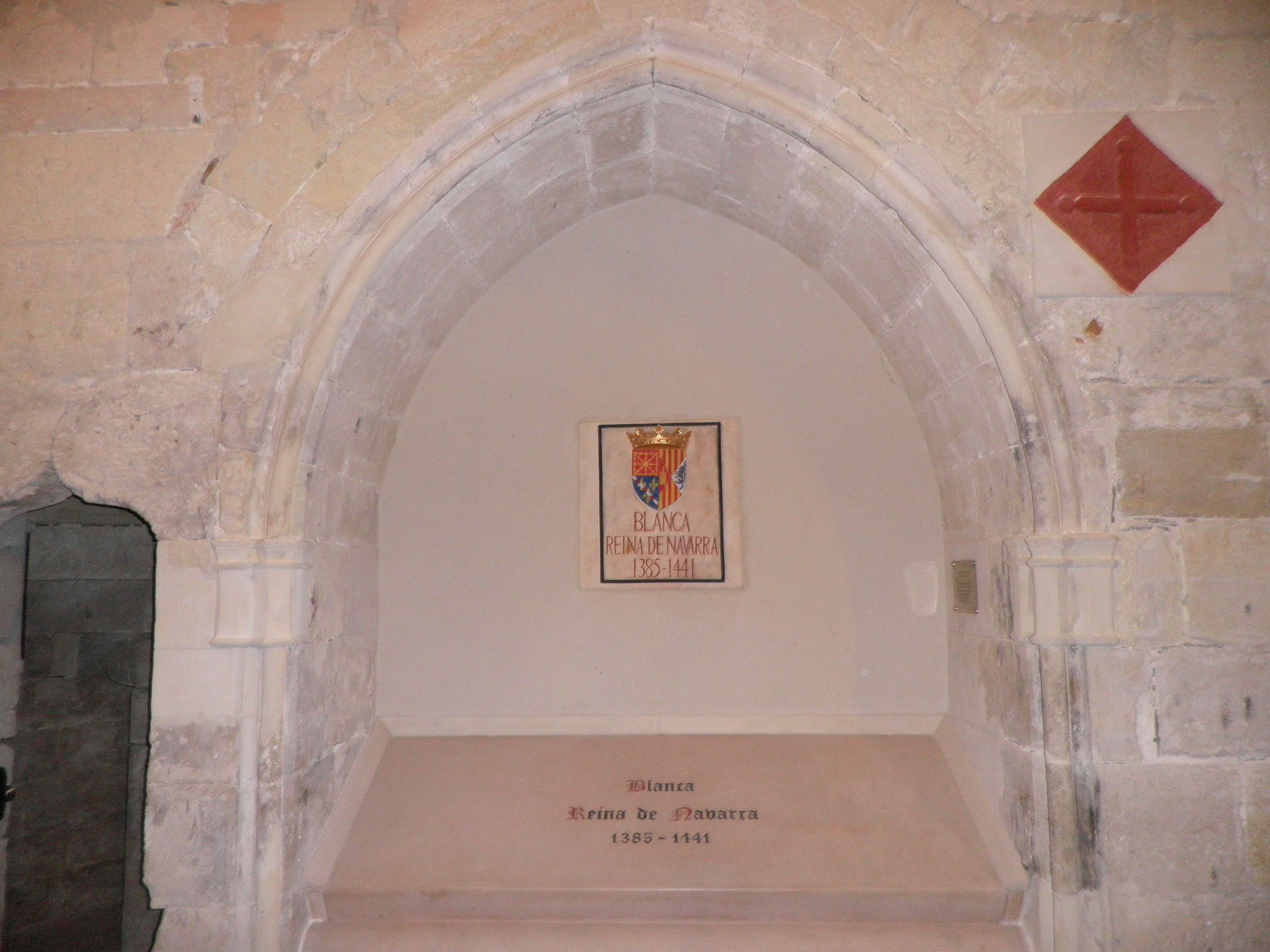
Sepulcro de Blanca I de Navarra.

El 1 de abril de 1441 estando la reina Blanca I de Navarra de paso en la localidad con objeto de reunirse con el príncipe de Asturias Enrique, su padre Juan II de Castilla y Juan II de Aragón falleció la reina, siendo enterrada en la capilla mayor de la iglesia de Ntra. Sra. de la Soterraña. Sus restos permanecieron allí, en contra del deseo expresado en su testamento de ser trasladada a Ujué, y se olvidó su ubicación hasta que la tumba fue descubierta durante unas obras de restauración en 1994.
El 28 de octubre de 1473 Enrique IV reunió las cortes de Castilla en el monasterio de Nuestra Señora de la Soterraña.
Tras la desamortización de Mendizábal dejó de considerarse monasterio, dividiéndose su propiedad entre el obispado de Segovia y el ayuntamiento de Santa María la Real de Nieva.
Finalizando el siglo XIX el monumento sufrió dos importantes incendios, el primero en 1899 que afectó al ala sur del monasterio y al año siguiente en el altar mayor de la iglesia.
El monumento ha sido restaurado en varias ocasiones, la fachada de la iglesia en 1927, el claustro en 1929, 1954 y 1976.

## Iglesia

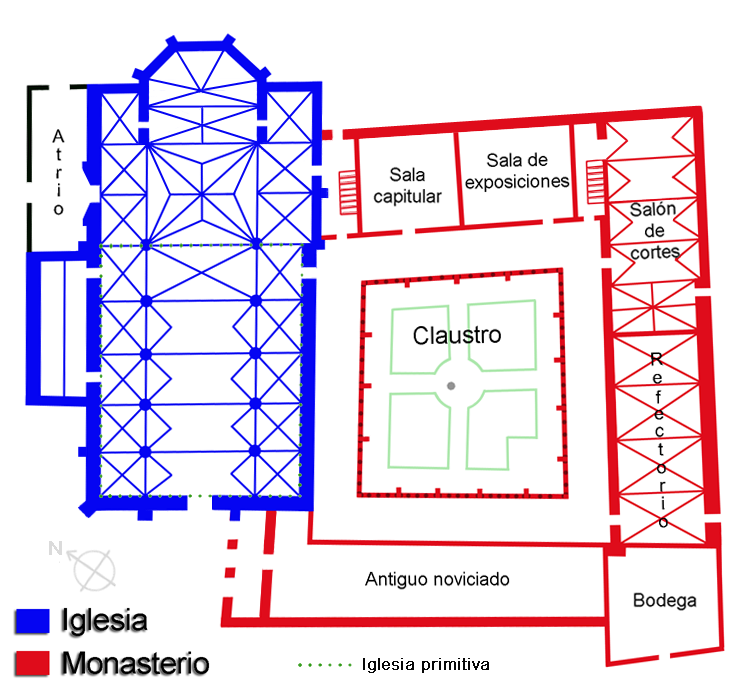
Planta del edificio.

La iglesia es una construcción cuya arquitectura corresponde a los cánones de estructura gótica de finales del siglo XIV y principios al XV. Se ha calificado su estilo de gótico arcaizante, ya que la influencia del románico continuó en Castilla hasta finales del siglo XIV.
El cuerpo principal de la iglesia consta de tres naves, siendo la central más ancha y alta que las laterales. Esta estructura coincide con la iglesia primitiva. Para su construcción se emplearon en su cimentación pilares de sillería de granito que soportaban anchas paredes de mampostería a base de pizarra, y en el interior cuatro parejas de grandes columnas de ladrillo. En el interior de la nave central se encuentra el lugar donde apareció la imagen. 

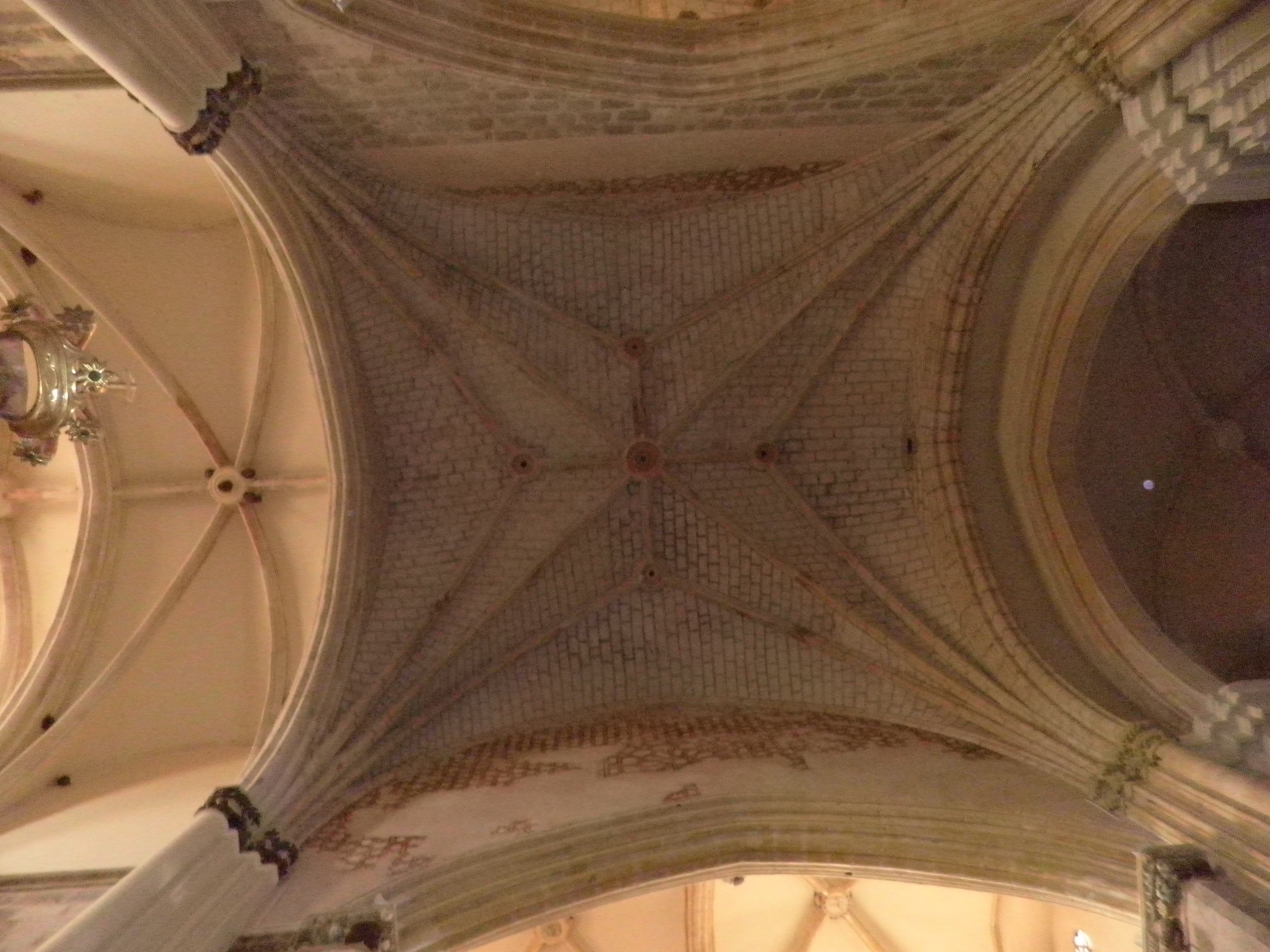
Crucero de la iglesia.

Al cuerpo original se le añadió una nave con un crucero y un ábside con dos capillas laterales. Esta obra difiere de la anterior en la mejor calidad de los materiales empleados, granito y caliza de buena cantería, se han contabilizado 22 marcas de talleres distintos,  lo que da una idea del número de obreros que trabajaron en ella. Una vez acabada la obra de los nuevos elementos se derribó la fachada este de la iglesia primitiva quedando todo integrado en un solo edificio.
En la nave central y en la parte posterior de la iglesia, en un segundo piso, se halla el coro en el que hay una hilera de bellas sillas de nogal labradas. El sotocoro tiene un artesonado madera de influencia mudéjar.
Hay una pintura mural en el ala sur aparecida en la restauración del año 1997 de san Cristóbal con el niño Jesús a cuestas.

### Portada

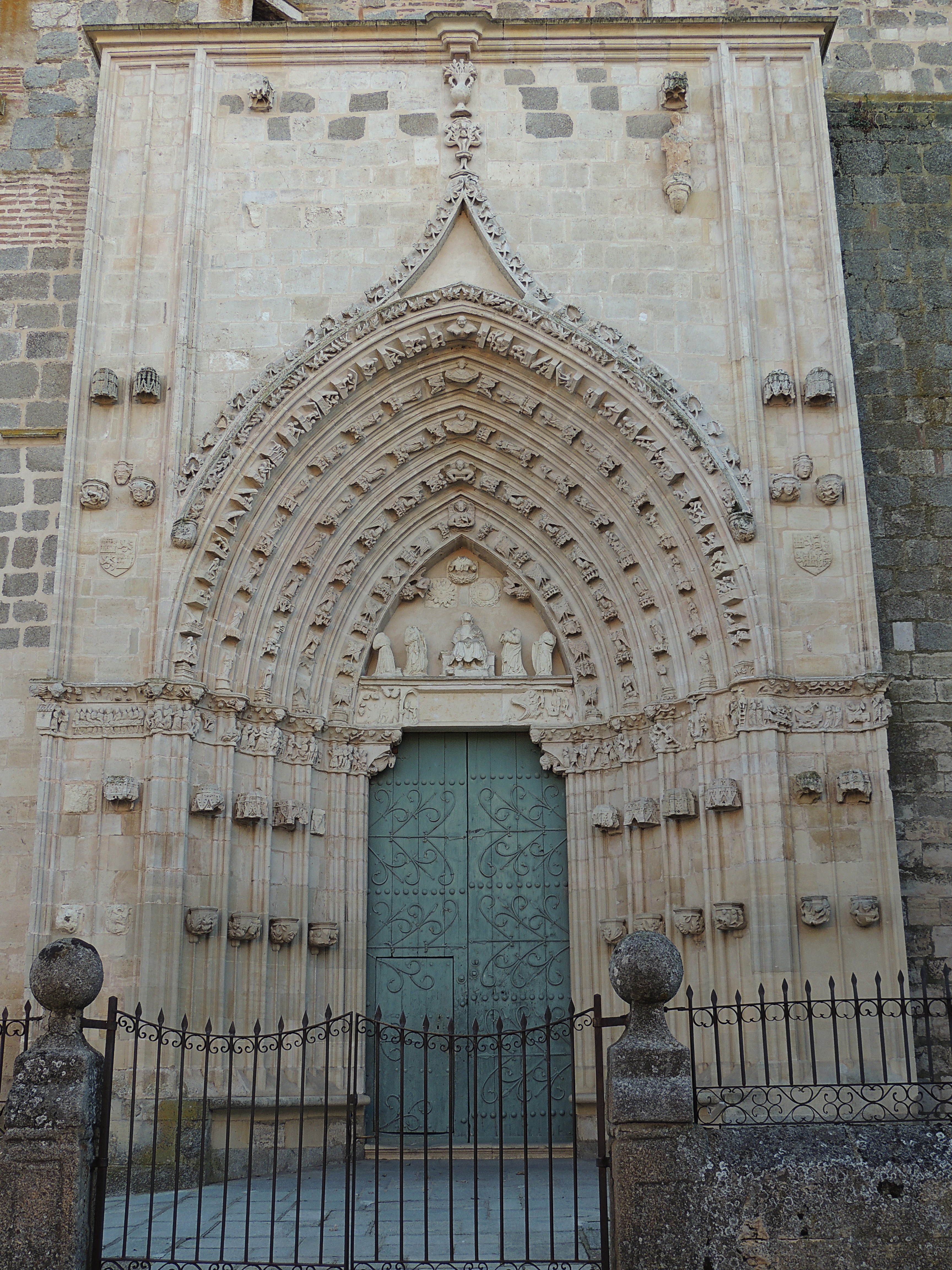
Portada de la iglesia

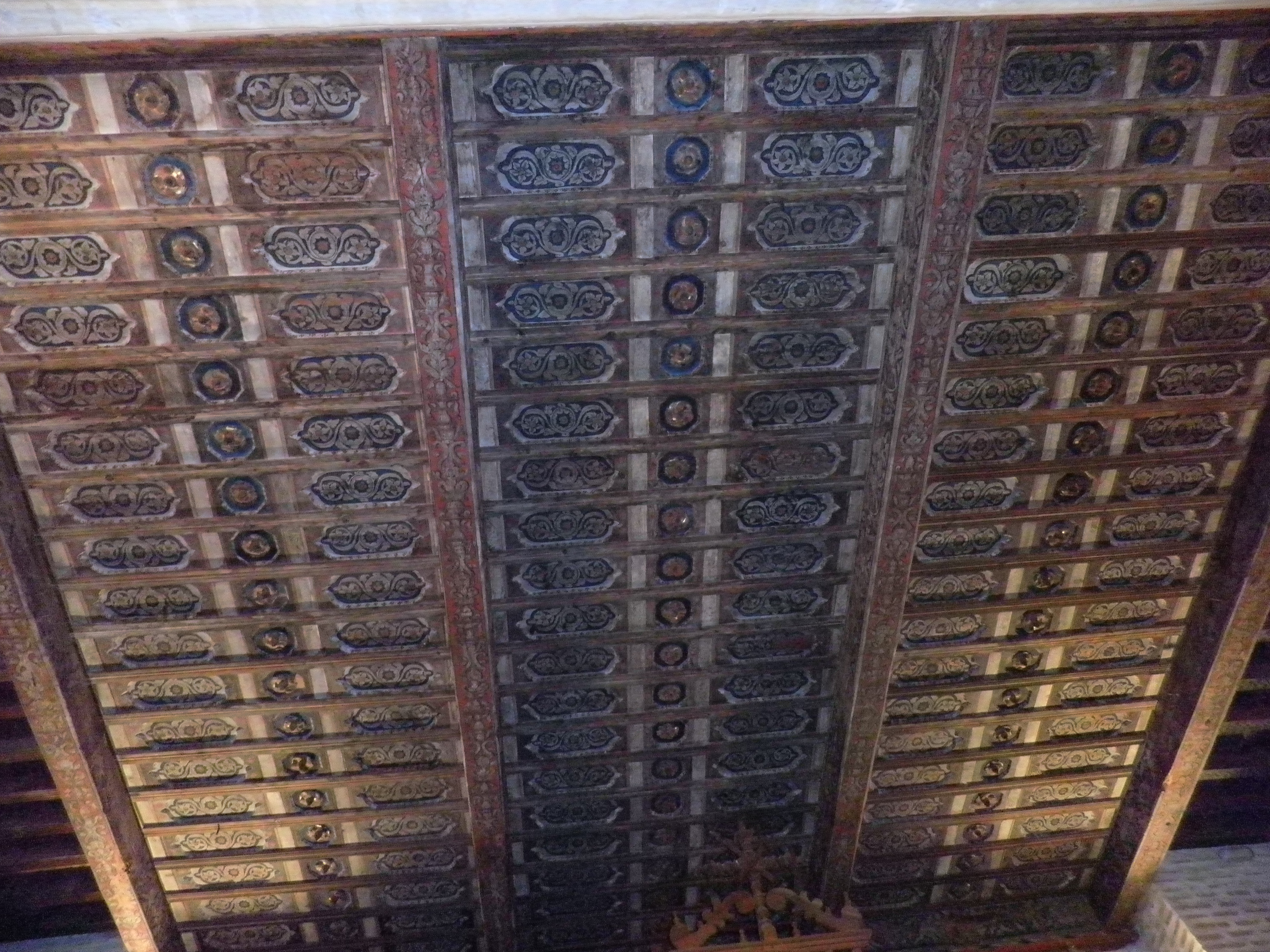
Artesonado del sotocoro.

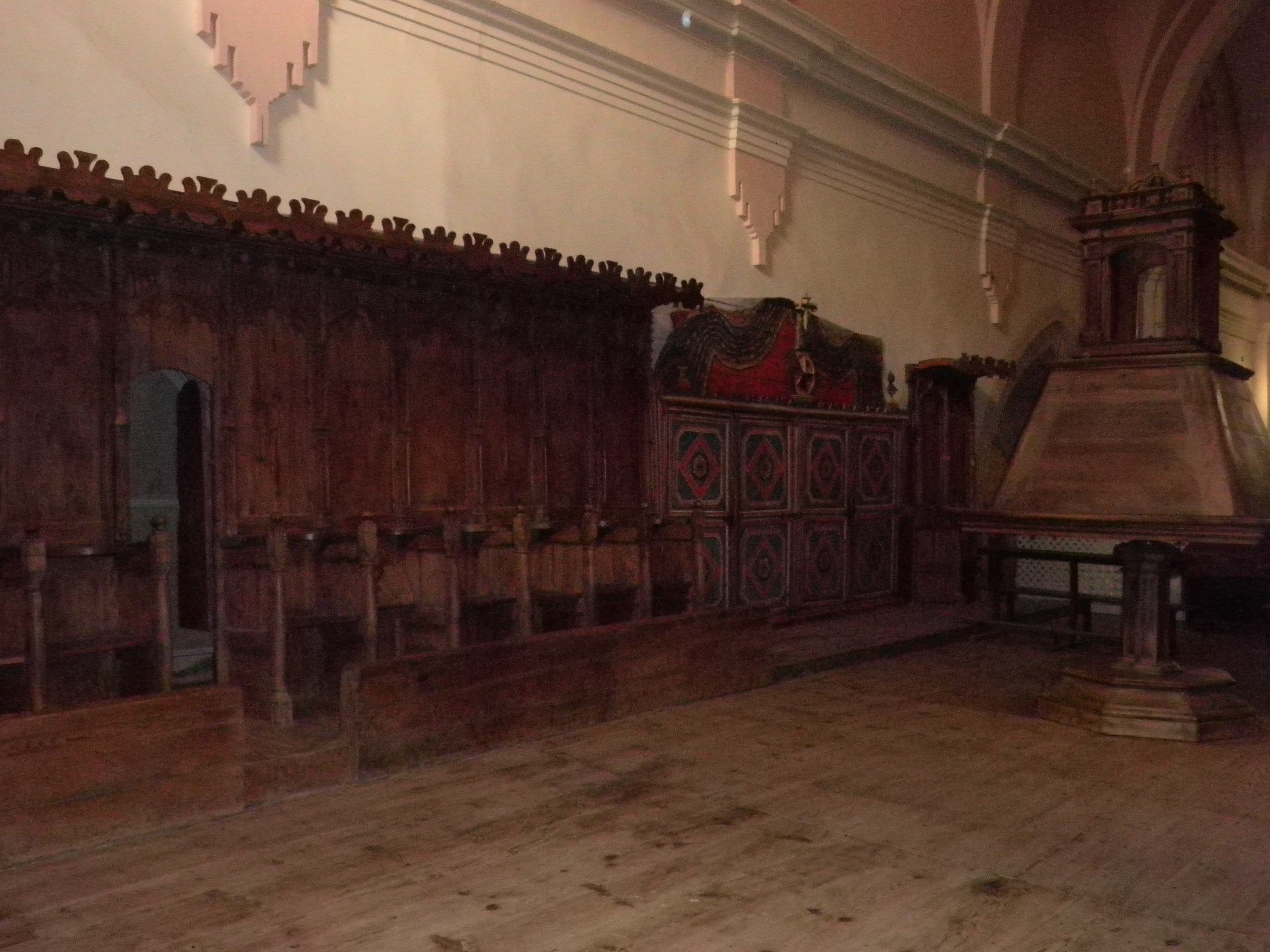
Coro de la iglesia.

Merece especial mención la nueva entrada al templo, abierta al norte de la nave del crucero, que está catalogada como bien de interés cultural por sí misma. Es de estilo gótico y está constituida por diversos relieves y estatuas. Está dividida en dos calles estrechas y una nave central amplia en la que está situada la arcada ojival. La parte superior de la puerta presenta el tímpano con la imagen de Cristo entronizado como parte central, a su derecha e izquierda figuran dos personas, actualmente decapitadas, que bien podrían ser sus fundadores Enrique III y Catalina de Lancaster, acompañados cada uno de ángeles. Por encima el sol y la luna, representando el universo, y unos ángeles sobre nubes observando el conjunto.
El tímpano está rodeado por cinco arquivoltas, que desde el exterior al interior, representan:
- la resurrección de los muertos, con 34 figuras en distintas posiciones junto a su lápida sepulcral.
- un conjunto de 16 figuras de santas;
- un conjunto de 14 esculturas de Santos, entre ellos Santo Domingo;
- un grupo de doce arcángeles arrodillados portando antorchas;
- diez serafines con las alas cruzadas custodiando al Cristo que está en el tímpano;

El dintel de la puerta compuesto de tres losas, faltando la central, que representaba el juicio final. La placa de la derecha presenta el infierno en el que está entrando una persona por una enorme boca abierta en forma de pez y en su interior hay figuras de personas ahorcadas. La placa de la izquierda representa el paraíso, en cuya puerta san Pedro recibe a una persona.
Sujetan estas placas dos ménsulas con figuras alegóricas; a la izquierda la figura de un grifo, símbolo del mal, apresando con sus garras a una liebre, símbolo del pecado. Y a la derecha, la cabeza de un león, símbolo de bien, que con sus garras protege el cuerpo de una mujer desnuda que se tapa con sus manos, la concupiscencia.
Ocupando los tres cuerpos de la portada, a un nivel más bajo, se representa la pasión de Cristo con diecisiete escenas. En la parte izquierda, de exterior a interior:
- un discípulo solicitando el cenáculo para la celebración la santa cena,
- la última cena,
- el lavatorio de los discípulos,
- la oración en el huerto de los olivos, con Jesús arrodillado y tres discípulos esperando,
- el beso de Judas, mientras Pedro corta la oreja a Malco,
- la presentación ante Caifás, con dos soldados,
- la negación de Pedro (que se ha perdido),
- entrega de Jesús a Poncio Pilatos,

Parte derecha, de interior a exterior:
- Cristo atado a la columna;
- Cristo con la cruz a cuestas;
- la crucifixión;
- Jesús en la cruz entre los dos ladrones, a los pies san Juan y un grupo de mueres;
- el descendimiento de Jesús, con Nicodemo en una escalera y a los pies José de Arimatea y las tres Marías.
- el entierro de Jesús;
- la resurrección de Jesús, con las tres Marías ante la cueva;
- Jesús con la cruz y frente a él una figura del Leviatán con la boca abierta, símbolo del mal.

Sobre el friso se observa una franja estrecha con sarmientos y racimos entrelazados con cabezas de perros. Los primeros como se indica en el nuevo testamento: yo soy la vid y vosotros los sarmientos, y los perros como alegoría de los dominicos, los perros del señor. Por debajo del friso de la pasión hay una docena de repisas con su correspondiente dosel que carece de imágenes, posiblemente destinadas a los doce apósteles.
En calles laterales a la altura del tímpano los escudos de Enrique III de Castilla a la izquierda y la casa de Lancaster a la derecha, como fundadores de la obra, y otras dos ménsulas con dosel a cada lado, que tampoco tienen imágenes, y que bien hubieran podido ser Enrique III y Juan II y sus respectivas esposas. Coronando la portada un escudo con un jarrón con líros símbolo de la Virgen María.

### Capillas y retablos

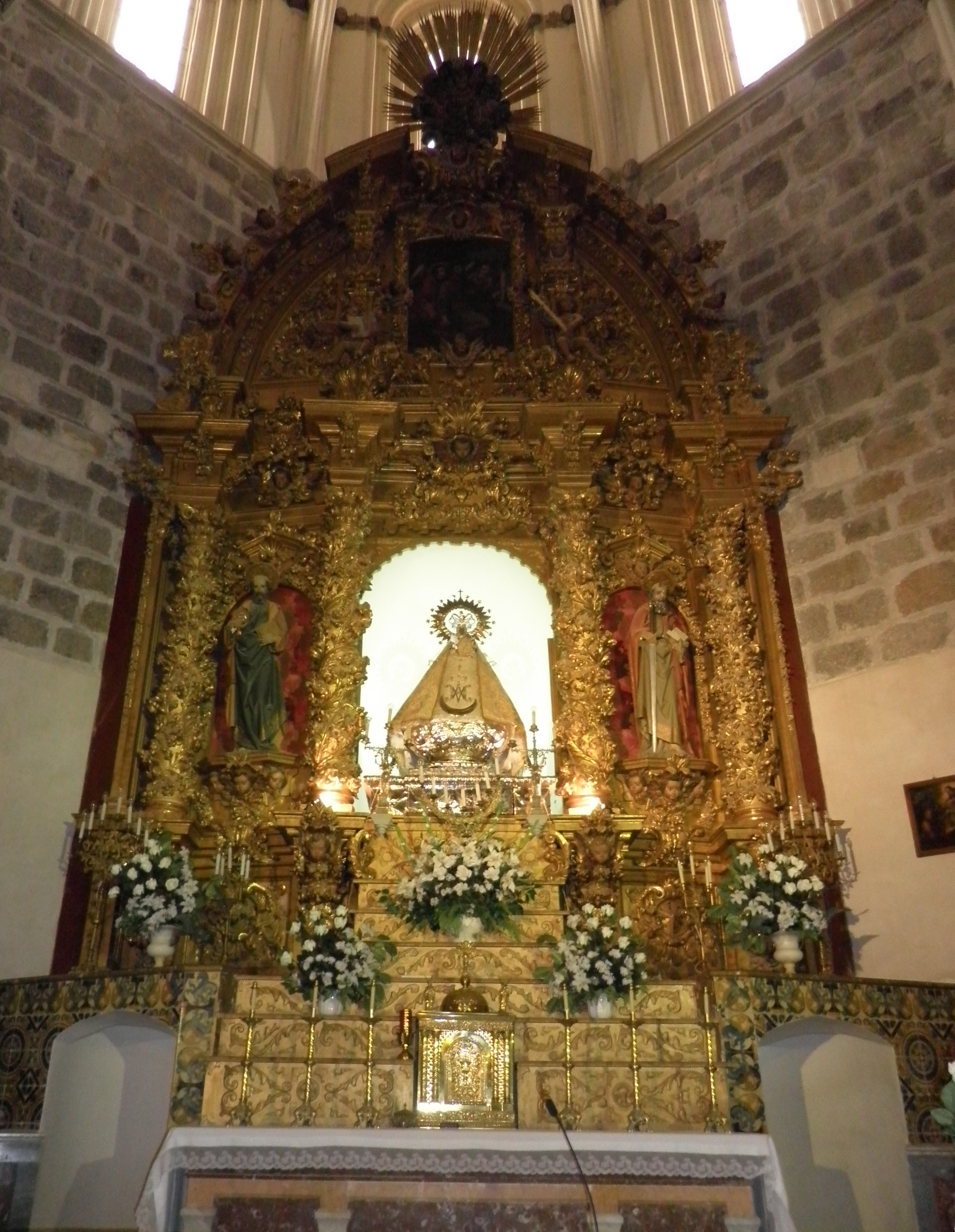
Altar mayor.

El interior de la iglesia está jalonado de capillas y altares, según el sentido de las agujas del reloj están dispuestos de la siguiente forma:
- El altar mayor, de igual anchura que la nave central y de planta poligonal con 5 caras, posee tres amplios ventanales que permiten iluminación interior. Su retablo barroco es del siglo XVIII, está dividido en tres calles, ocupando la central la imagen de la Soterraña y a cada lado tallas de san Pedro y san Pablo. Separa el altar mayor de la nave del crucero una gran reja de hierro forjado del siglo XVII, que se hizo según la tradición con cadenas y grilletes que trajeron cautivos redimidos por intercesión de la Soterraña.
- También en el frontal de la iglesia está la capilla de la Consolación. Su retablo de estilo plateresco es considerado el mejor de la iglesia, data del año 1540-41. Está dividido en seis cuadrantes con imágenes de nuestra señora de la Consolación, el Cristo crucificado, san Roque, san Sebastián, santo Domingo de Guzmán y un san Jerónimo atribuido a Berruguete.Retablo de la capilla de la Consolación.

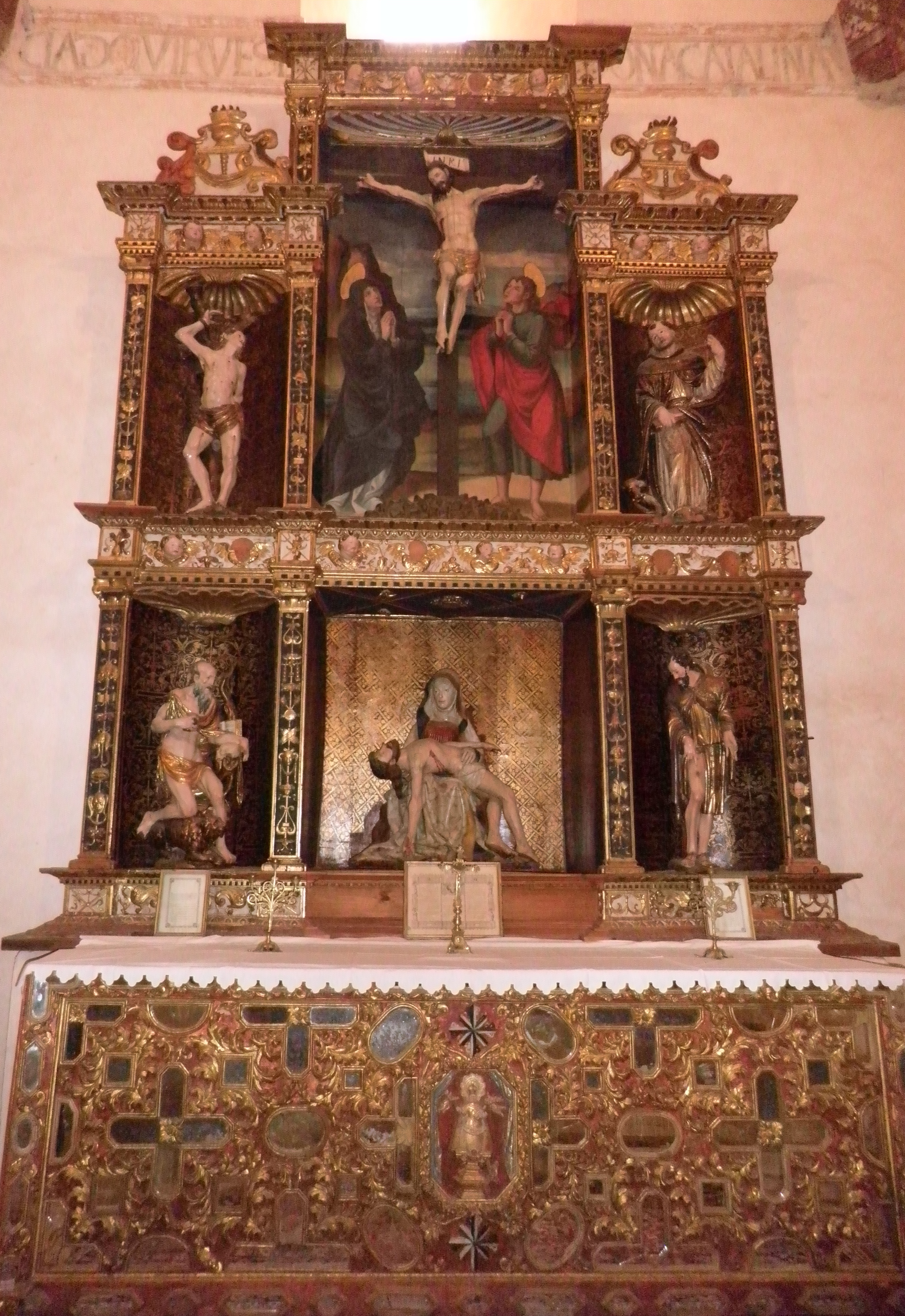
Retablo de la capilla de la Consolación.

- En ala sur está el altar de San Antonio de Padua, un retablo del siglo XVIII. Ya en la nave del crucero del mismo ala se encuentra el retablo barroco de nuestra Señora del Rosario, con una bella talla de la Virgen portando al niño pendiendo de su maño un rosario. En el lado opuesto Santo Tomás de Aquino y en la parte superior distintas escenas en relieves con los santos: santo Domingo de Guzmán, san Francisco de Asís y san Antonio de Padua. Ala este se compone de dos capillas y el altar mayor.
- En el ala norte está el altar dedicado a la Inmaculada, de 1612.
- El altar de San José que tiene imágenes de san Isidro y san Roque, uno a cada lado. El altar del Cristo atado a la columna es de mediados del siglo XVI. Unido a este se encuentra:
- En el ala norte junto a la entrada principal, adosada al cuerpo principal a la iglesia, está la capilla del santísimo Cristo. Se accede por la puerta, que fue la principal de la iglesia primitiva. Su retablo es del siglo XVIII, la imaginería hace referencia a la pasión de Jesús.
- En el centro de la nave central se encuentra el altar de la reja, lugar donde se encuentra la cueva donde apareció la imagen de la patrona.

A la izquierda del altar mayor se encontraba la capilla dedicada a san Pedro, actualmente ocupada por la sacristía.

## Monasterio

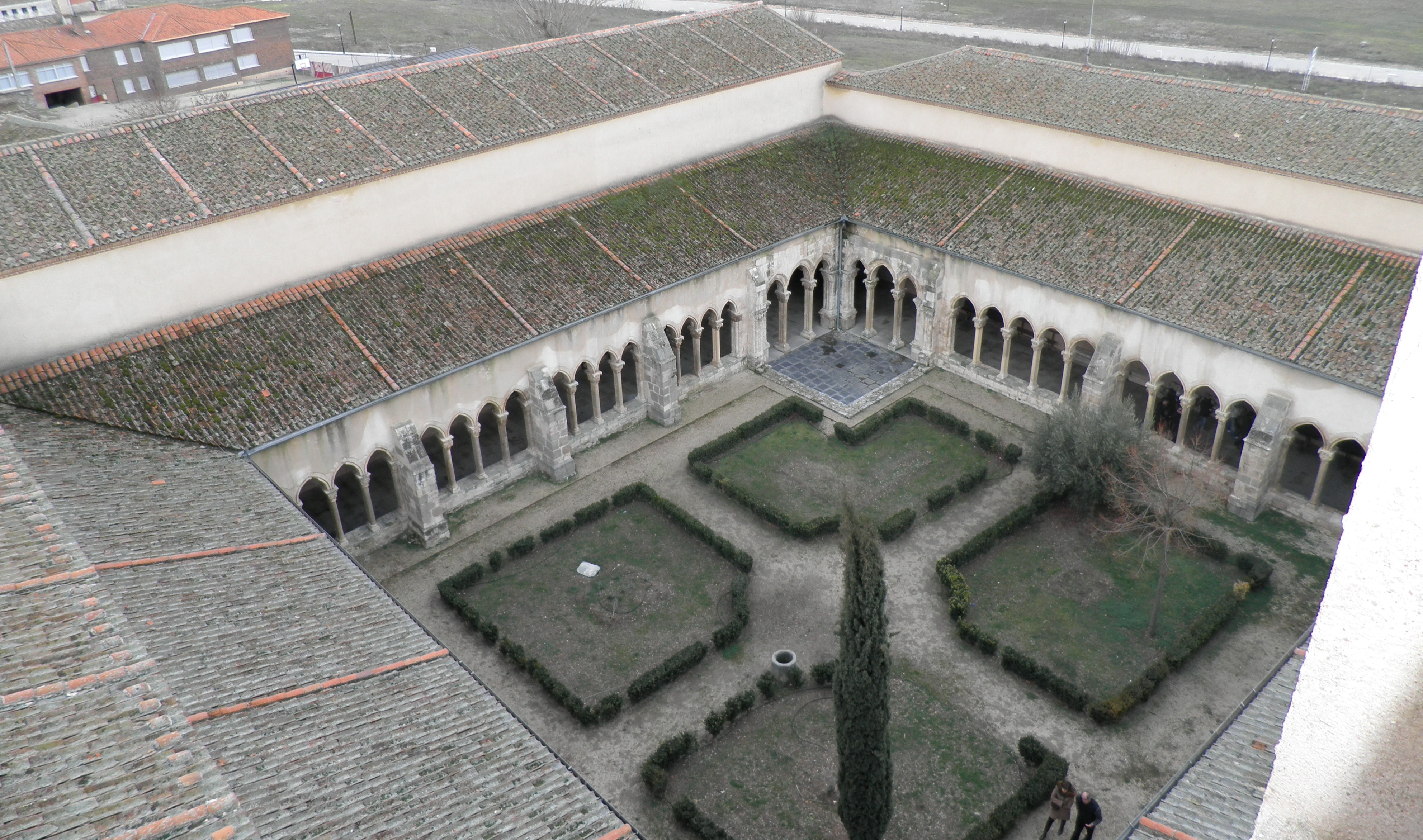
Vista panorámica del claustro del monasterio.

Todas las dependencias del monasterio están configuradas alrededor de su claustro y con acceso al mismo, a saber: en el ala este la sala capitular, un espacio actualmente destinado a exposiciones y en un segundo piso las habitación donde se aposentaba la reina en sus visitas a la villa y el salón de la reina, actualmente la biblioteca de la caja de ahorros.
En el ala sur, el salón de cortes, donde Enrique IV en el año 1473 reunió las cortes de Castilla, y seguido el refectorio, donde se realizaban las comidas de los frailes. Y en el ala oeste se situaba el lugar de alojamiento de los frailes y el noviciado de la orden. En un segundo nivel y por bajo del refectorio en el ala sur estaba la bodega donde se guardaban los cereales y demás comida y que les era donada para su sustento.
El 6 de diciembre de 1899 se produjo un incendio en el ala sur del monasterio que hizo que desaparecieran varias de sus antiguas dependencias, como eran un segundo claustro más pequeño, la biblioteca, otras estancias de los frailes, cuadras, corrales y una huerta, que no fueron reconstruidos y su terreno posteriormente fue enajenado quedando el monasterio con su configuración actual.

### Claustro

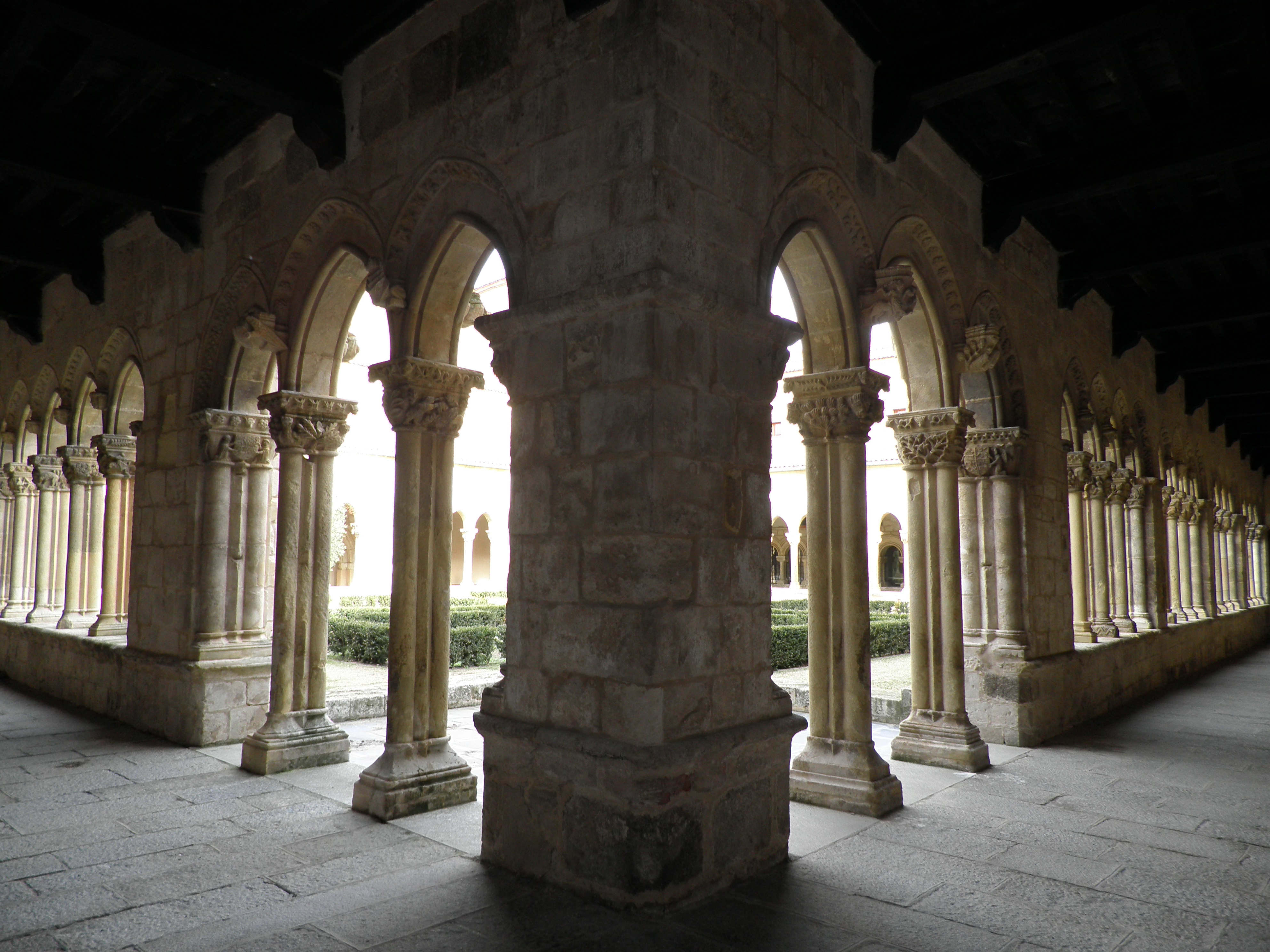
Arcos de la esquina sur del claustro.

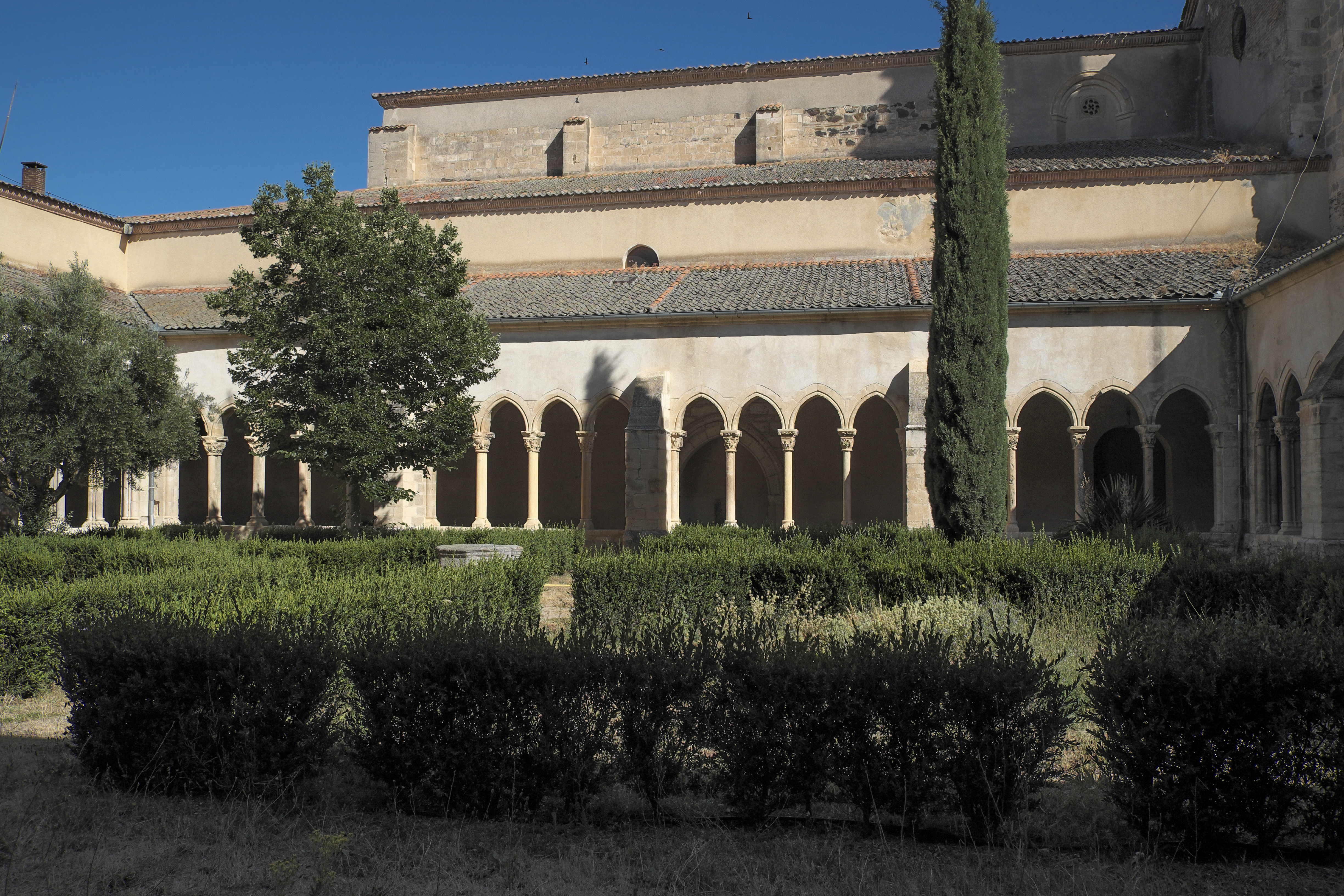
Perspectiva de la arcada norte.

Probablemente la construcción del claustro del monasterio coincidiera con las obras de ampliación de la iglesia ya que las marcas de cantero que figuran en sus piedras coinciden con varias de las existentes en la ampliación de la iglesia. De planta casi cuadrada, está adosado a la iglesia en el ala sur, con la que se comunica por una puerta.

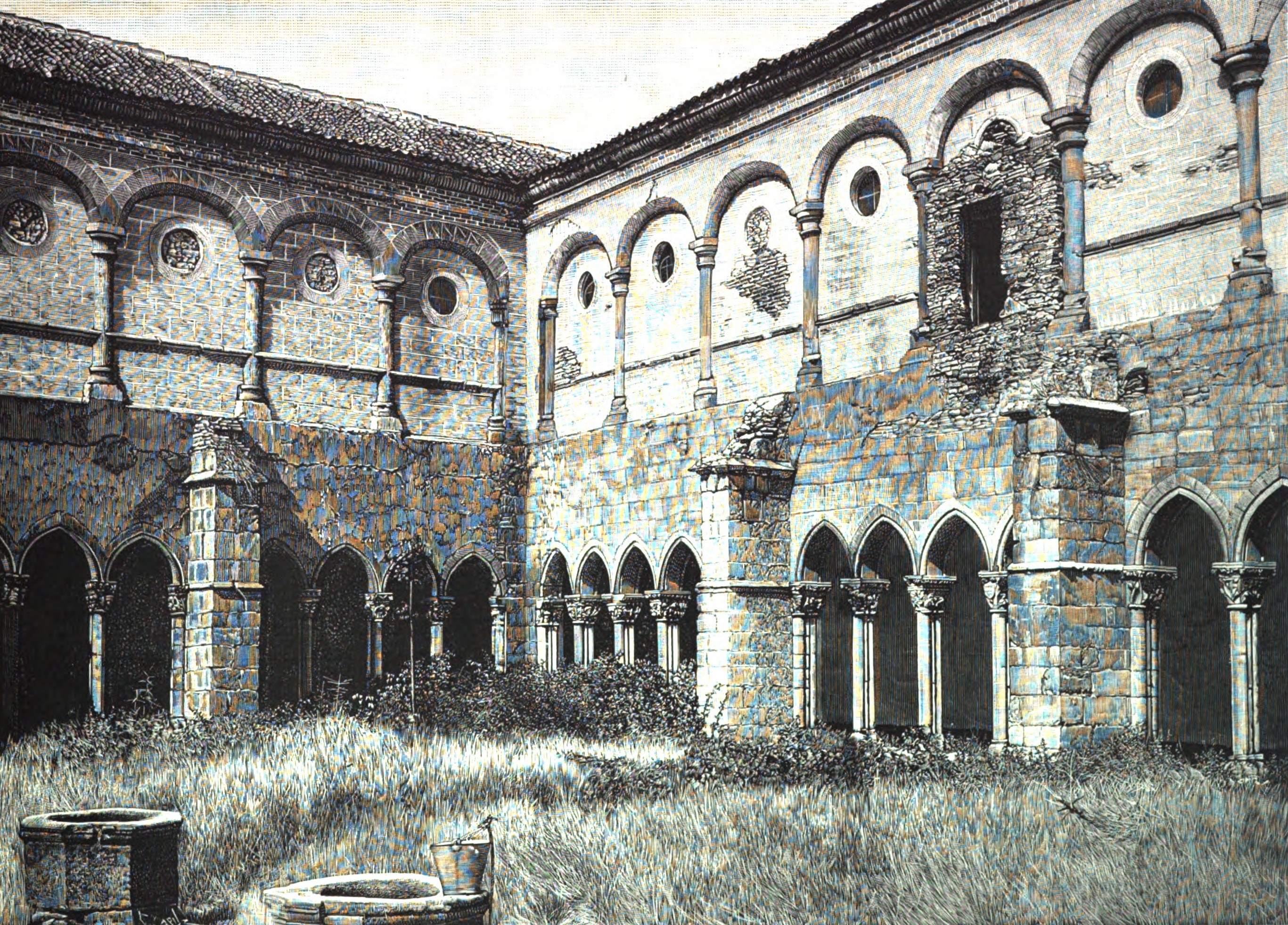
Vista del claustro en un grabado de finales del

Sobre una pared de cantería de caliza no más alta de un metro se alzan 17 pilares de la misma piedra repartidos por toda la construcción y entre pilar y pilar grupos de columnas en haces de tres, cuatro o cinco arcos ojivales, en un total de 68.
En la esquina suroeste, no hay pared de base lo que permite que los fustes de su columnas lleguen al suelo y formen tres arcos a uno y otro lado, de manera que permite la entrada al jardín interior.
Toda la estructura por la parte interior al jardín queda sujeta con once contrafuertes y otro dos de menor de menor tamaño en la entrada.
Las columnas tienen fustes asemejan dos cilindros unidos por un bisel en una sola pieza que soportan los capiteles labrados. En el cuerpo superior hoy desaparecido había un sobreclaustro, construido posteriormente en tiempos de los Reyes Católicos.

### Temas de los capiteles
Lo más destacable del claustro son sus capiteles decorados con relieves por sus cuatro caras y que exhiben una visión general de la forma de vida de las gentes de la Edad Media. Los capiteles representan diversos motivos que en su mayoría pueden agruparse en los ámbitos: modos de vida, naturaleza, alegorías religiosas y criaturas míticas, temas bíblicos y heráldica. Las distintas temáticas se encuentran entremezcladas, salvo los capiteles dedicados al año agrícola que están seguidos, todos los demás temas están colocados de forma alterna; pudiendo mezclarse los motivos incluso en el mismo capitel, plasmando un tema por una cara y otro por la contraria, aunque la mayoría de los capiteles representan una misma temática en todas sus caras.

#### Modos de vida
Es una de las temáticas más abundantes y se representan las actividades y formas de vida de todos los estamentos sociales.

##### Vida monacal
Aparecen las actividades tanto religiosas como cotidianas que se realizaban en el convento.

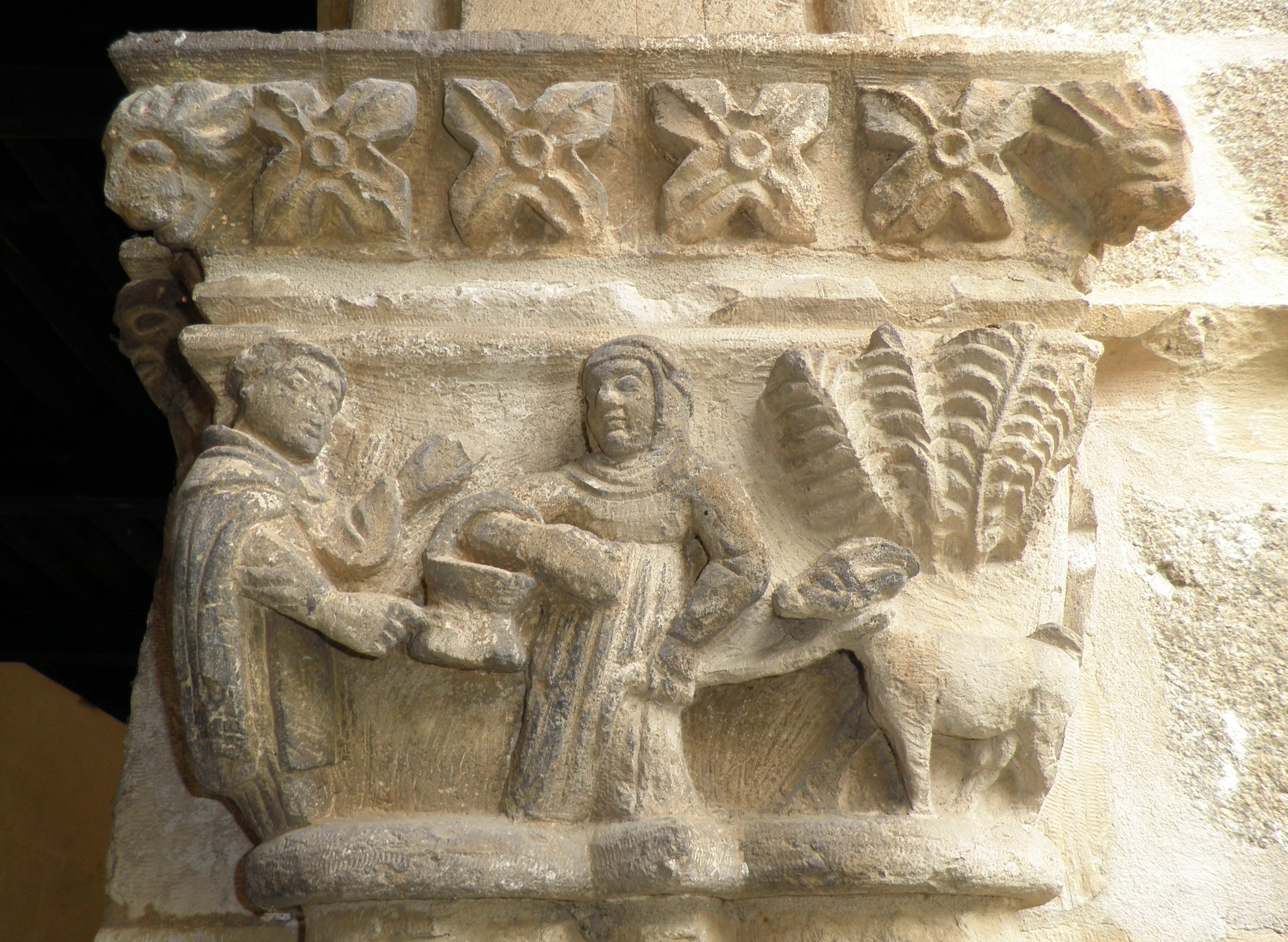
Monje recibiendo las ofrendas de una mujer.
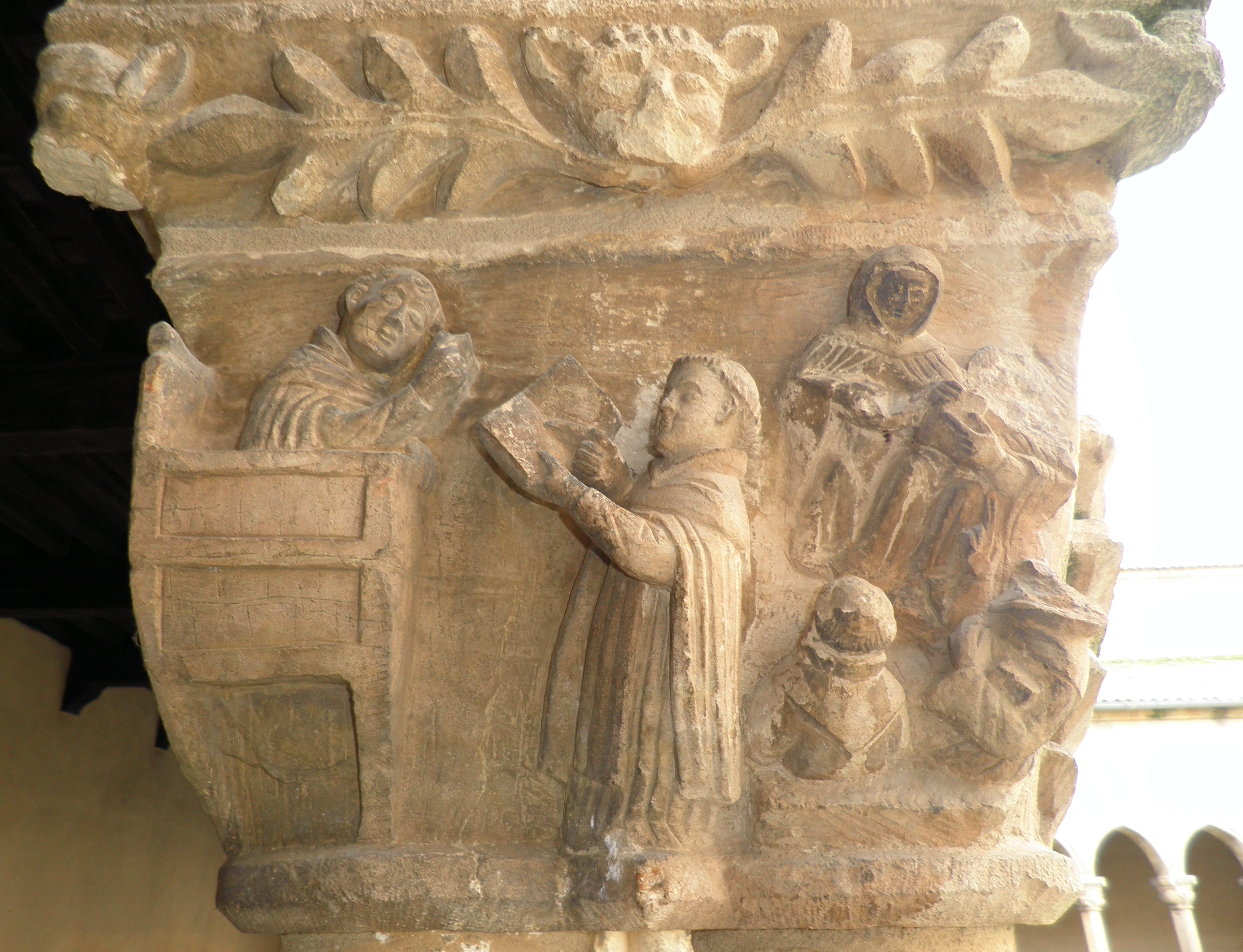
Maestro tomando la lección al alumno.
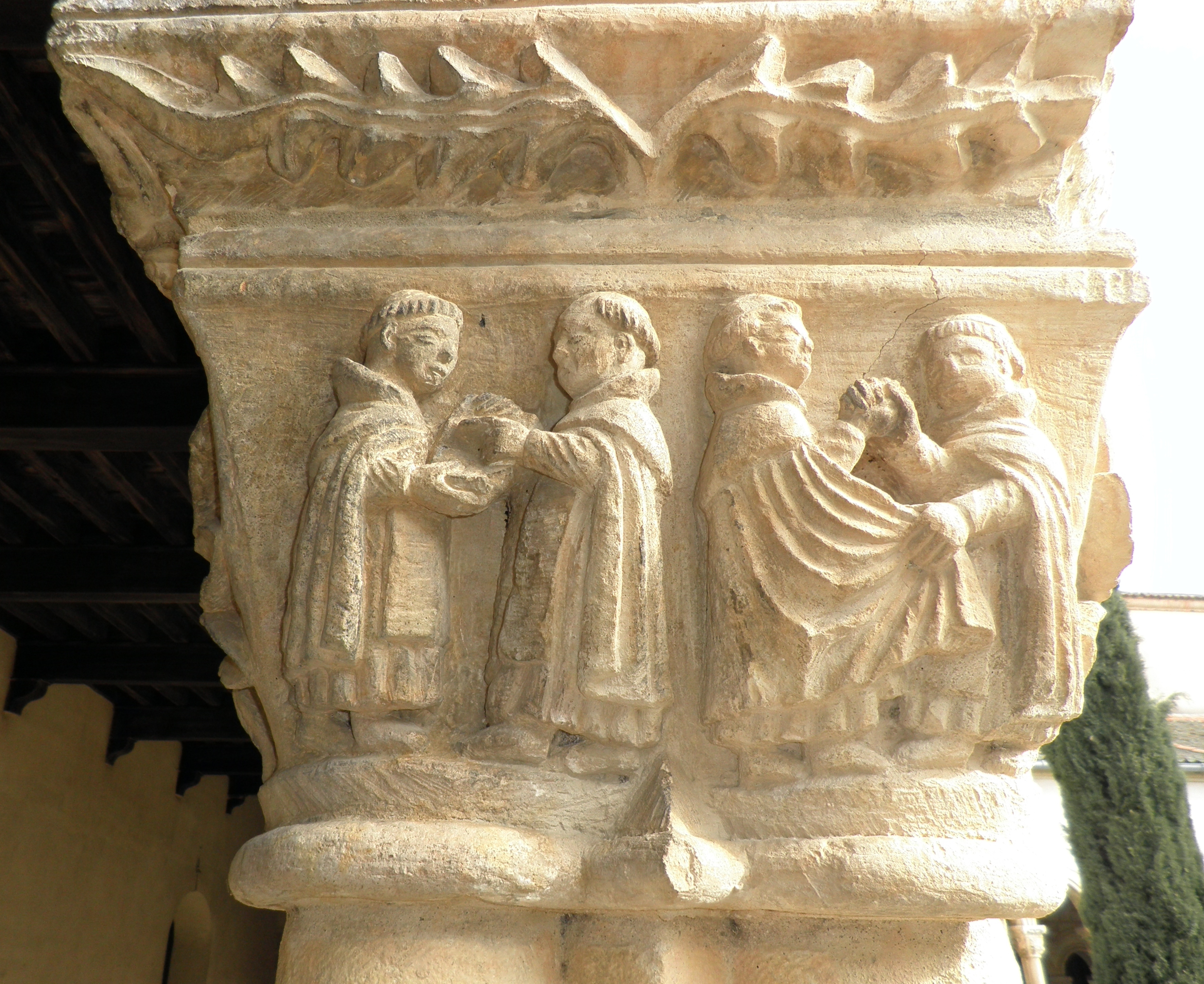
Saludos y bienvenidas entre monjes.
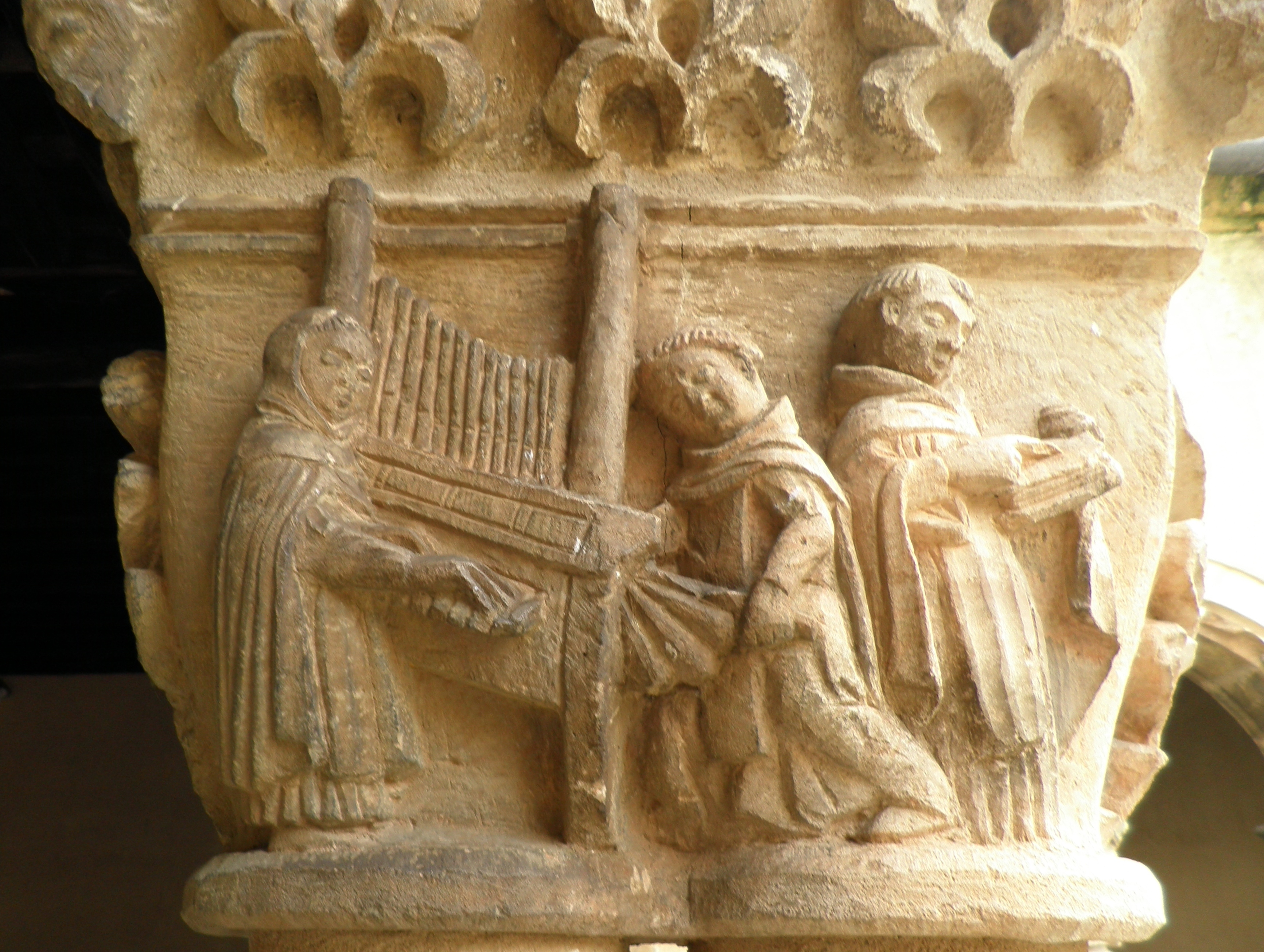
Monjes tocando música en el órgano.

##### Pueblo llano
El pueblo llano se representa en escenas de las labores del campo y demás actividades de la vida cotidiana como cocinando, en el mercado, haciendo ofrendas a los monjes o en fiestas taurinas. Destaca una serie de tres capiteles que representan el calendario agrícola, es decir, las diversas labores realizadas en los campos a lo largo de todos los meses del año. No falta un rebaño de ovejas con su pastor, posiblemente en referencia a Pedro Amador, el descubridor de la imagen de la Soterrraña.

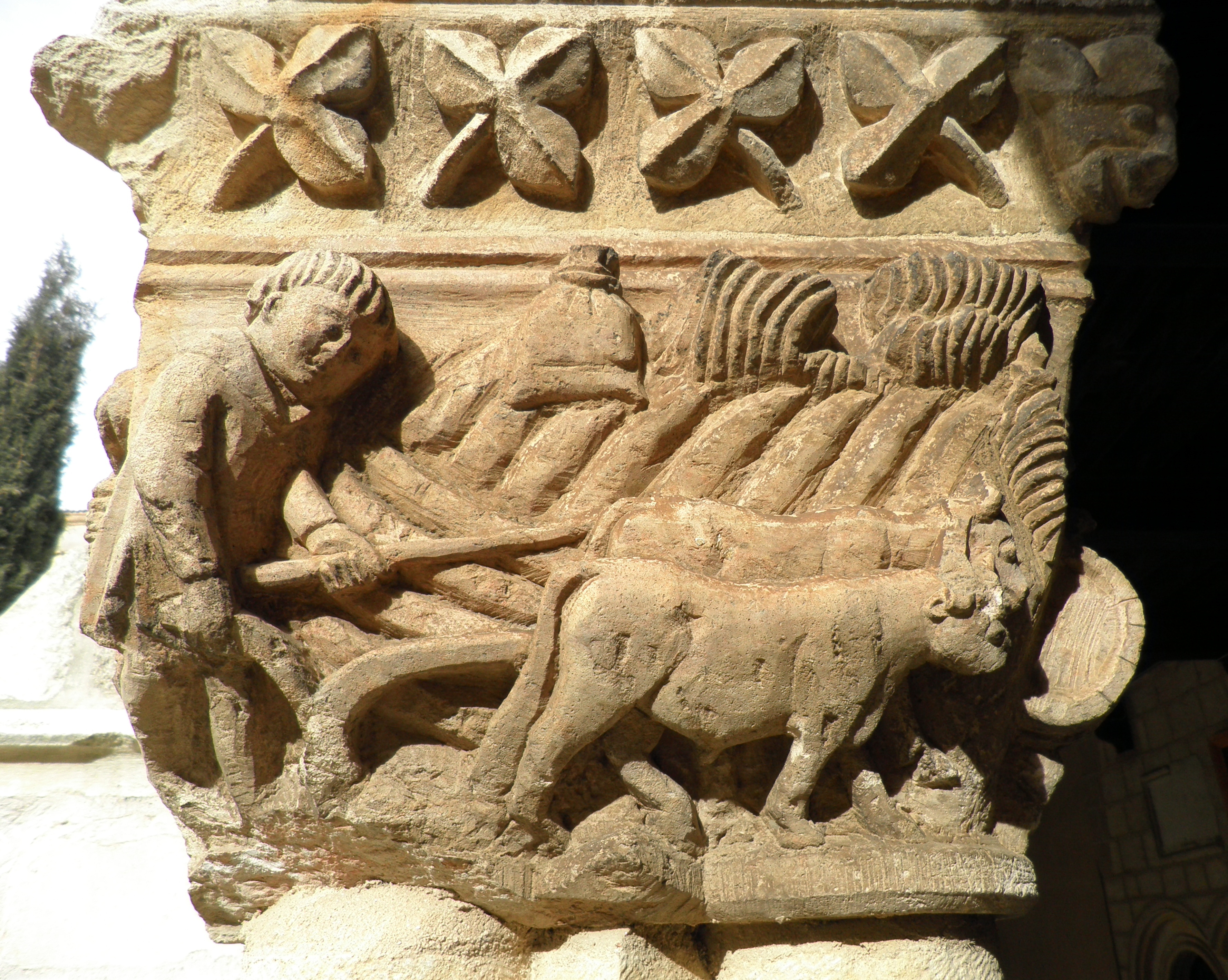
Parte del calendario agrícola, hombre arando los campos con un arado romano y una junta de bueyes.
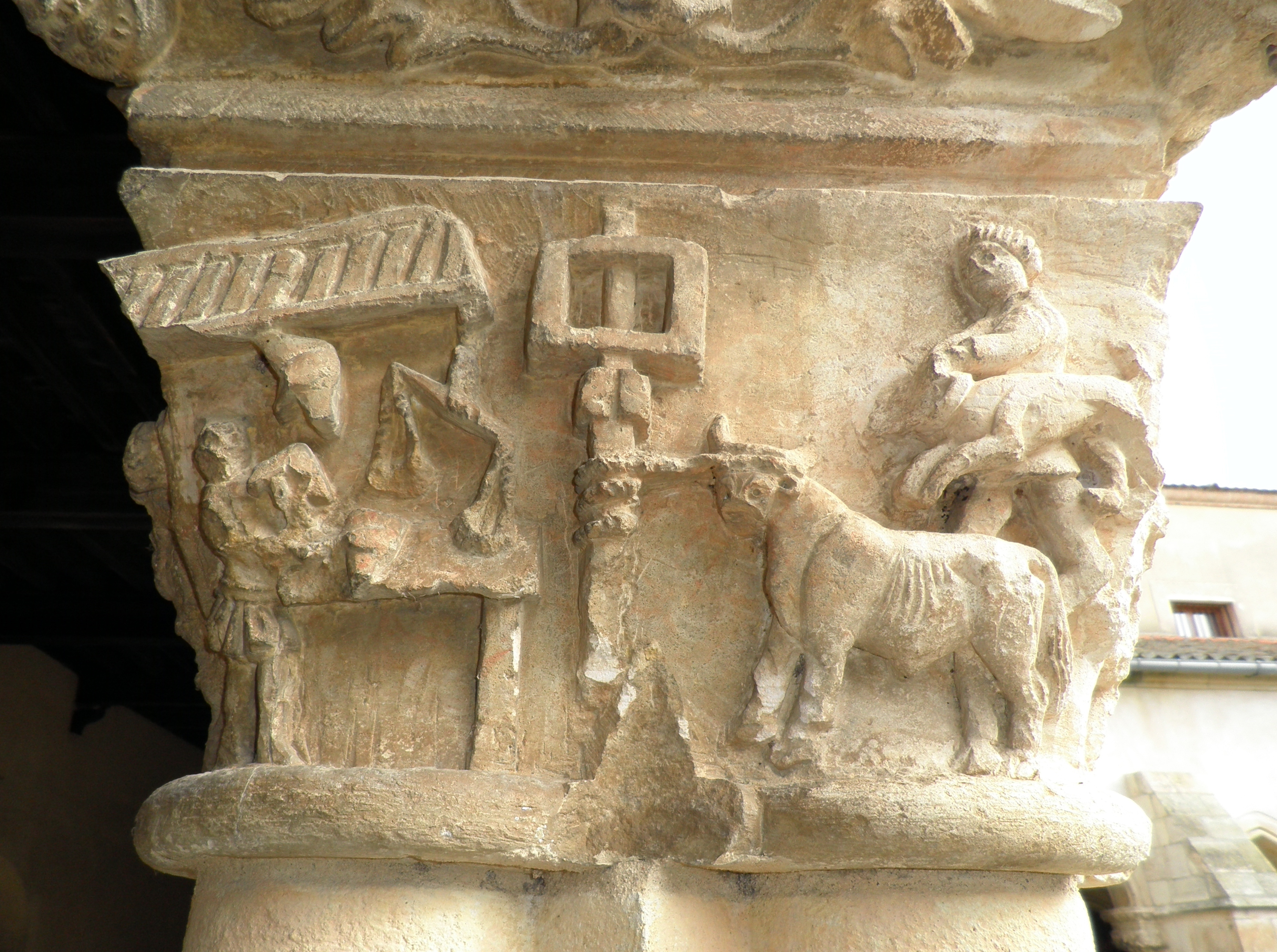
Representación de una carnicería.
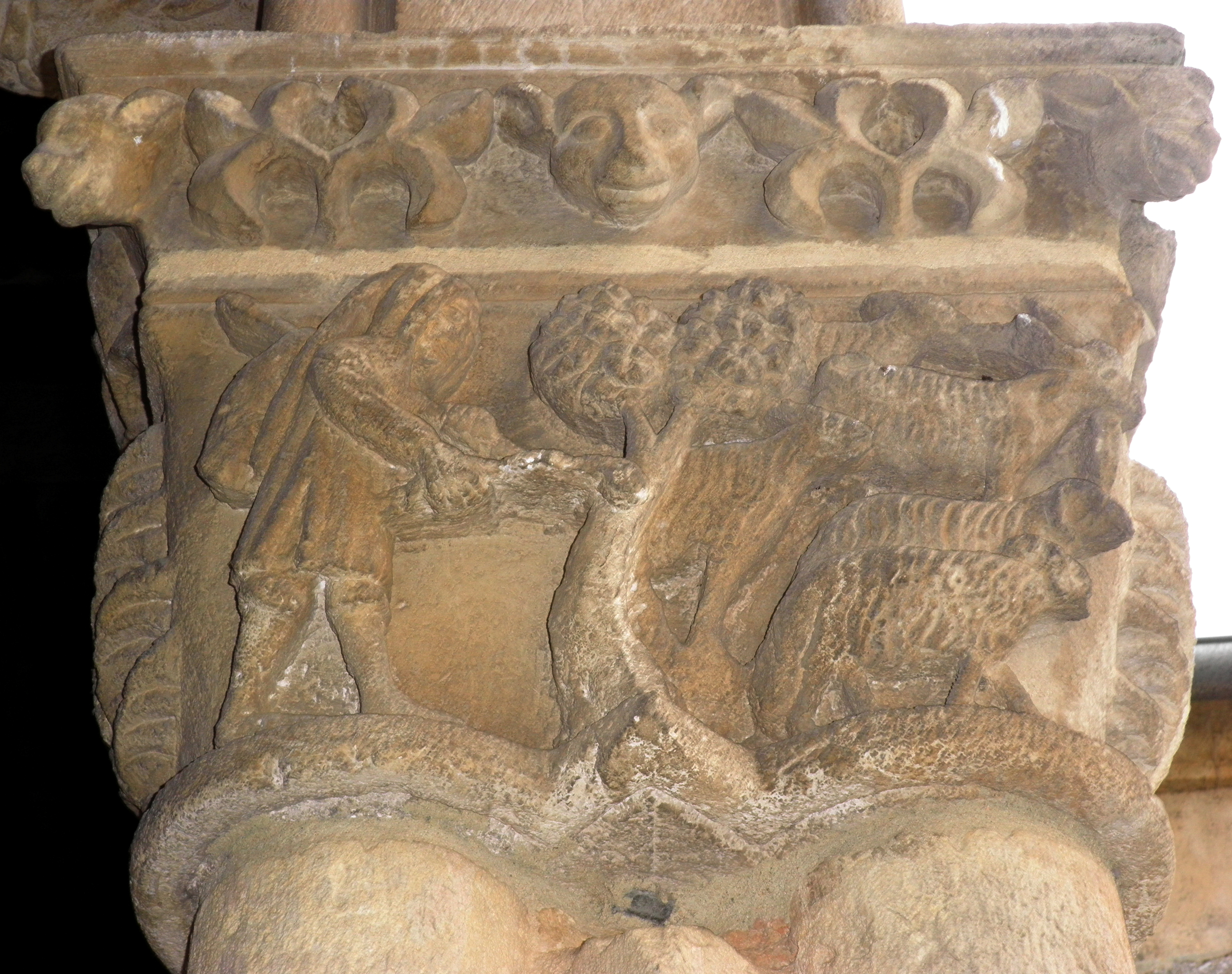
Pastor con su rebaño de ovejas.
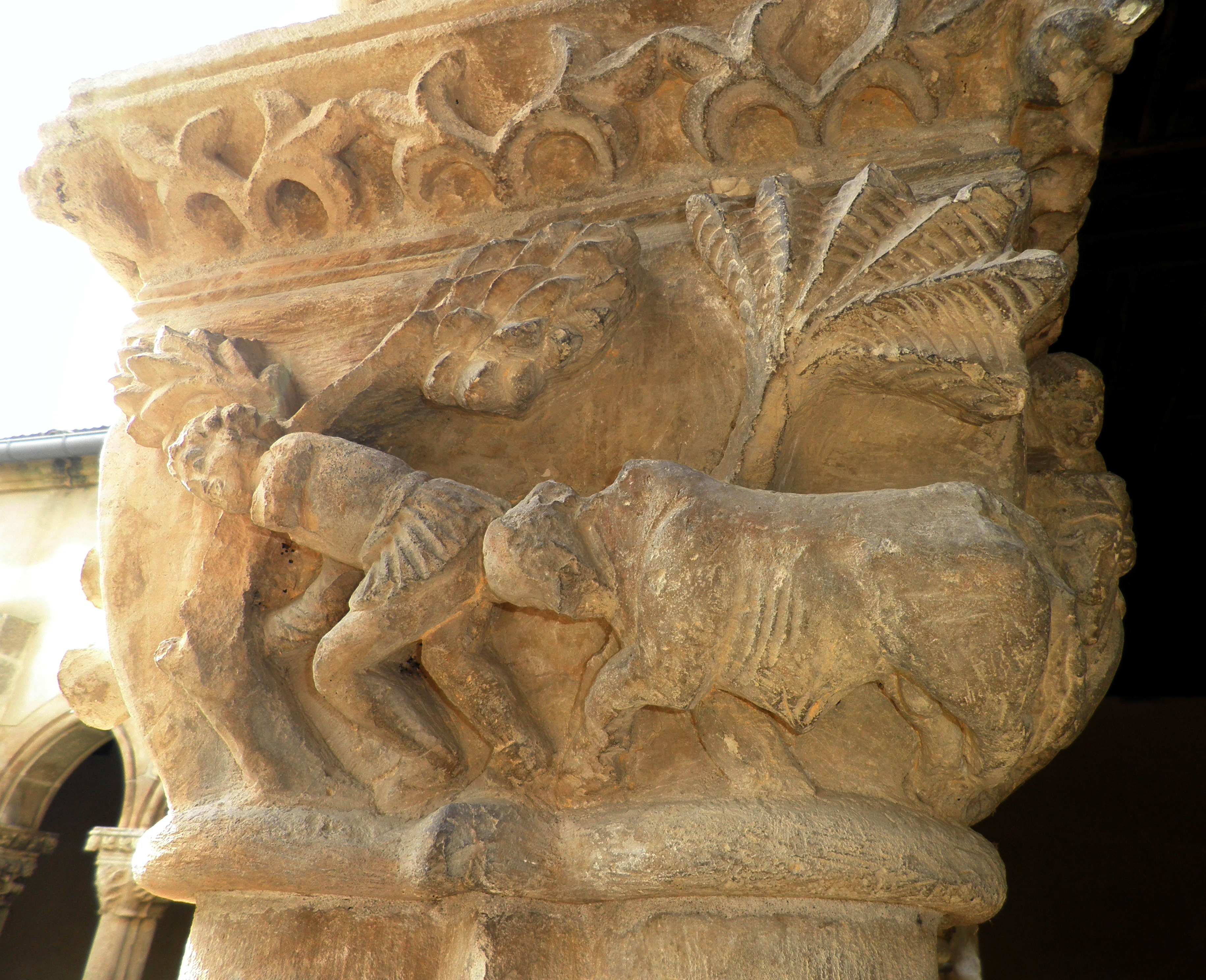
Escena de tauromaquia.

##### Nobleza
También se representan las actividades de la nobleza, el estamento más alto de la sociedad medieval. Los nobles aparecen en motivos bélicos, ya que luchar en los ejércitos era su principal cometido, y en tiempos de paz participando en sus actividades de ocio como los torneos y justas entre caballeros y principalmente practicando la caza: de osos, jabalíes, ciervos y leones, tanto a caballo con lanza como a pie con espada; y la cetrería. También se muestran capiteles en los que se portan las piezas conseguidas a lomos de caballerías.

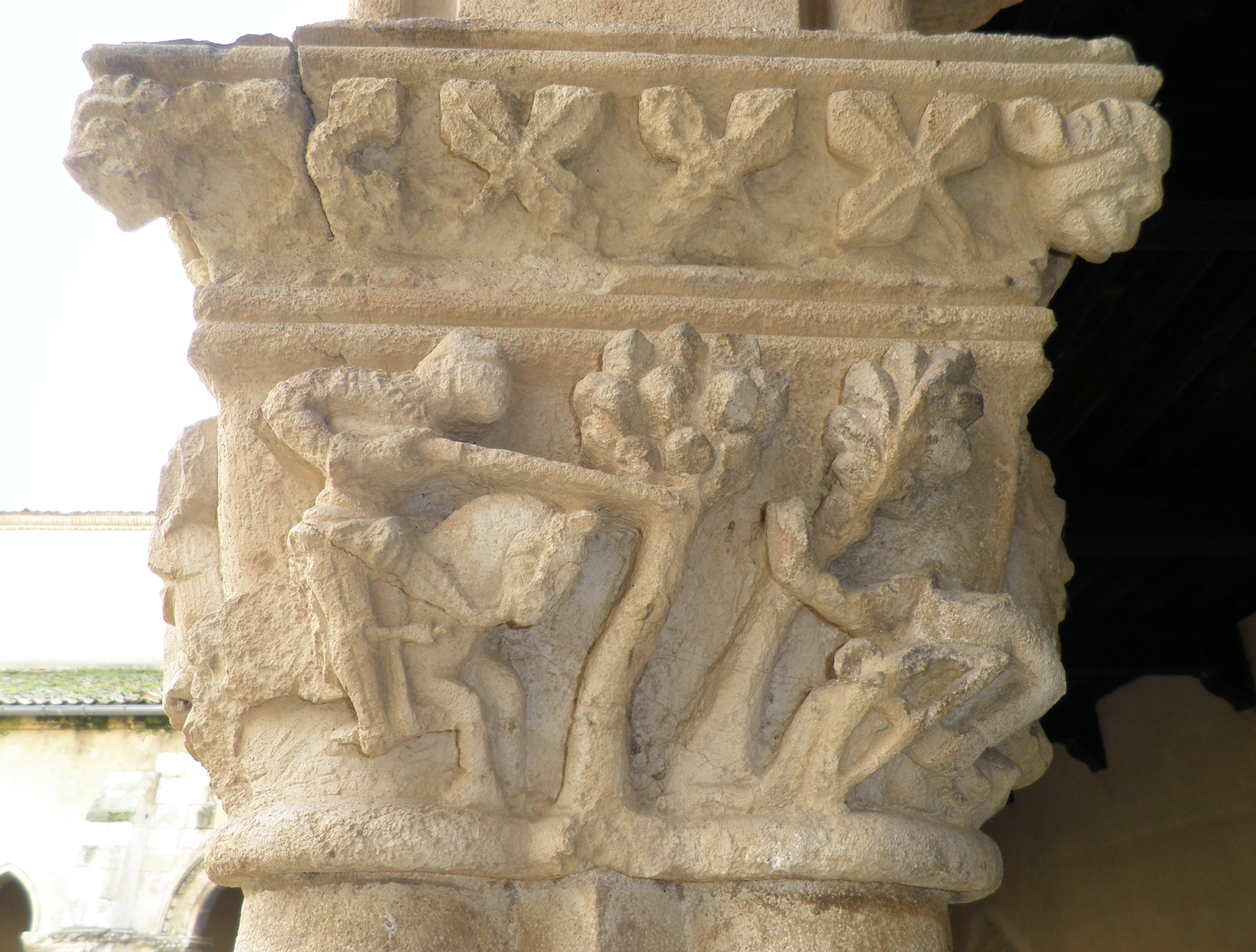
La actividad guerrera era la principal misión de la nobleza. Ballestero rindiéndose ante un caballero.
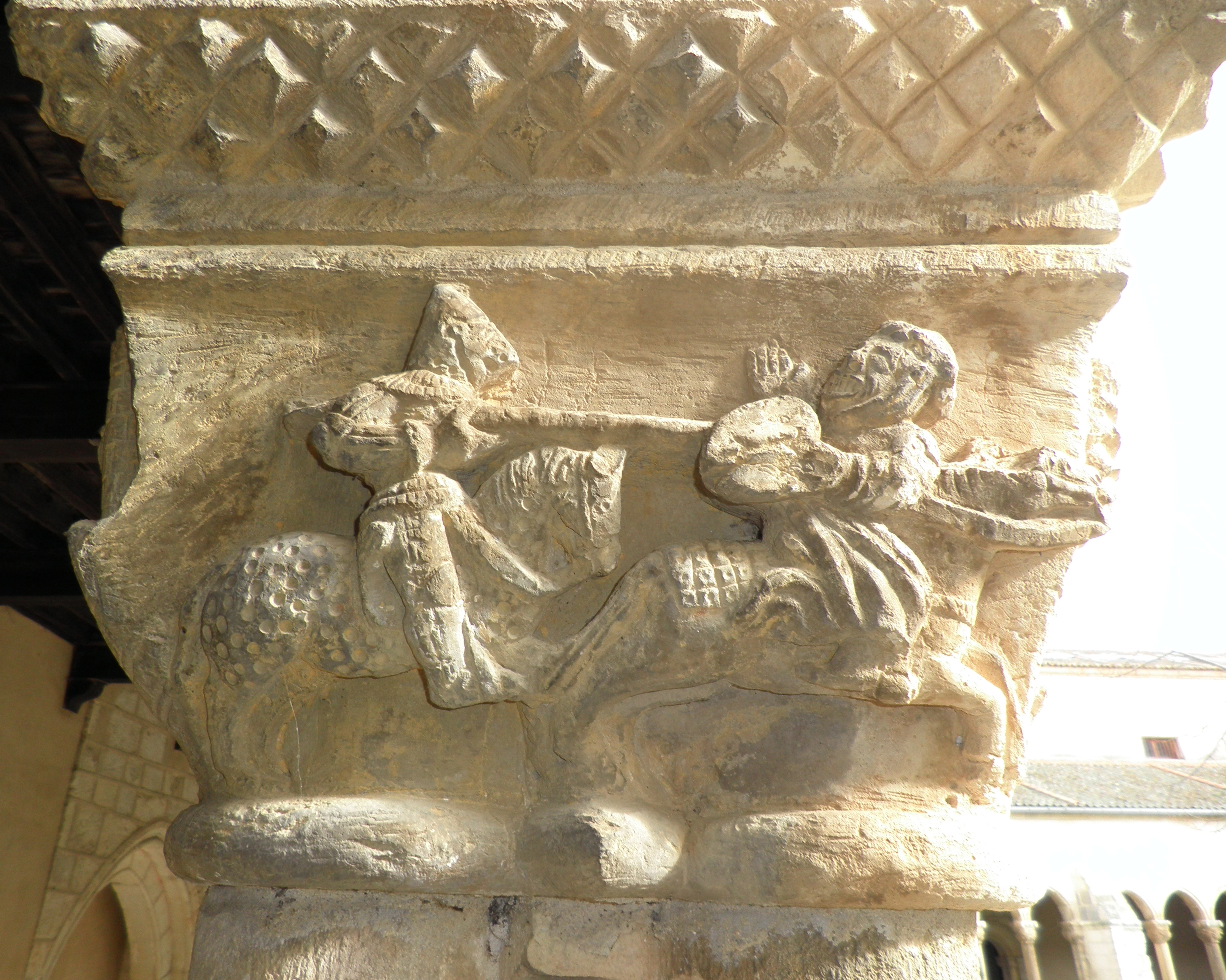
Entre las actividades guerreras aparecen tres representaciones de la derrota de las tropas musulmanas en la reconquista.
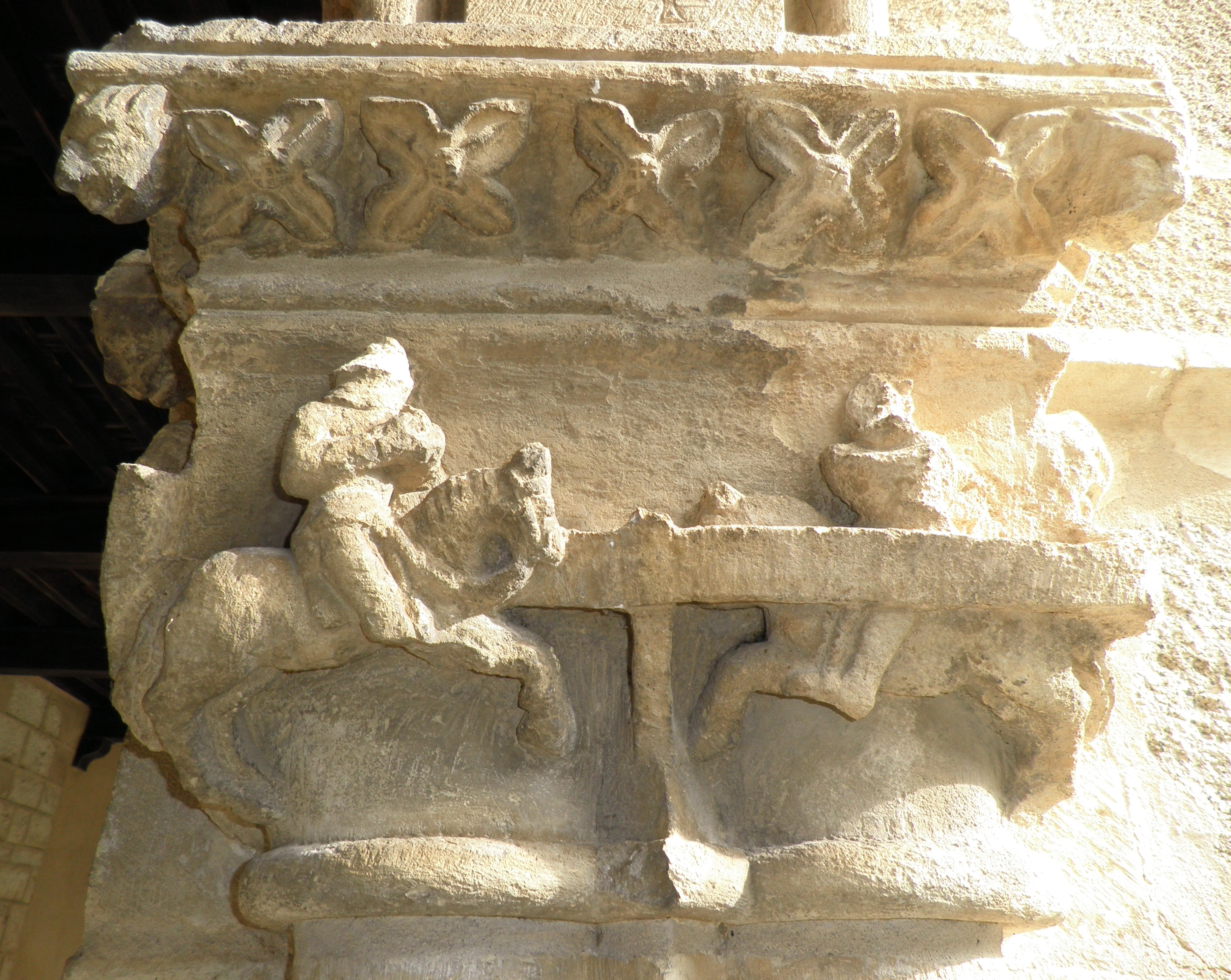
Representación de una justa.
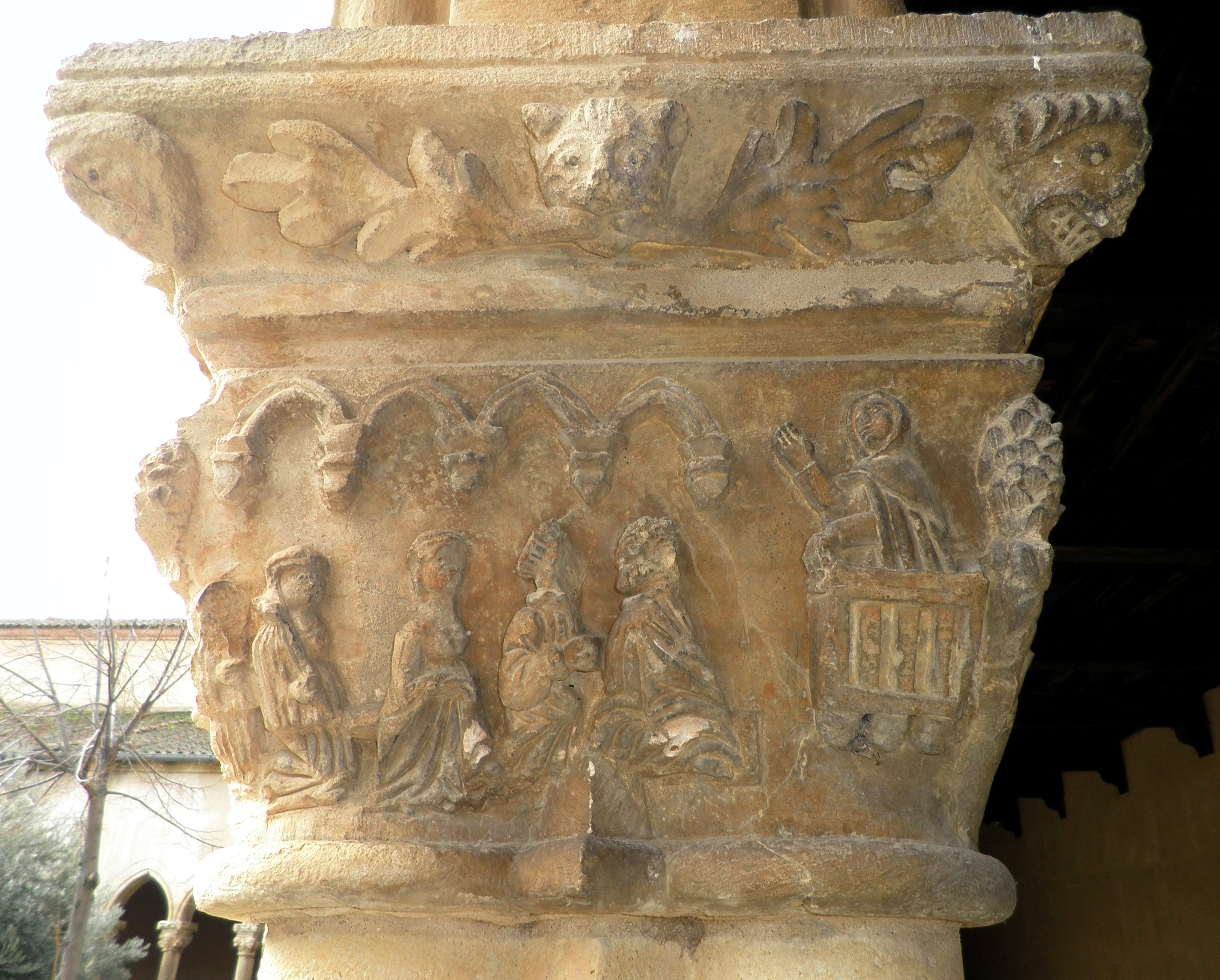
Nobles en misa.

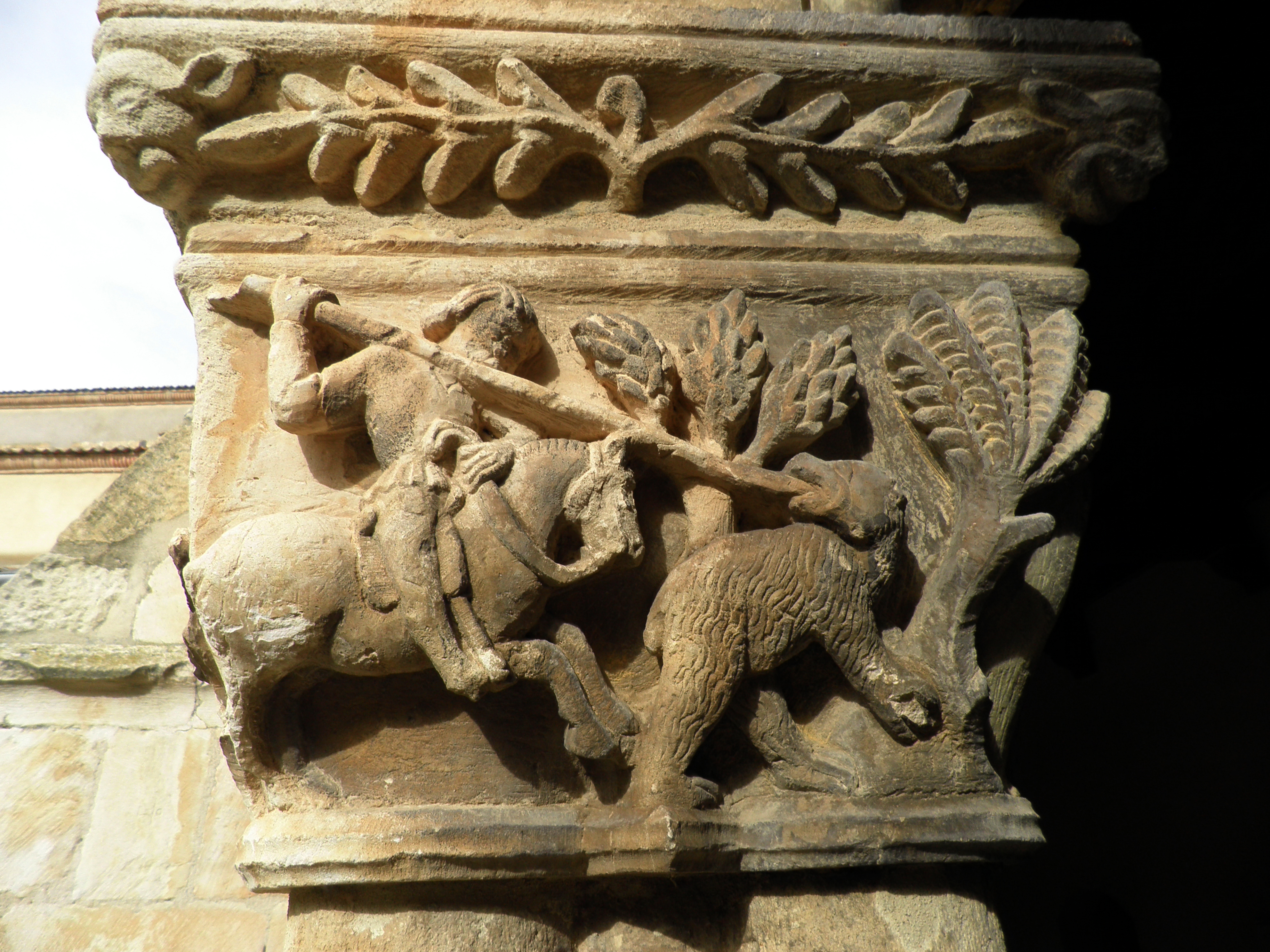
Caza del oso.
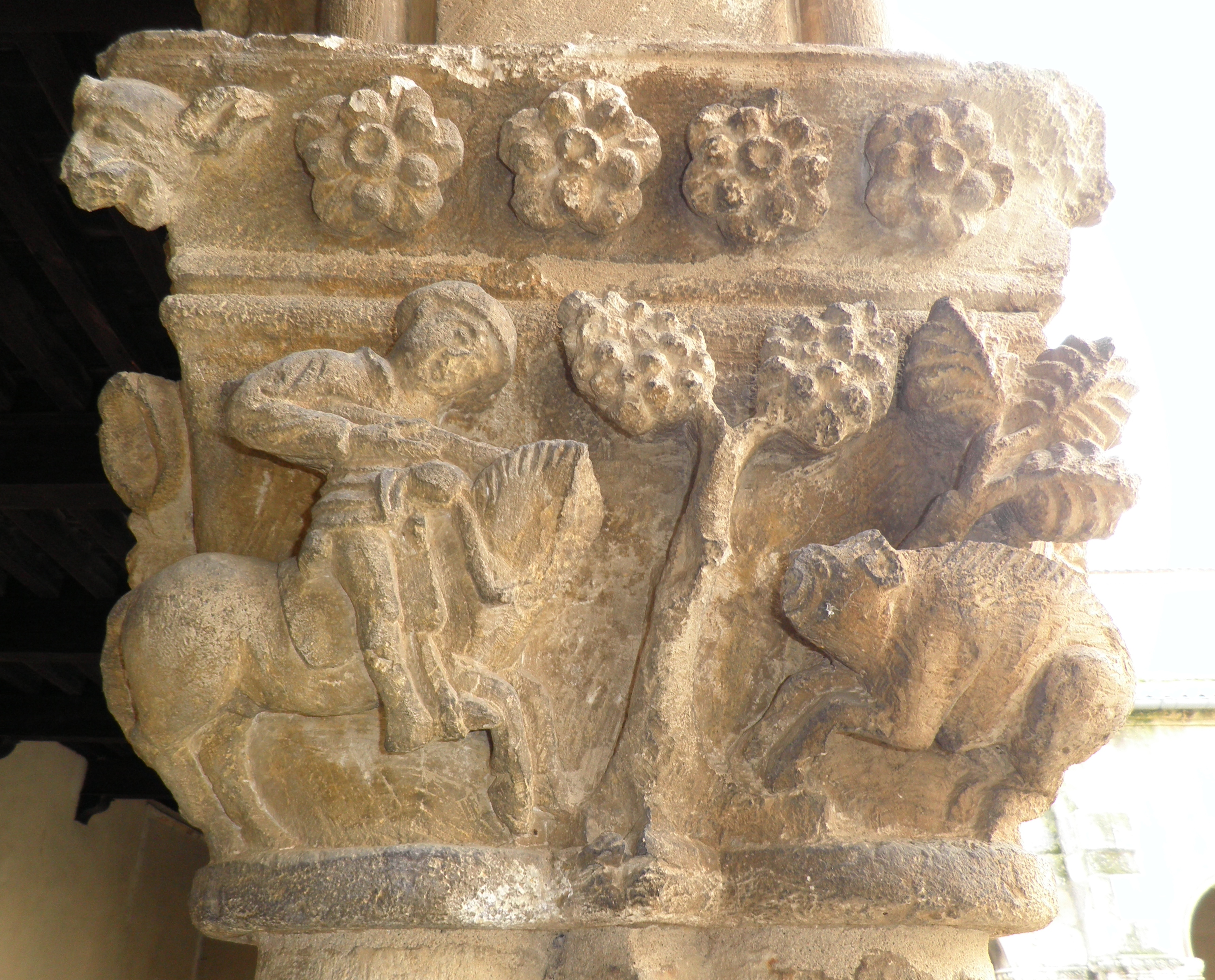
Caza del jabalí.
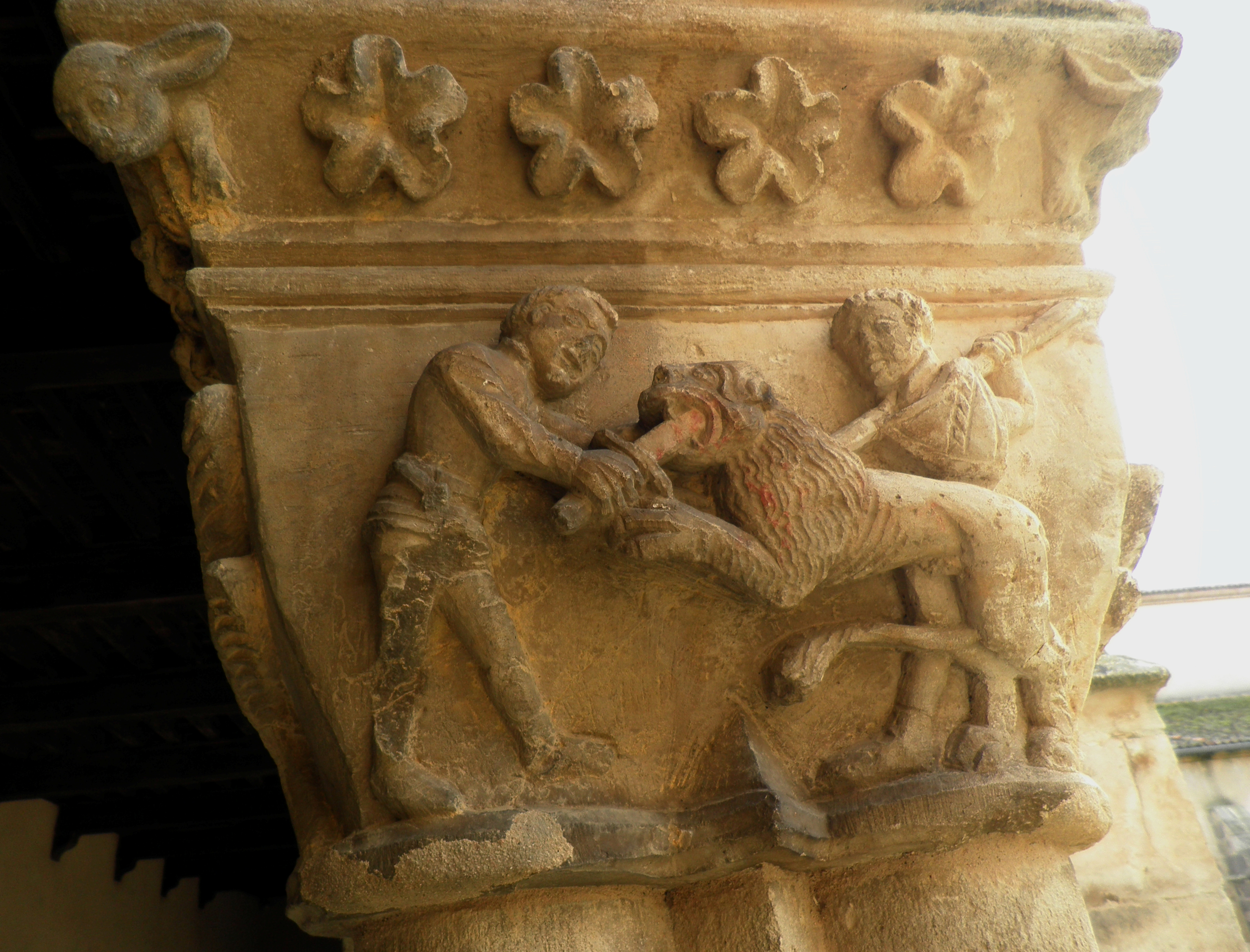
Matando a un león.
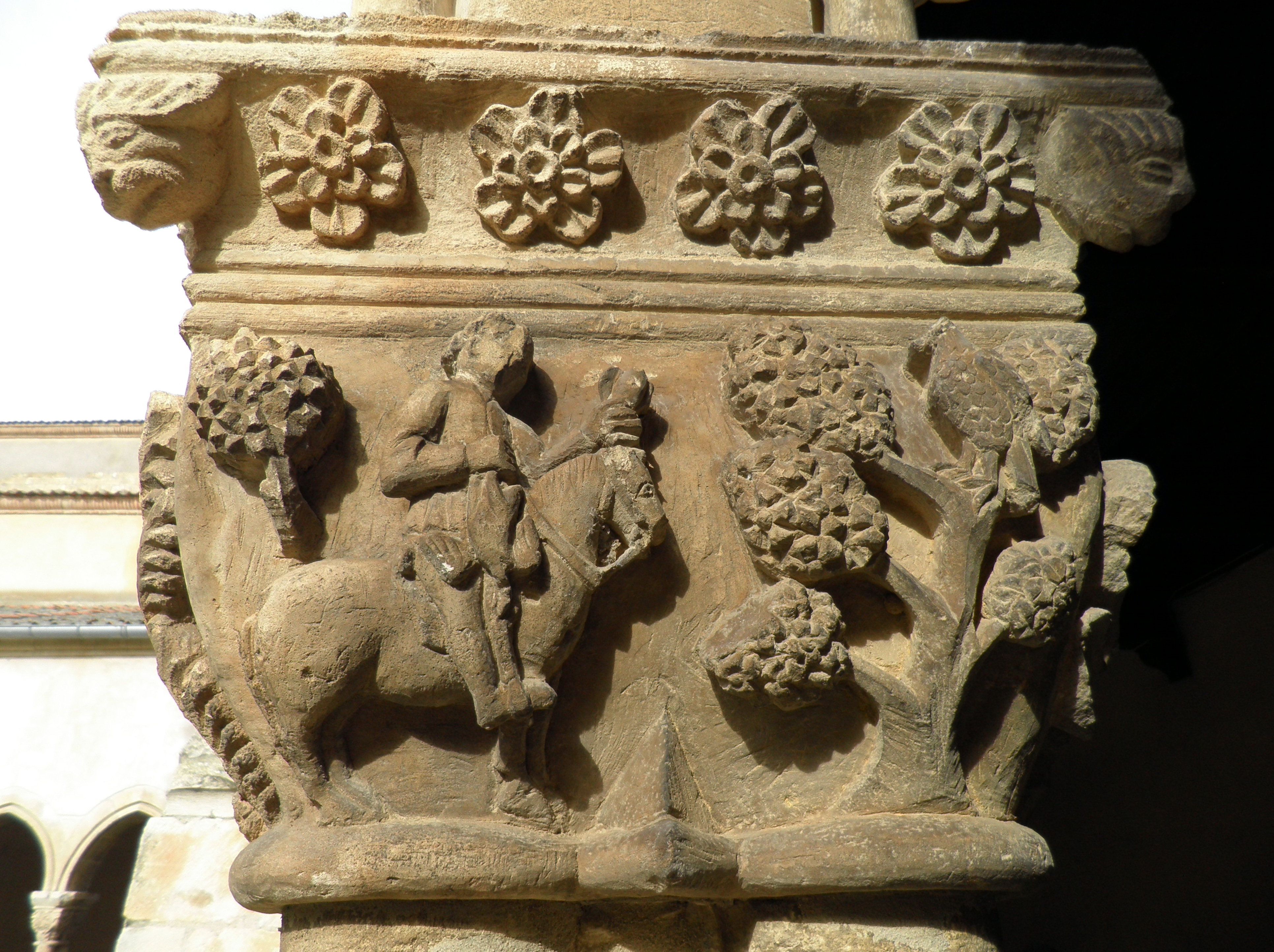
Cetrería.

#### Naturaleza
Además de los motivos cinegéticos abundan otros motivos naturales, representando tanto vegetales como a los animales. Entre los motivos vegetales se representan plantas, hojas, frutos y sobre todo árboles de diversos tipos.

##### Árboles

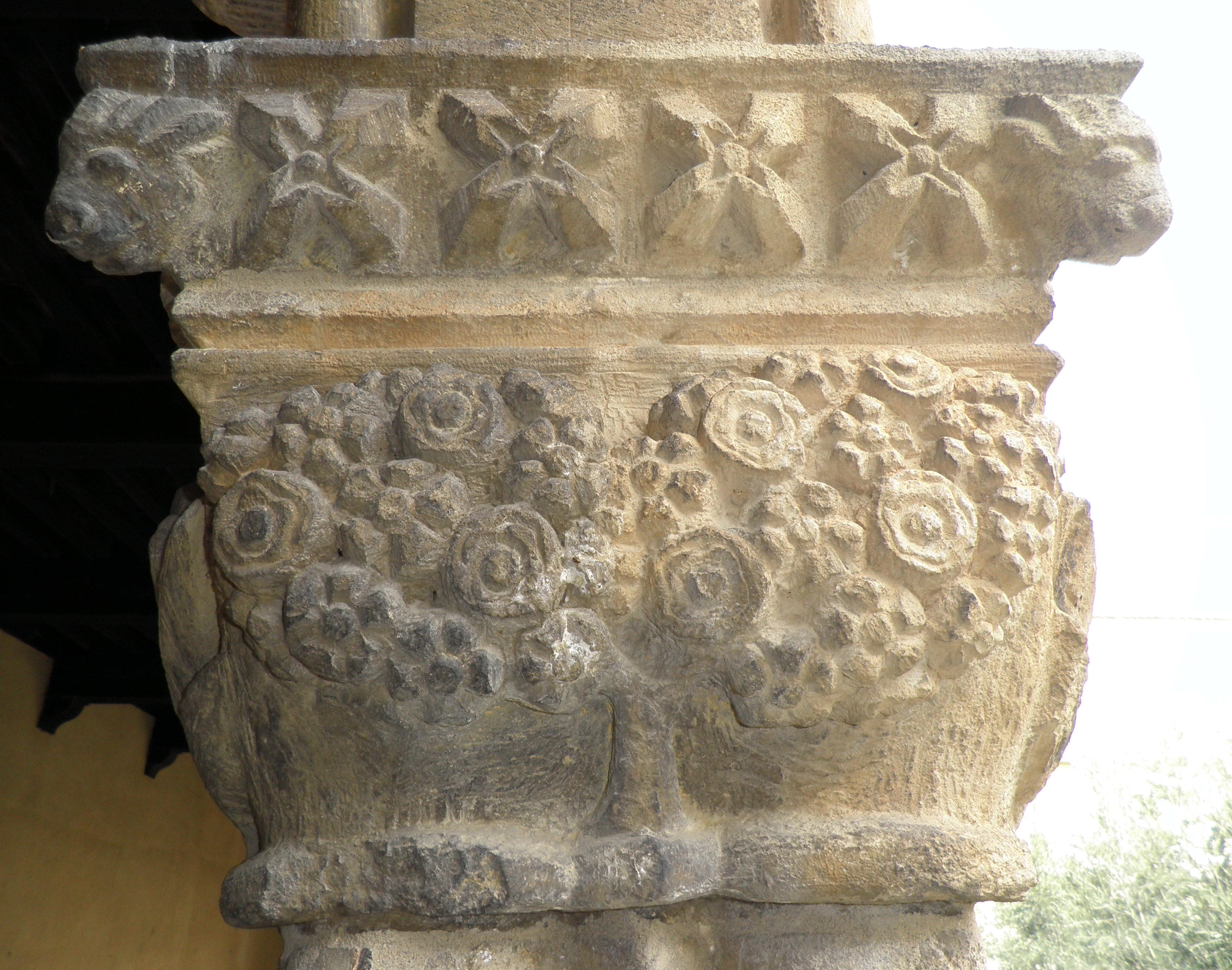
Árbol florido.
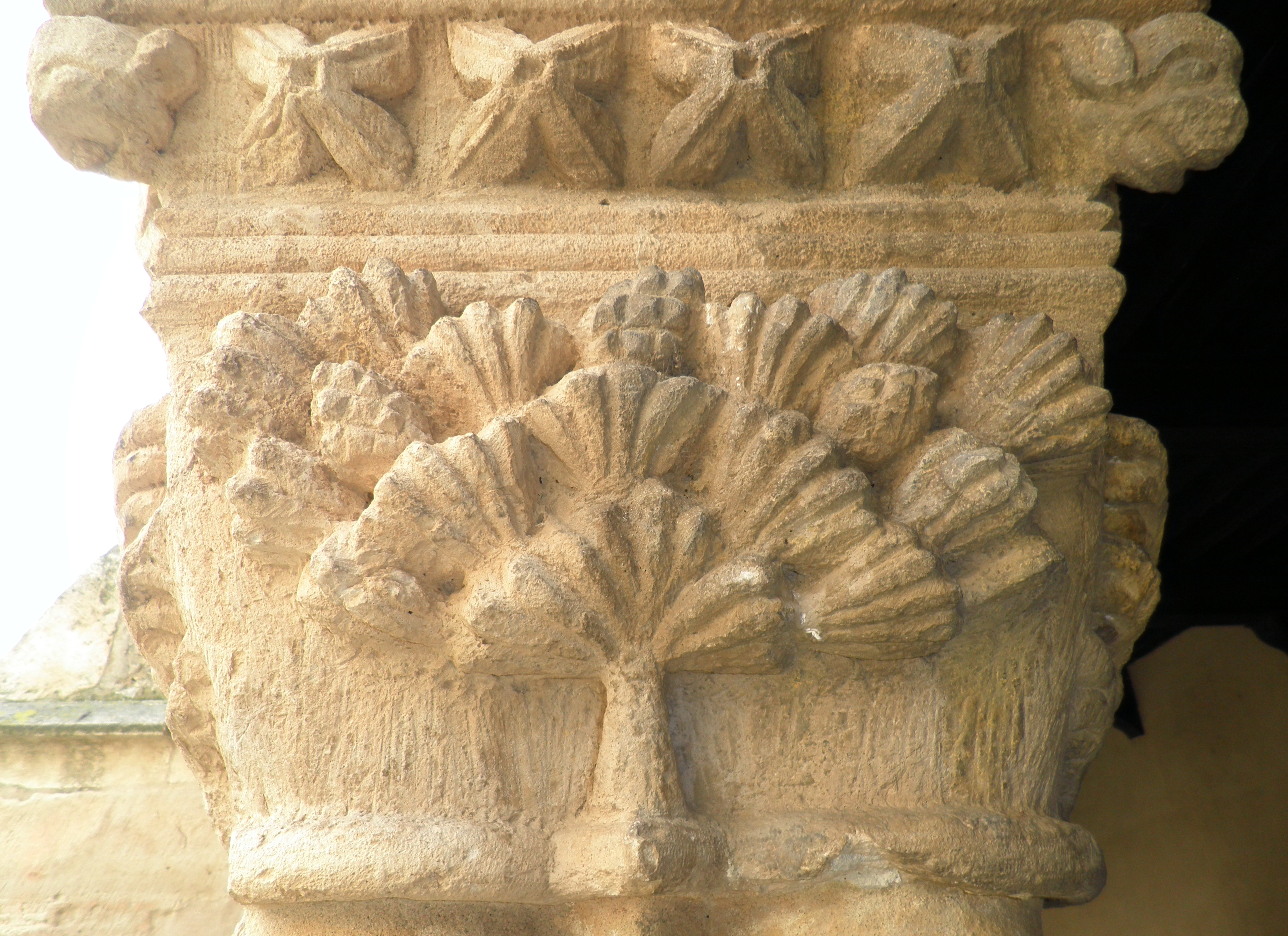
Pino.
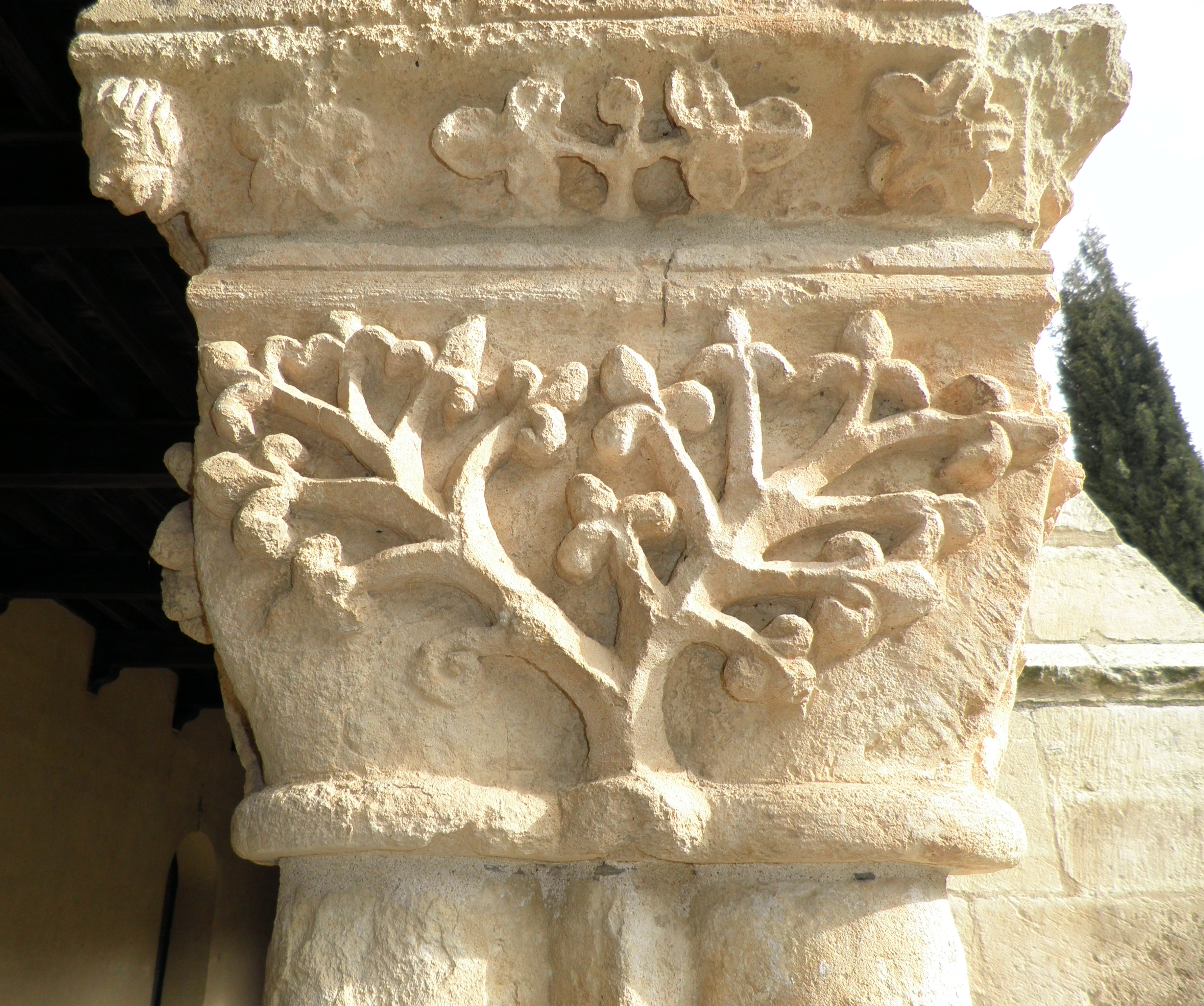
Árbol con flores de lis.
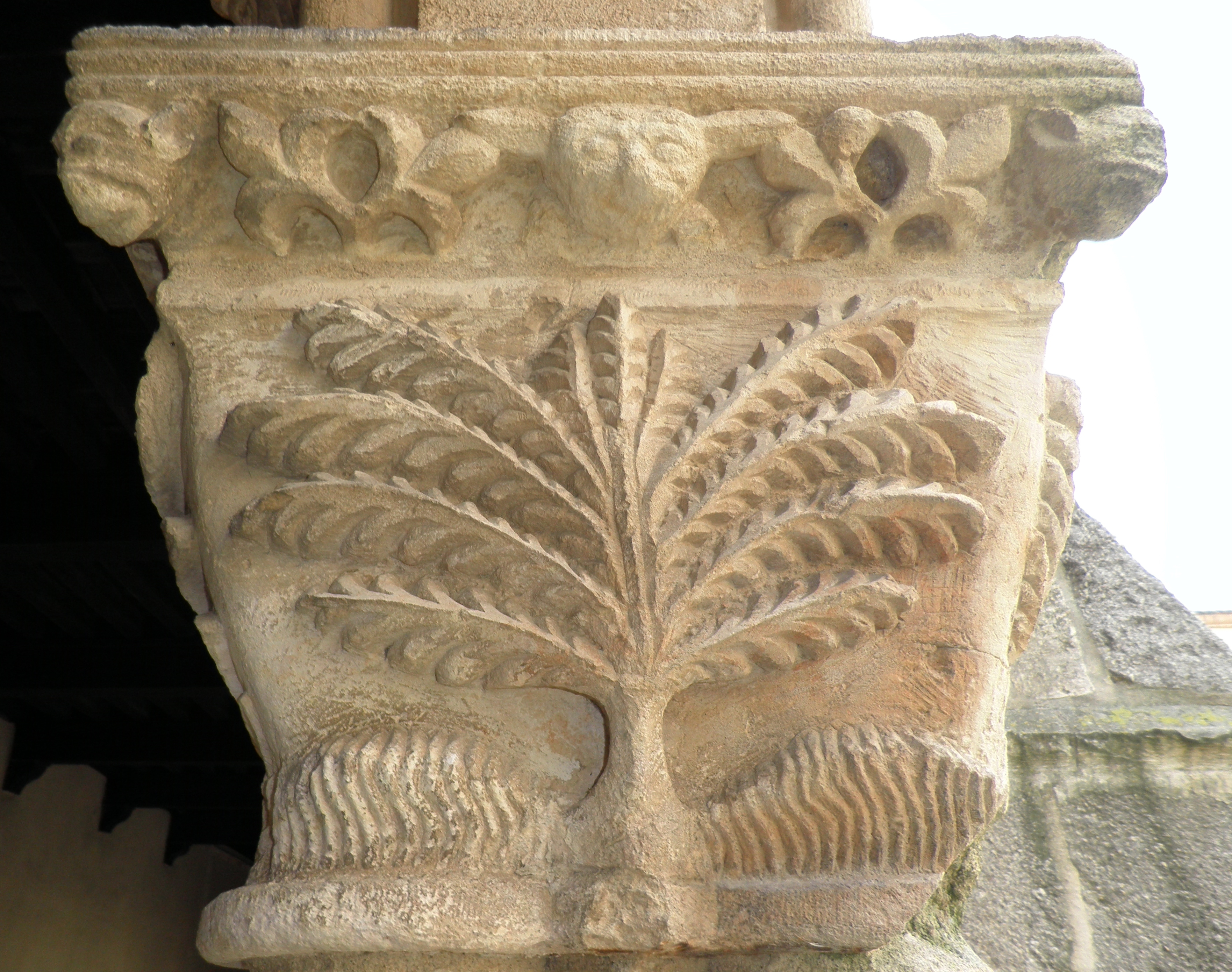
Palmera.

##### Animales

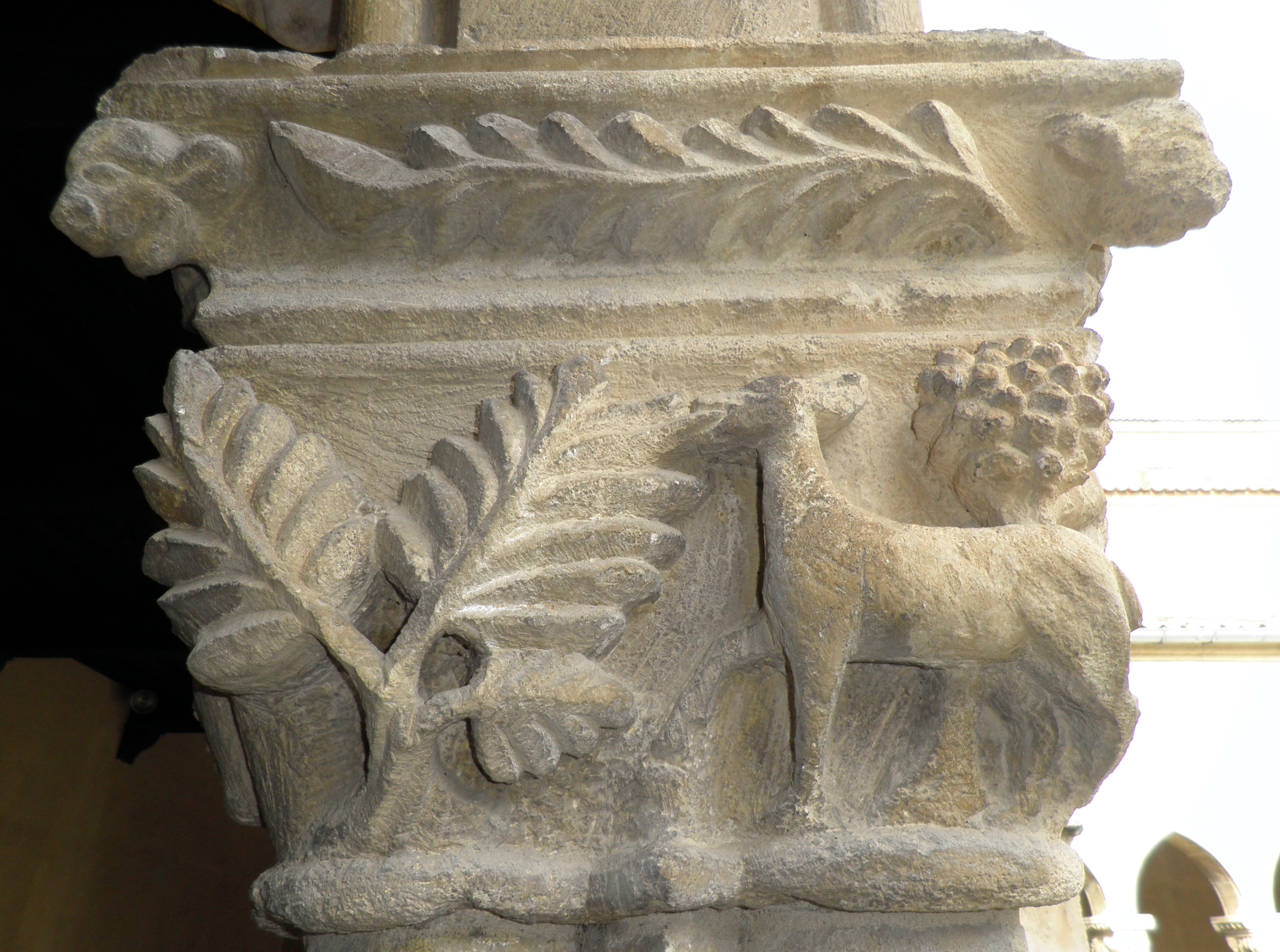
Cierva comiendo.
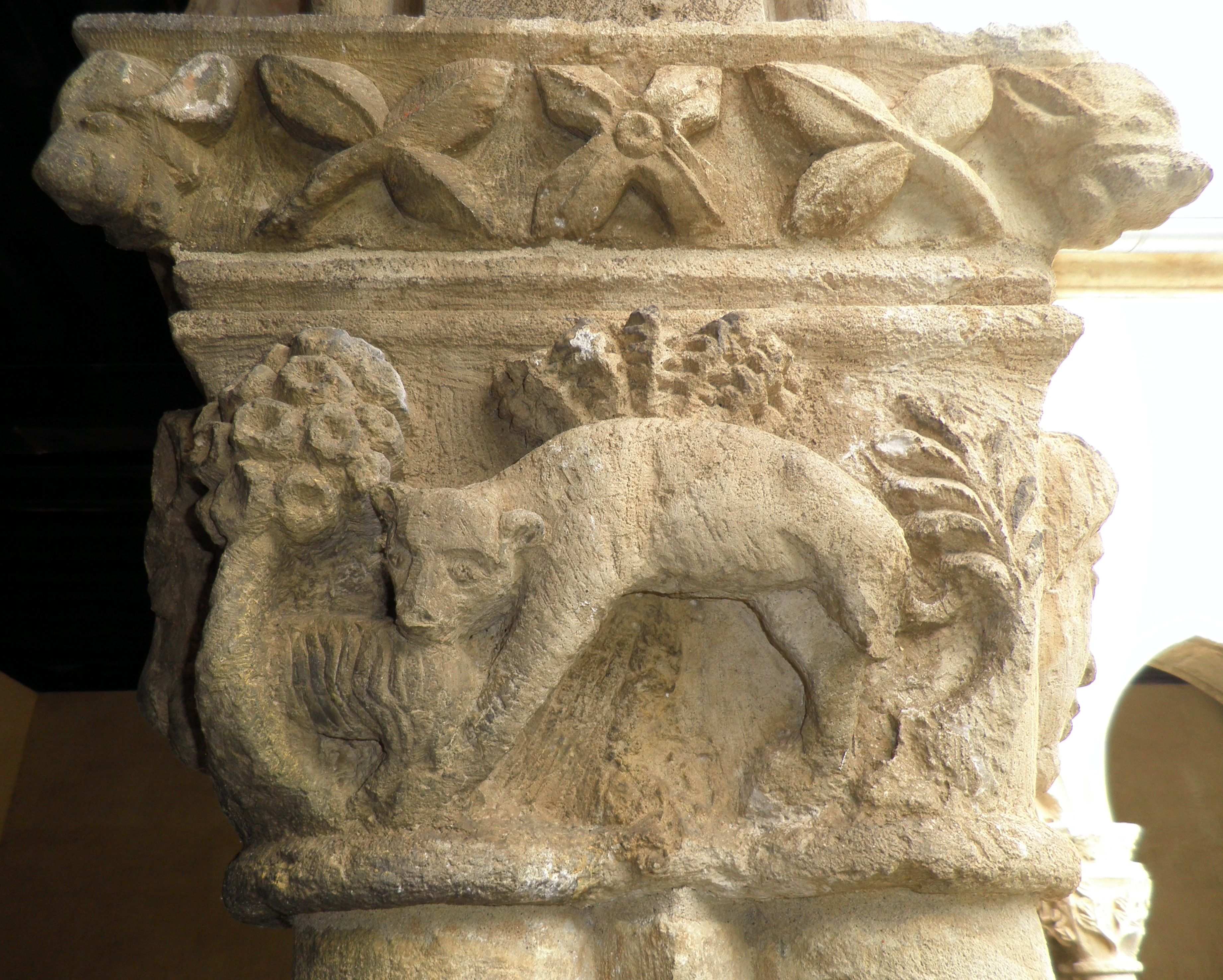
Lobo matando una oveja.
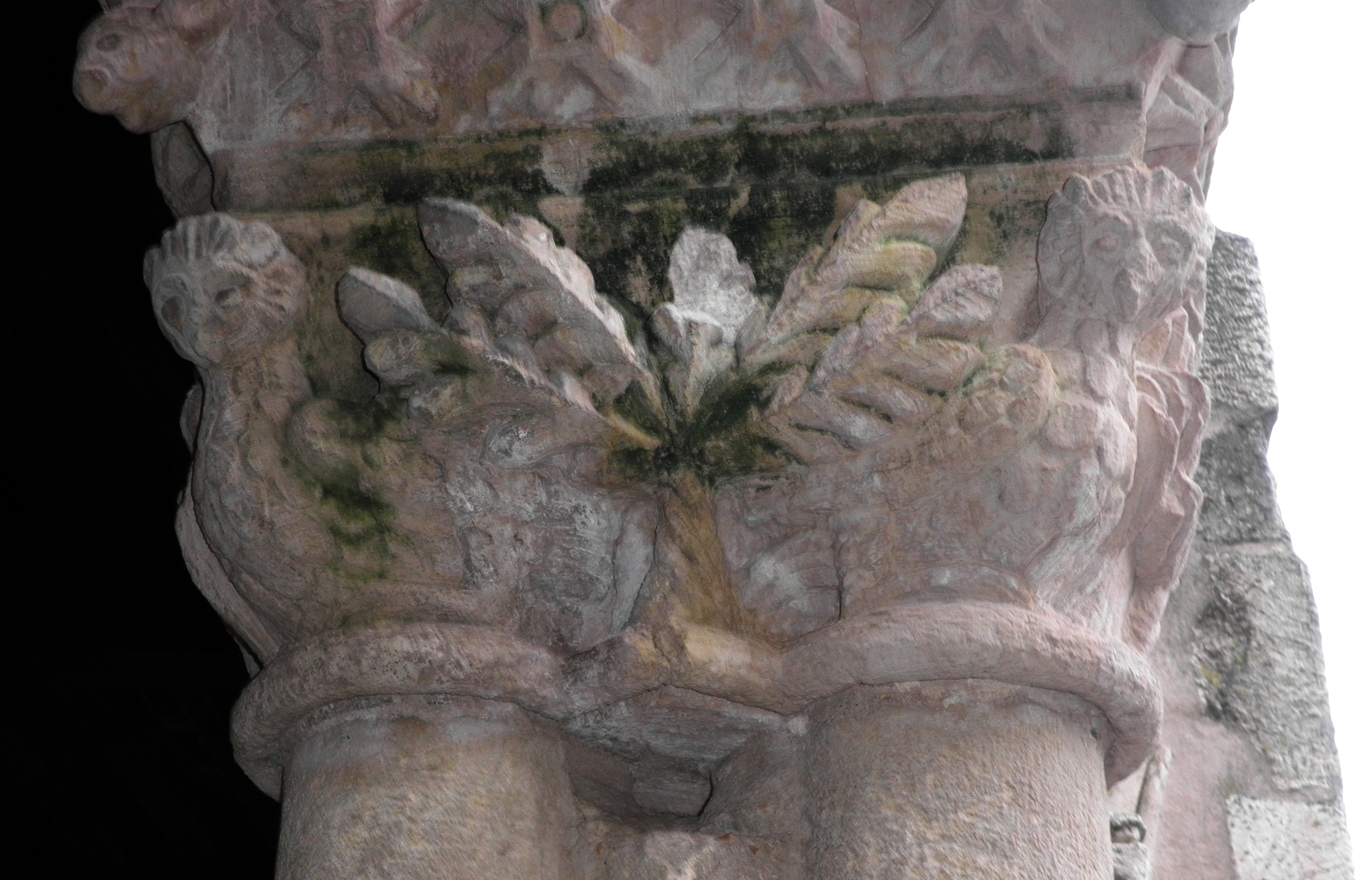
Búhos.
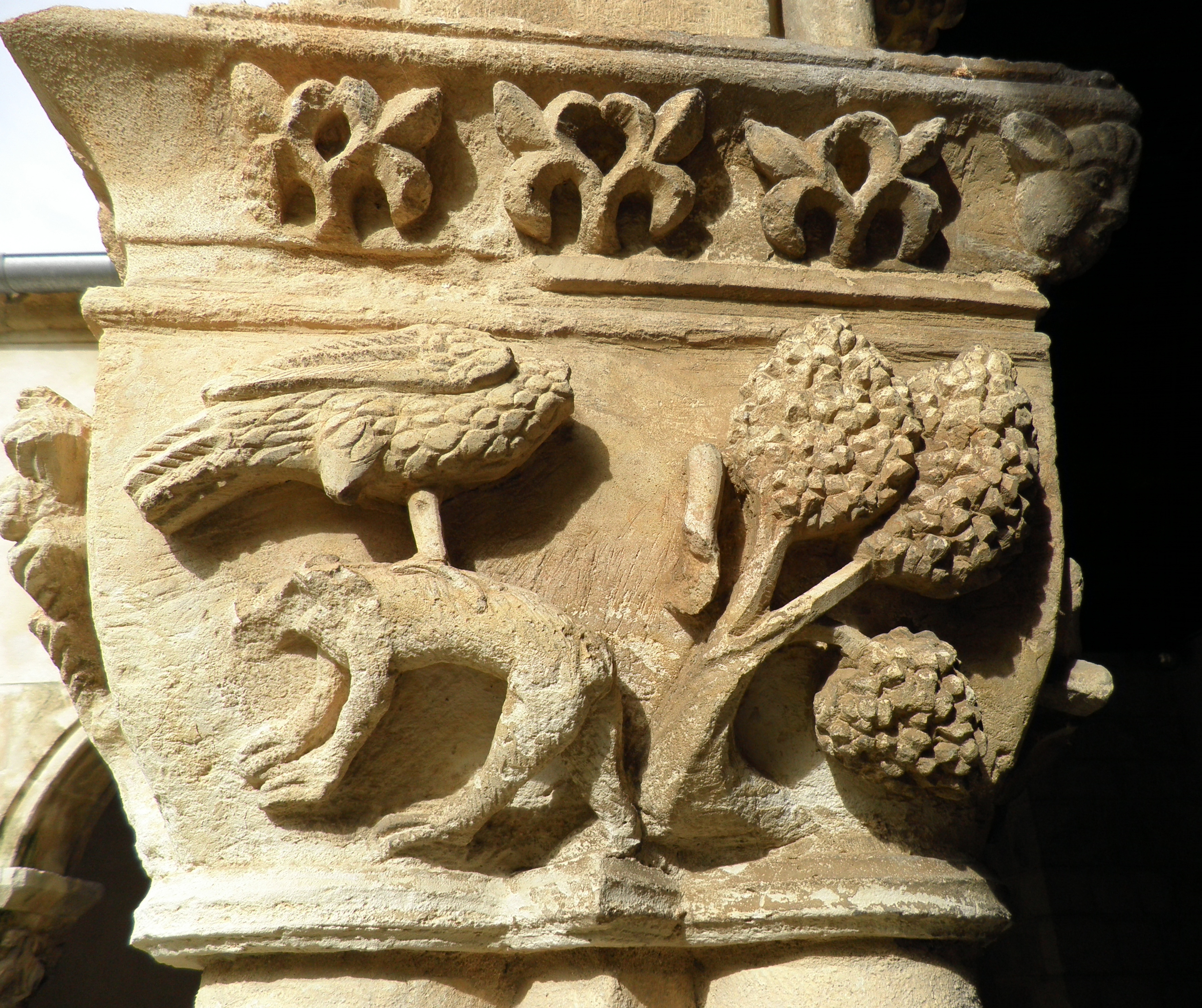
Águila atrapando una liebre.

#### Alegorías religiosas
Muchas de las representaciones son alegorías religiosas referidas la iglesia, la predicación y la orden de los dominicos. Además aparecen varios seres míticos como alegorías del mal y del pecado.

##### Iglesia y dominicos

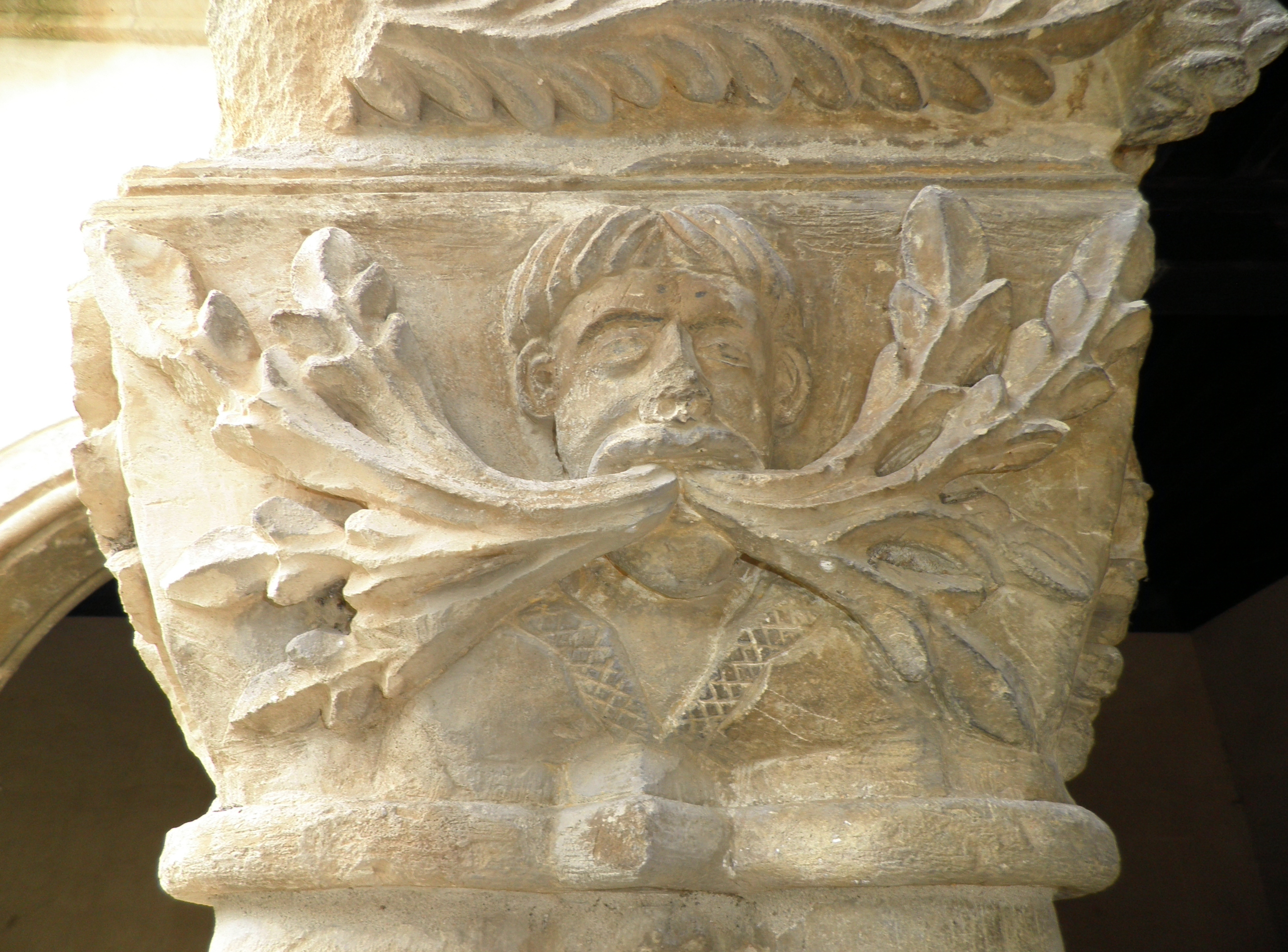
Se repiten varias veces las alegorías a la predicación, mediante plantas que surgen de la boca de un sacerdote o un fraile, o frente a su cara.
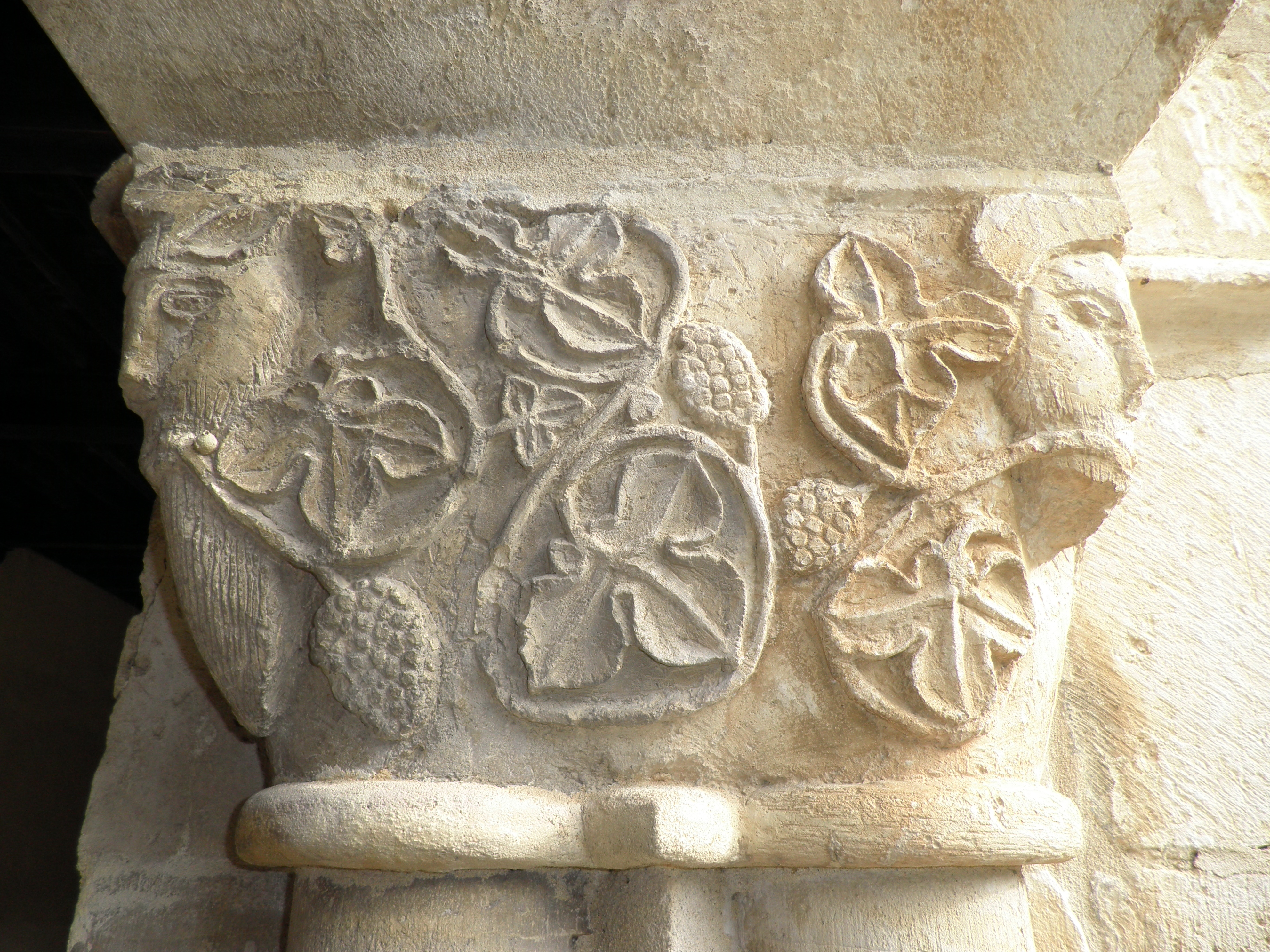
Variación del tema anterior, esta vez surgiendo parras con uvas.
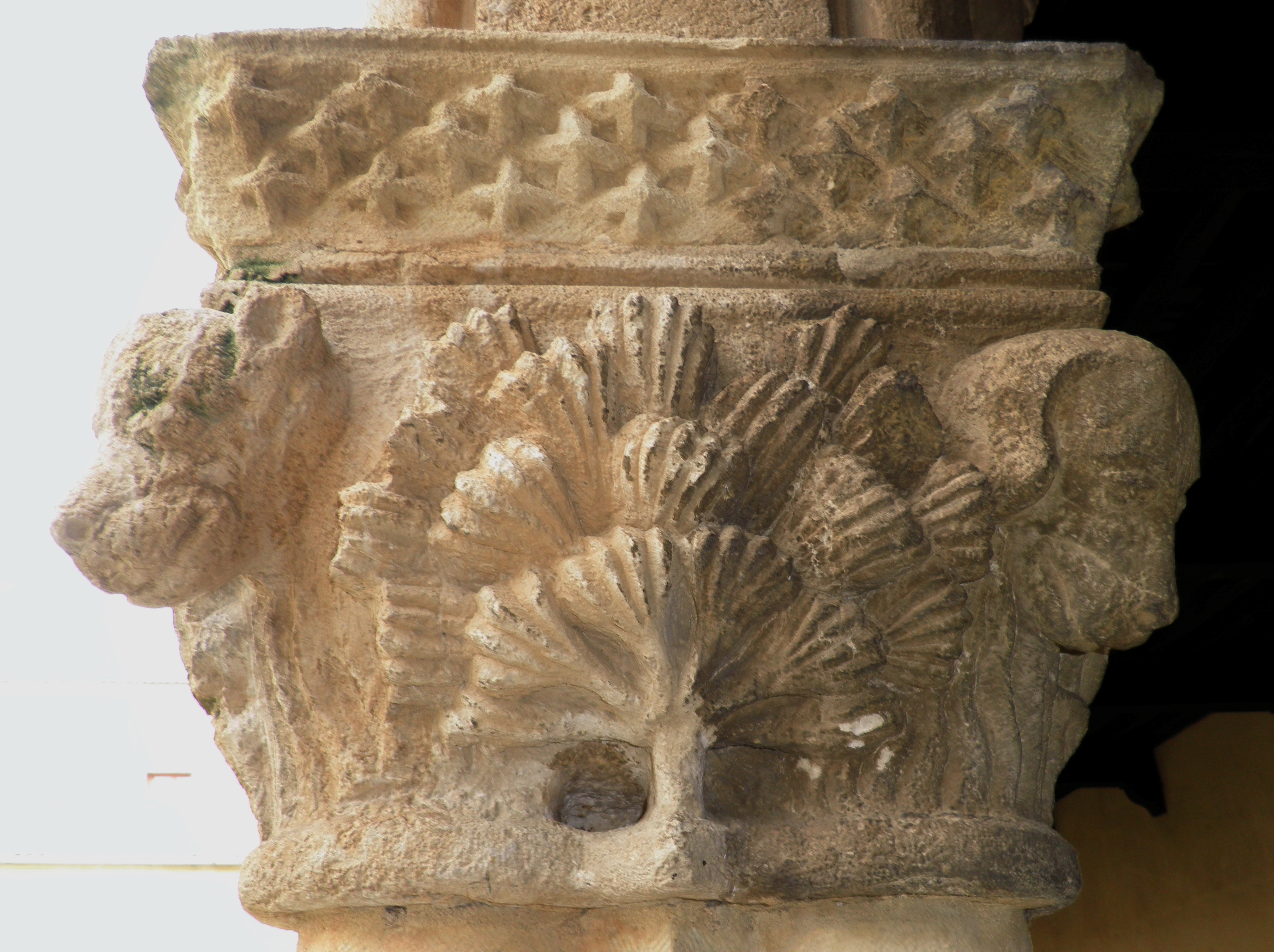
Los perros aparecen varias veces como metáfora de los dominicos, que eran apodados Domini canis (los perros del Señor). Aquí perros custodiando el árbol del Señor.
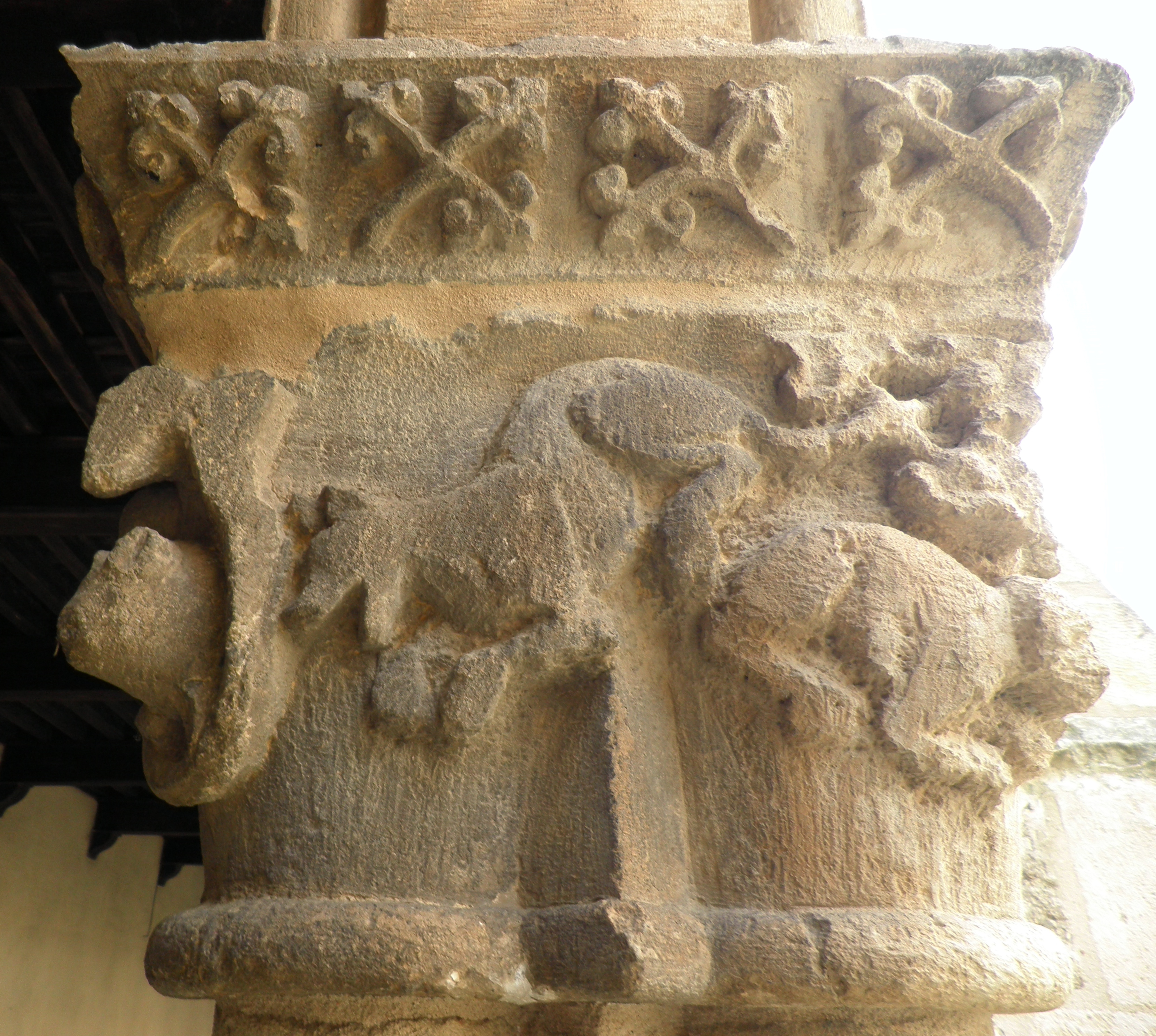
Perros ladrando a los cerdos alegoría de los dominicos contra los herejes.

##### Criaturas míticas

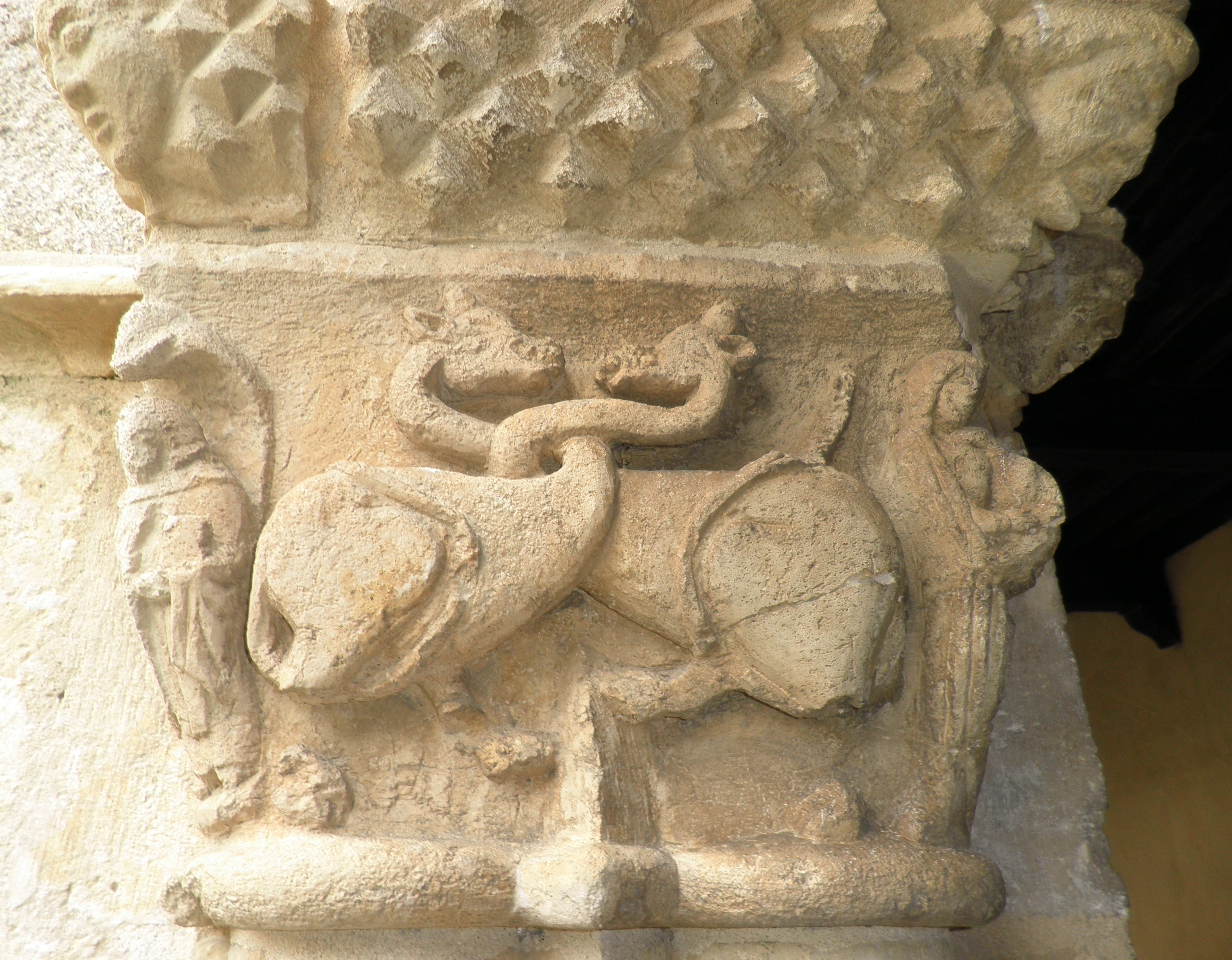
El motivo más repetido de este tipo son dos basiliscos con los cuellos enroscados como alegoría del mal.
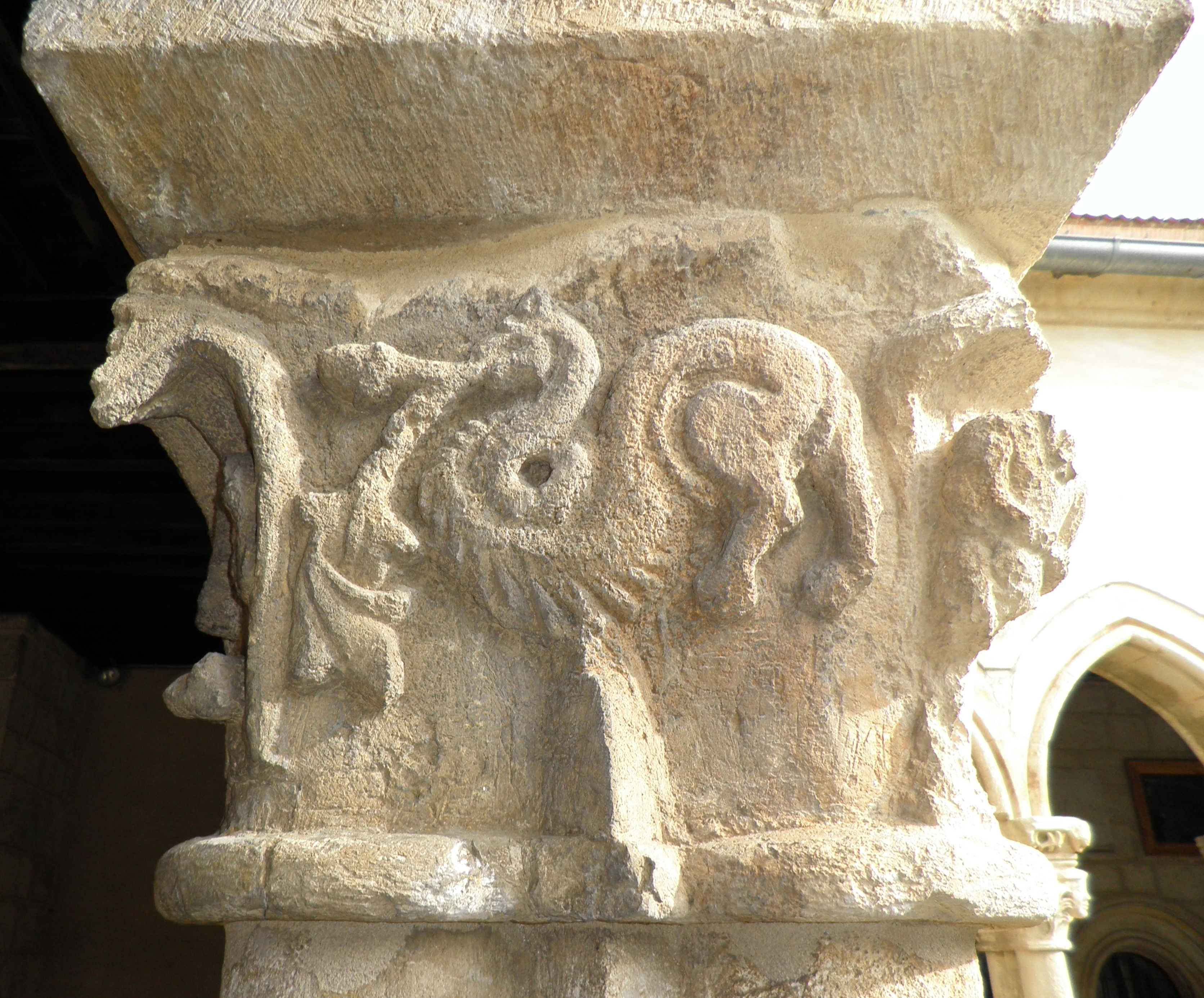
También hay varios dragones como metáfora del peligro del mal.
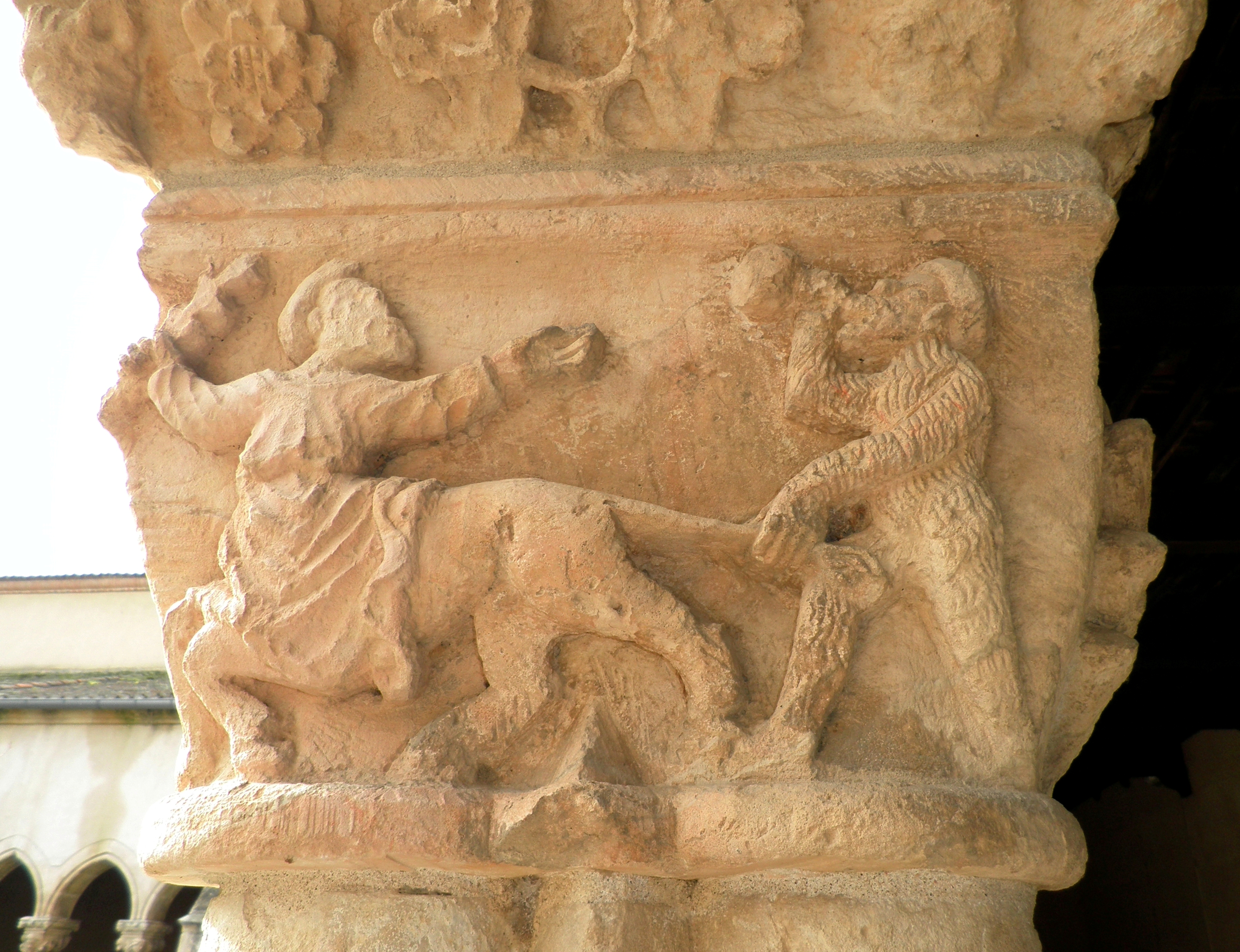
Centauro y salvaje peludo ebrio.
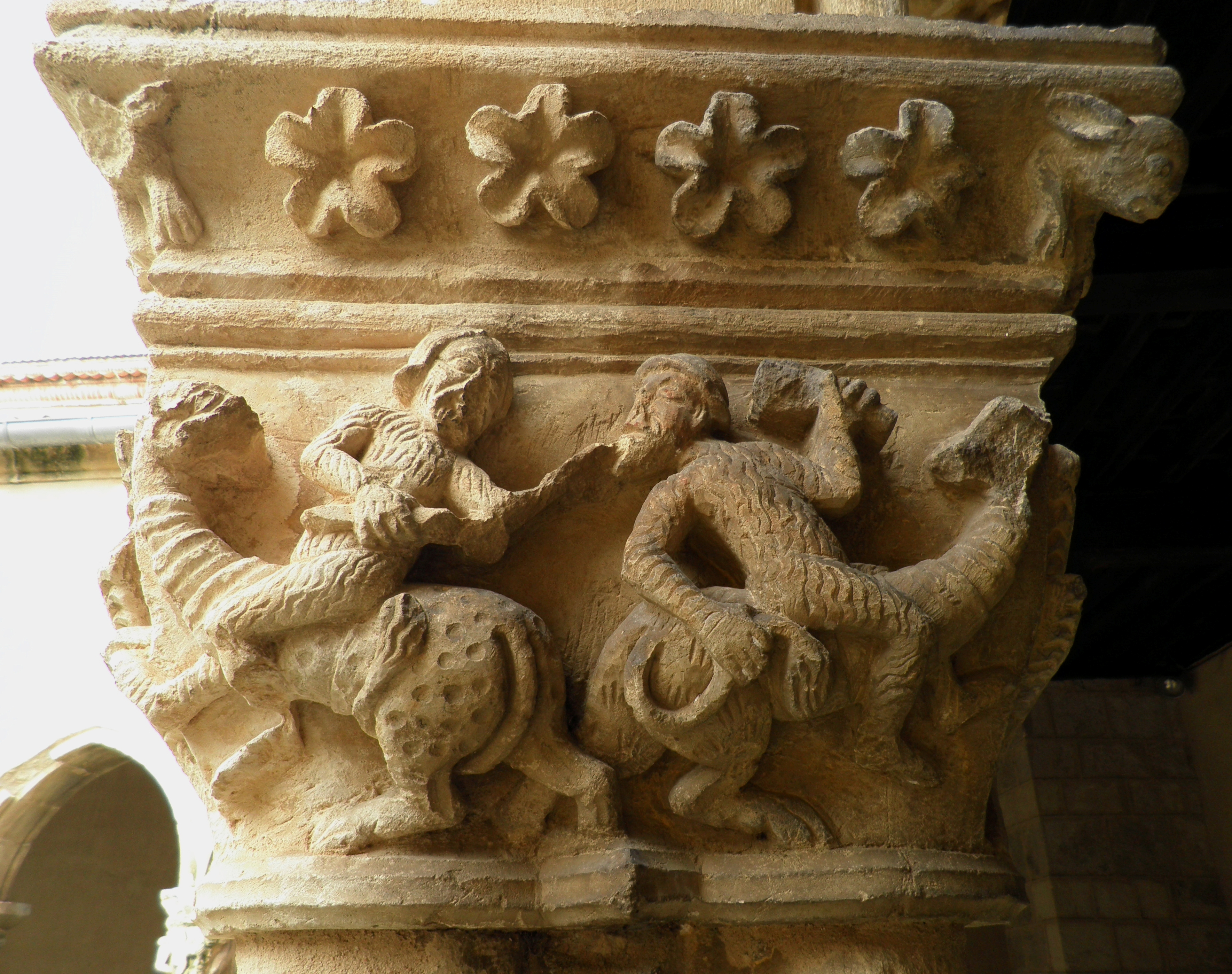
Otros dos salvajes peludos a lomos de extraños animales bípedos.
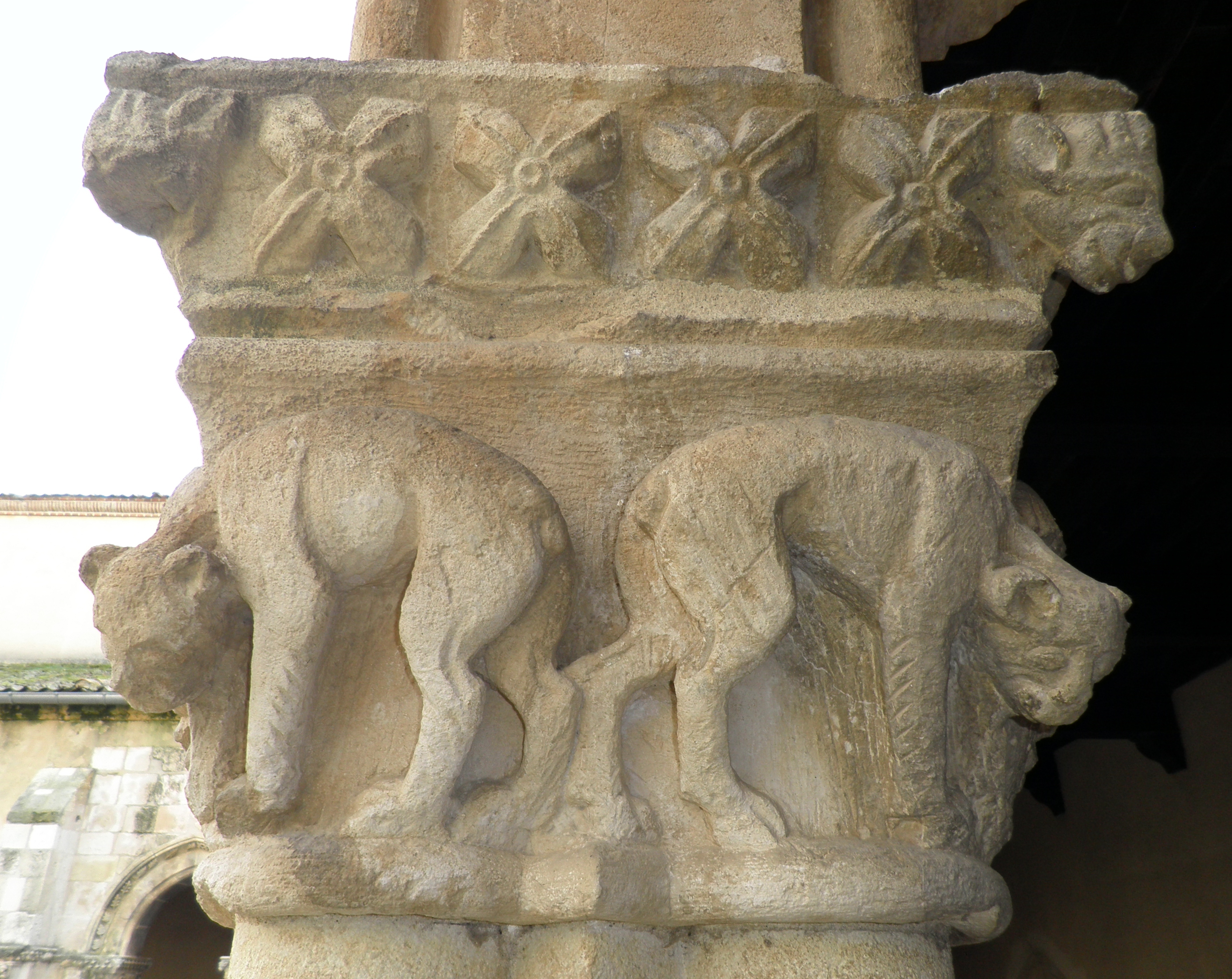
Inquietantes felinos con patas de cabra.

#### Biblia
Los temas bíblicos son escasos en el claustro, sólo existen tres capiteles dedicados a esta temática, en contraste con la portada de la iglesia donde son el tema predominante.

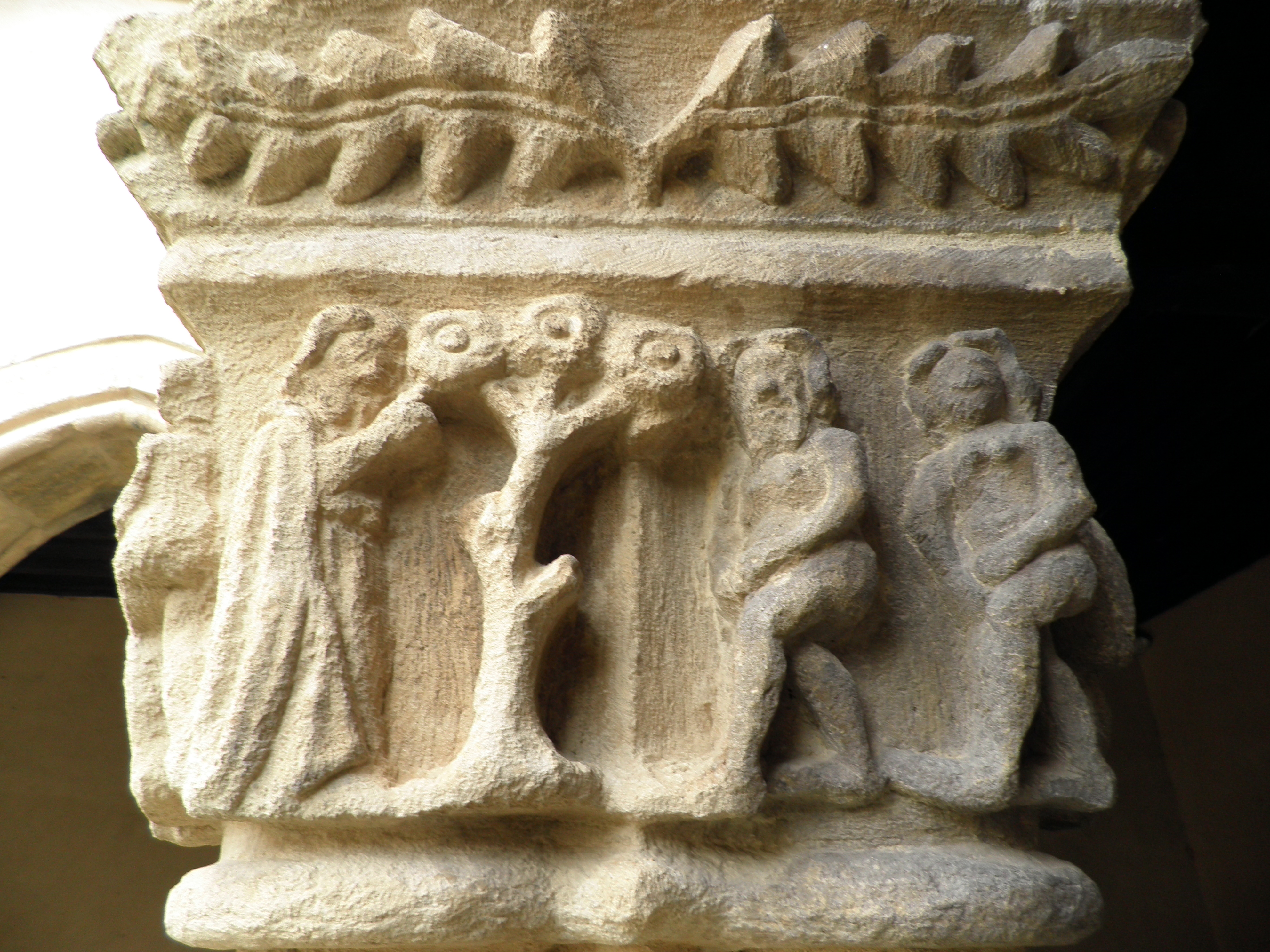
Capitel dedicado al Génesis.
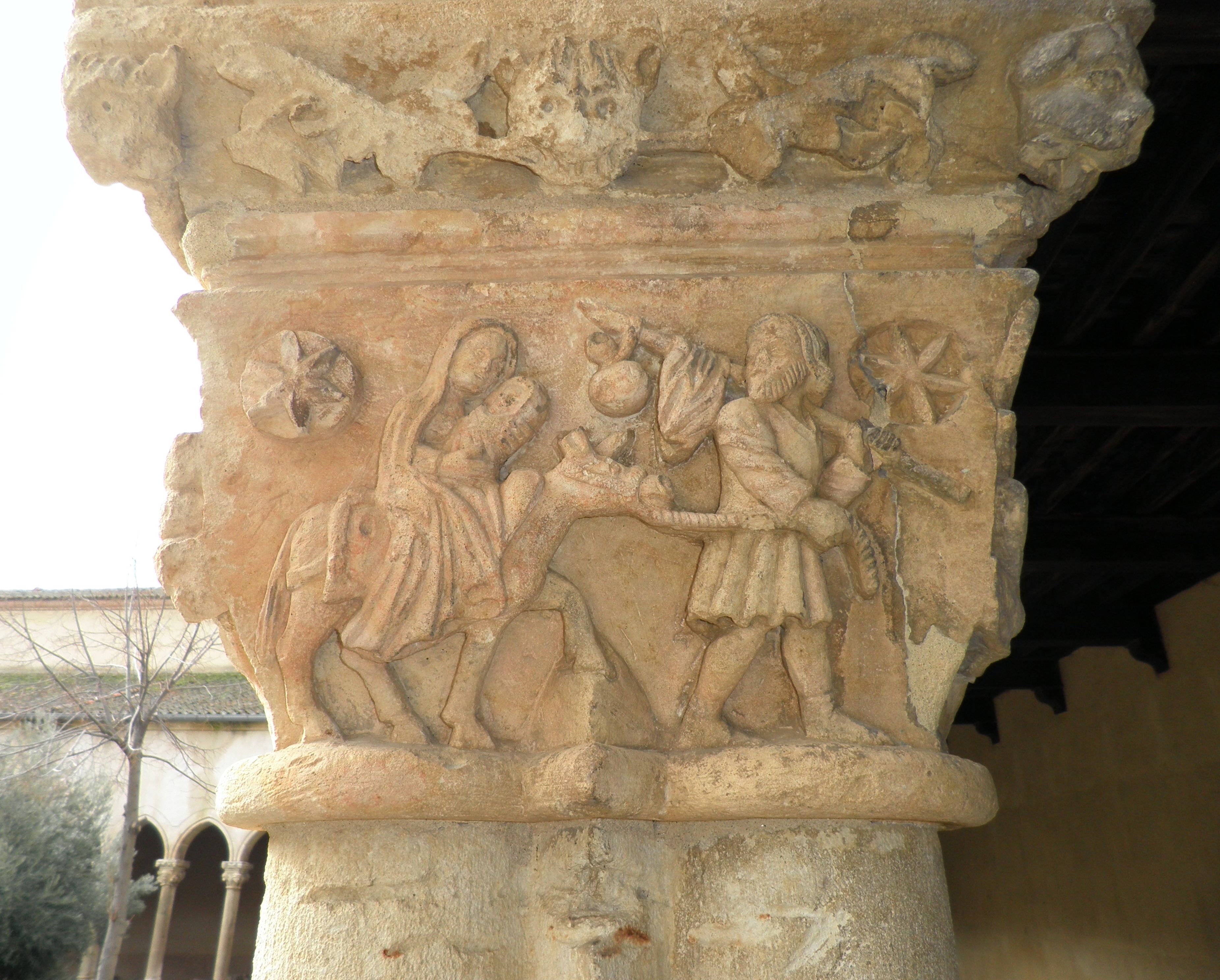
Huida a Egipto.
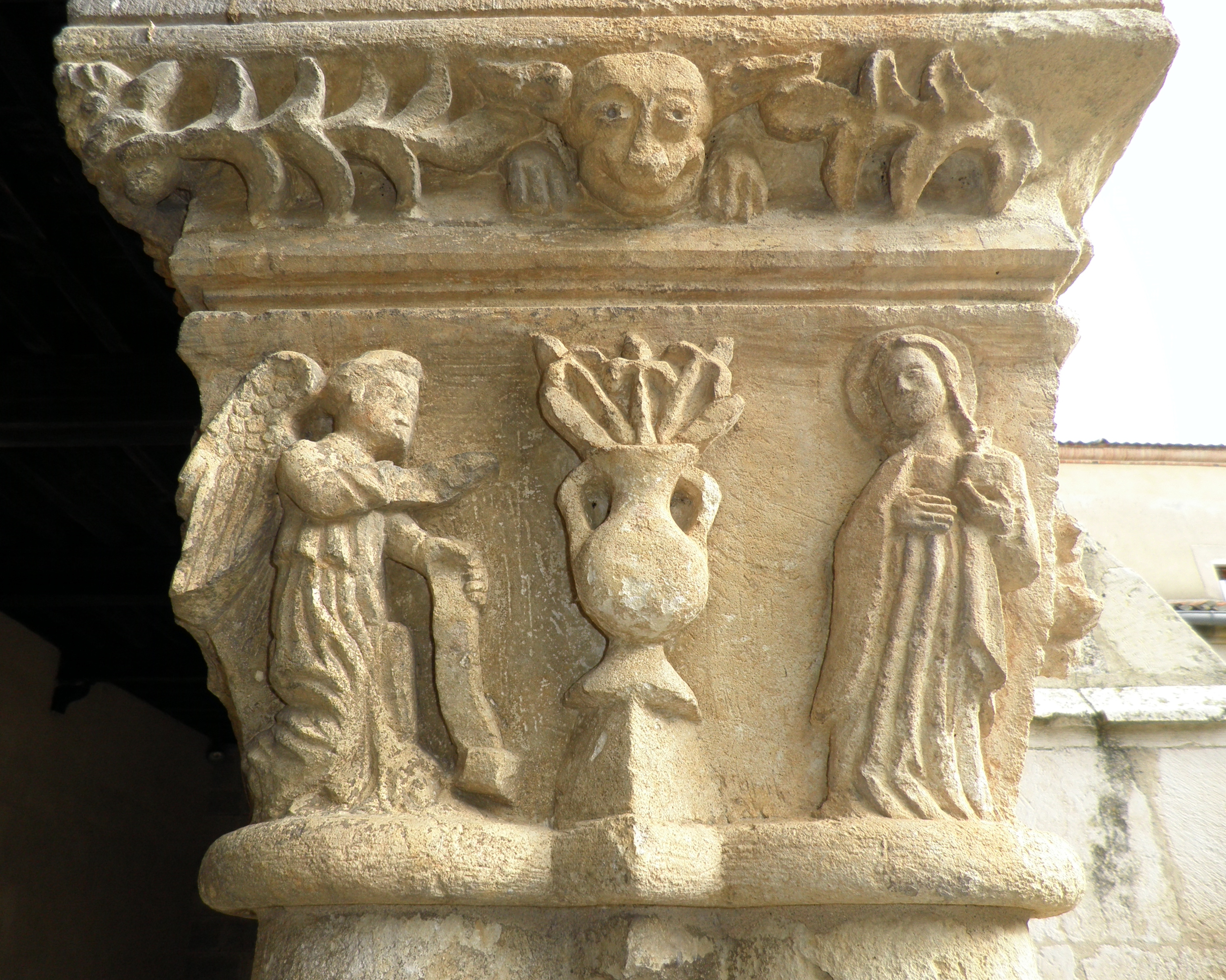
Anunciación.
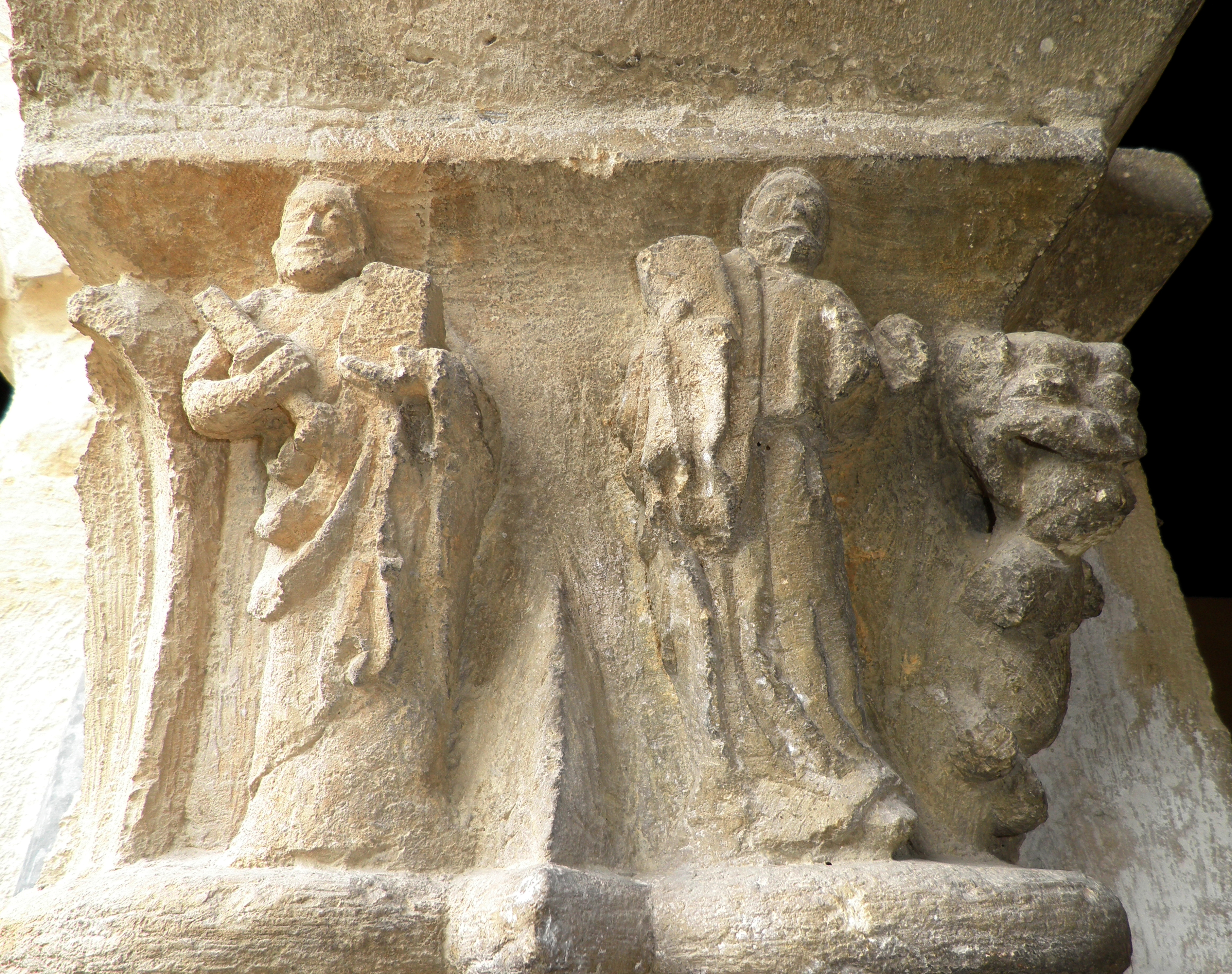
San Pedro y San Pablo.

#### Heráldica
La realeza, que respaldó la construcción del monasterio, figura con sus escudos nobiliarios que son portados por ángeles o frailes, en postura erguida o arrodillados, según estuvieran vivos o fallecidos los dueños del escudo en la fecha de la talla. Aparecen los escudos divididos en dos mitades, una mitad representando el escudo de armas del rey y la otra el de la reina. El de Catalina de Lancaster con su esposo Enrique III aparece tres veces. Además están el escudo de su hijo Juan II y su esposa María de Aragón; y uno con un ala, atribuido a Juana Manuel de Villena, esposa de Enrique II, madre de Juan I; además de un escudo y una alegoría del reino de Castilla.

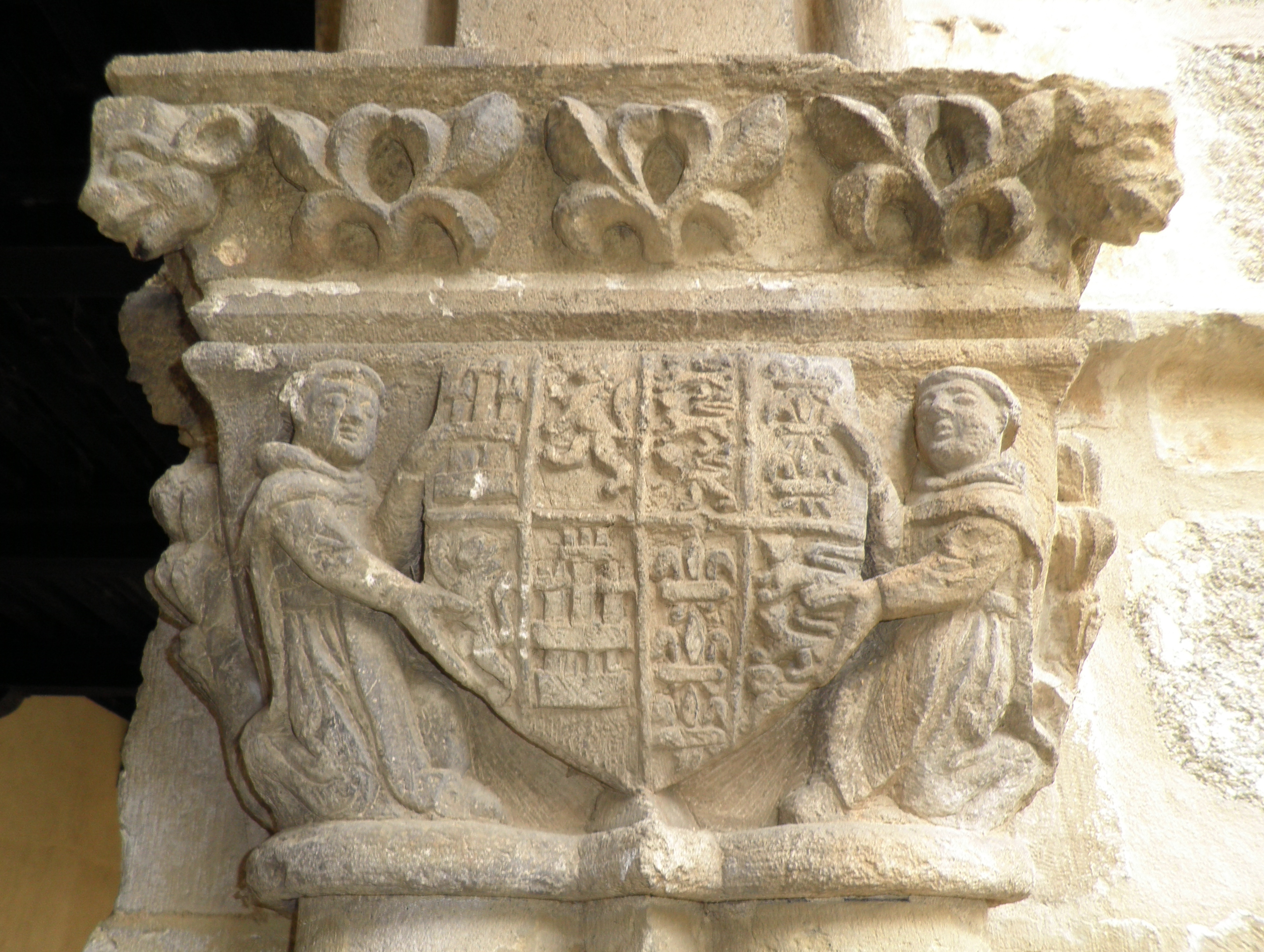
Escudo del rey Enrique y su esposa, Catalina de Lancaster. Los monjes arrodillados indican que era un homenaje por su muerte.
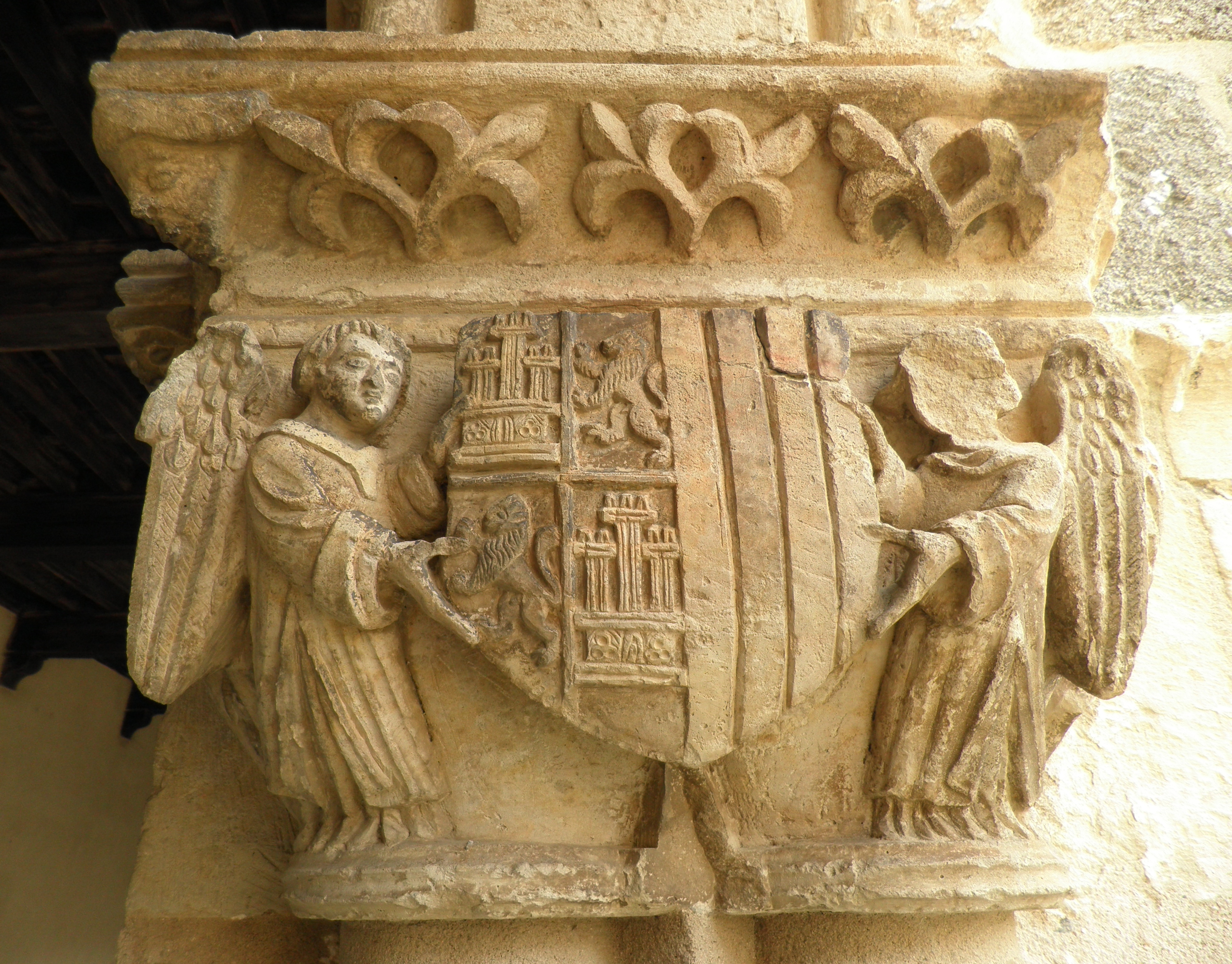
Escudo de Juan II y su esposa, María de Aragón, flanqueado por ángeles.
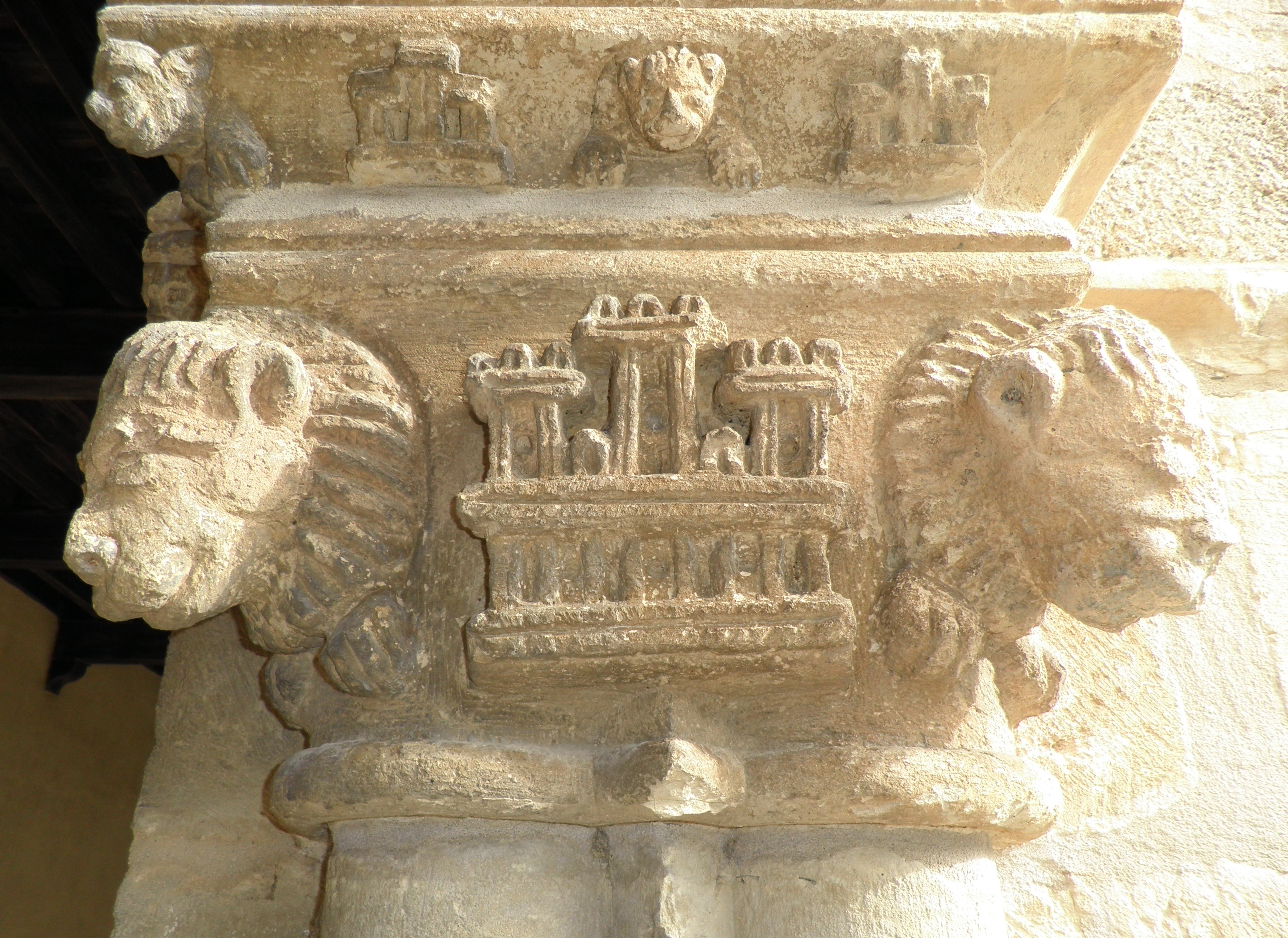
Alegoría del reino de Castilla y León.
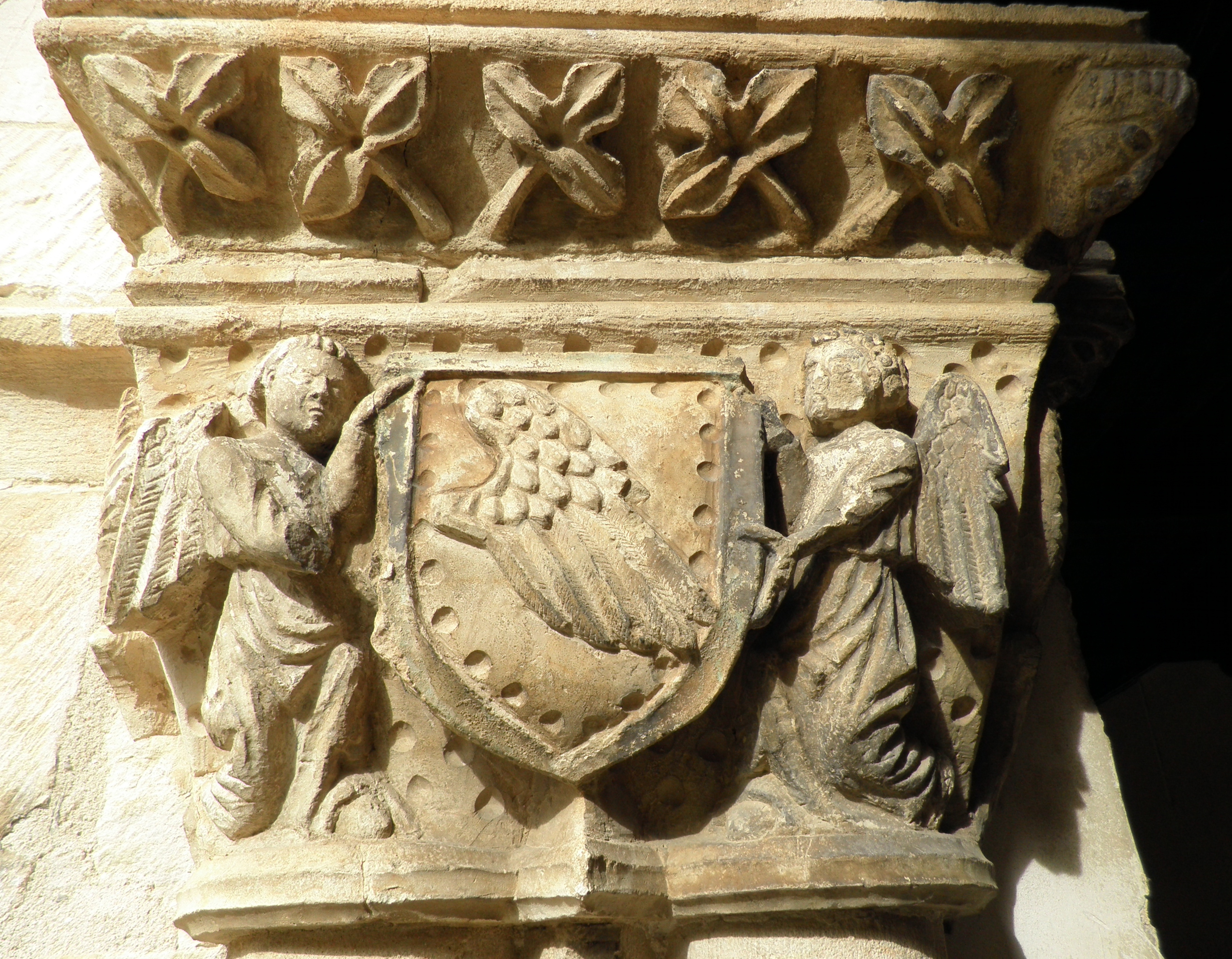
Escudo de armas de Juana Manuel de Villena, con un ala, flanqueado por ángeles.